# مسيحيون فلسطينيون
المسيحيون الفلسطينيون هم المسيحيون المنحدرون من شعوب المنطقة الجغرافية لفلسطين التاريخية، والتي هي مهد الديانة المسيحية، ويعيشون اليوم في إسرائيل والأراضي الفلسطينية والمهجر، بلغ عدد المسيحيين في إسرائيل عام 2016 حوالي 170 ألف، حوالي 80% من مسيحيي إسرائيل هم مسيحيون عرب، والباقي يتوزعون بين مسيحيين يهود ومعتنقي المسيحية، بينما تصل أعداد مسيحيي الضفة الغربية 51,000، إلى جانب 3,500 مسيحي في قطاع غزة. في التعريف الأوسع للمسيحيين الفلسطينيين، بما في ذلك اللاجئين الفلسطينيين والشتات والأشخاص الذين لديهم أصول مسيحية فلسطينيَّة كاملة أو جزئيَّة، يُمكن تطبيق ذلك على ما يُقدّر بنحو 500,000 إلى 2,600,000 شخص في جميع أنحاء العالم اعتبارًا من عام 2000. وتتراوح نسبة المسيحيين بحسب تقديرات مختلفة بين 6.5 - 20% من مجمل فلسطينيي العالم. ويتواجد معظمهم خارج فلسطين التاريخيَّة بسبب الهجرة المسيحية واسعة النطاق منذ عقود والصراع العربي الإسرائيلي. تَشكلّت التركيبة السكانية للمسيحيين الفلسطينيين من خلال سياسات الصراع العربي الإسرائيلي، مثلما هي التركيبة السكانية للفلسطينيين بشكل عام. خارج فلسطين التاريخيَّة يتواجد المسيحيين الفلسطينيين من اللاجئين وغير اللاجئين في الغالب في المناطق الحضرية في الشرق الأوسط، وفي أمريكا اللاتينية وأمريكا الشمالية وأستراليا وأوروبا.
ينقسم المسيحيون الفلسطينيون إلى أربع طوائف مسيحية أساسية: الكنائس الأرثوذكسية الخلقيدونية، والكنائس الأرثوذكسية غير الخلقيدونية، والكنائس الرومانية الكاثوليكية (اللاتينية والشرقية) والكنائس البروتستانتية.
نشط الاغتراب المسيحي في القرنين الثامن عشر والتاسع عشر وتسارعت وتيرته مع القرنين العشرين والحادي والعشرين، عقب ظهور الحركة الصهيونية الحديثة، وإنشاء دولة إسرائيل حيث شهدت حينها هجرة يهود العالم إلى إسرائيل، والتي كانت سببًا لتهجير المسيحيين. تزايدت هجرة المسيحيين مع حرب 1948 وحرب 1967. كانت أولى وجهات المغترب المسيحي أمريكا اللاتينية، بالإضافة إلى أمريكا الشمالية وأستراليا وأوروبا، واليوم يعيش أغلب الفلسطينيين المسيحيين خارج فلسطين التاريخية وبالمقابل فإن أكبر تجمع مسيحي فلسطيني يتواجد في التشيلي؛ وقد سطع نجم عدد كبير من الشخصيات الفلسطينية المسيحية المهجريّة في مناصب سياسية واقتصادية بارزة، علمًا أن المسيحيين الفلسطينيين يحتفظون بهويتهم الأصلية عن طريق «أبرشيات المهجر» وغيرها من المؤسسات. واليوم يقطن غالبيّة المسيحيين الفلسطينيين في المهجر.
بحسب المصادر التاريخيَّة والتقليديَّة، عاش يسوع في فلسطين التاريخية؛ ولد في مدينة بيت لحم، عاش في مدينة الناصرة وبشّر في الجليل وصلب ودفن وقام بحسب المعتقد المسيحي في موقع كنيسة القيامة في القدس؛ مما يجعل الأراضي الفلسطينية أرضاً مقدسة جنبًا إلى جنب مع إسرائيل بالنسبة لأتباع الديانة المسيحية.
من الناحيّة العرقيّة، فإن المسيحيين الفلسطينيين بشكل عام ينحدرون في الأصل من خليط من العرب المسيحيين الذين سبقوا الإسلام (الغساسنة) والأراميين والكنعانيين والسريان والأرمن والبيزنطيين، المسيحيون الفلسطينيون هم من أقدم الجماعات المسيحية في العالم وترتبط بعض الأسر المسيحية الفلسطينية بالنسب مع المسيحيين الأوائل، ولهذا السبب غالبًا ما يُطلق على المسيحيين الفلسطينيين اسم الحجارة الحية.
لعب المسيحيون الفلسطينيون دورا بارزاً في المجتمع الفلسطيني، خاصةً خلال النهضة العربية في القرن التاسع عشر، كما لهم اليوم دور فاعل في مختلف النواحي الاجتماعيّة والسياسية والاقتصاديَّة، ويدير المسيحيون عددًا من المدارس ومراكز النشاط الاجتماعي والمستشفيات والجامعات، ويُعتبر المسيحيون الفلسطينيون أكثر الطوائف الدينية تعلمًا، وأوضاعهم الاقتصادية-الاجتماعيّة أفضل مقارنة بباقي السكان.

## التاريخ

### خلفية وتاريخ مبكر

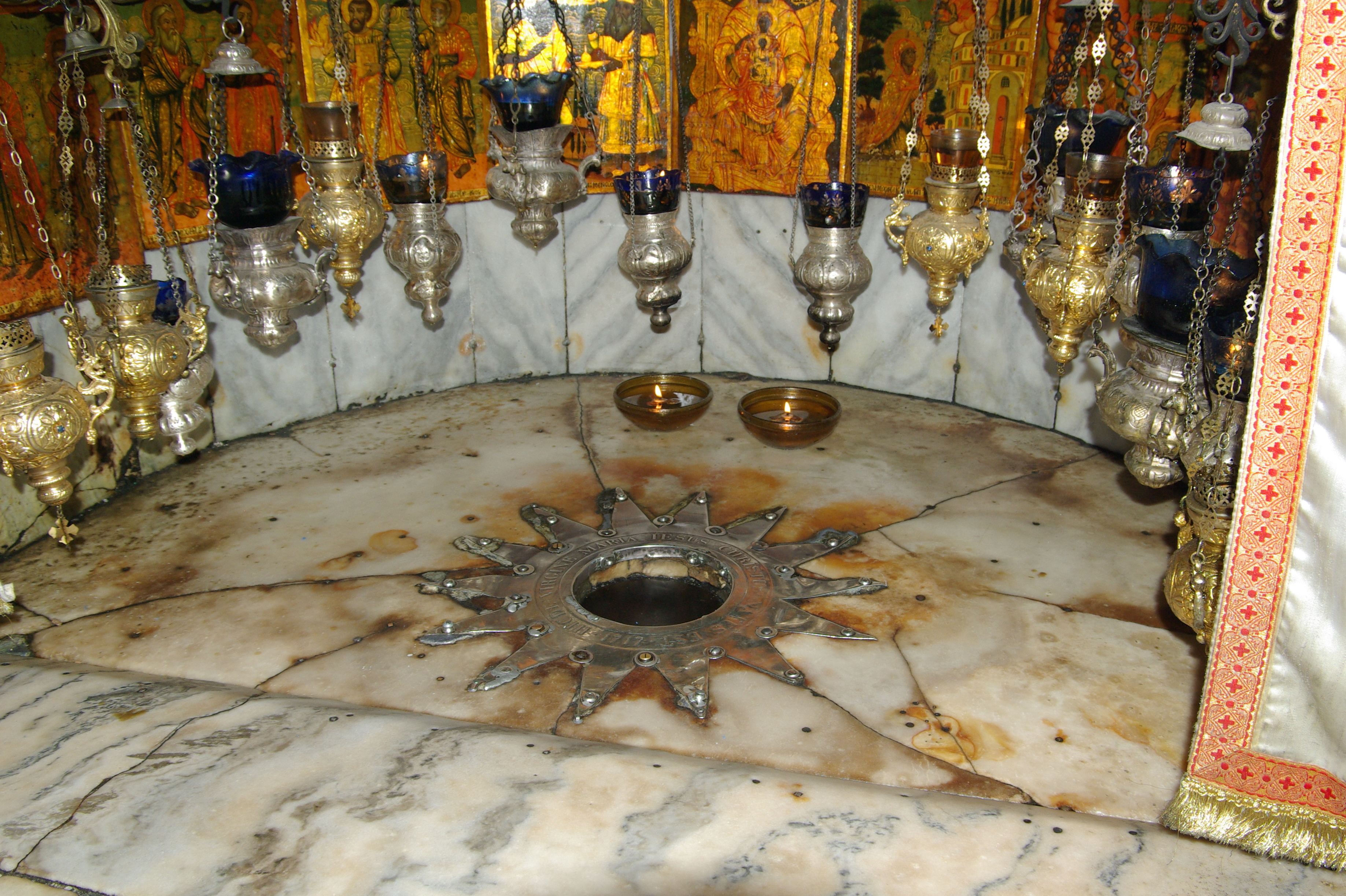
النجمة الفضية، تحت المذبح في مغارة المهد، وتمثل وفق المعتقدات المسيحيَّة البقعة التي وُلد فيها يسوع.

تعتبر الأناجيل الأربعة المصدر الرئيسي لتتبع حياة يسوع. هناك بضعة مؤلفات أخرى تذكره يطلق عليها عامة اسم الأناجيل المنتحلة وقد ورد ذكره أيضًا بشكل عرضي في بعض مؤلفات الخطباء الرومان كشيشرون. بحسب الأناجيل ولد يسوع في بيت لحم خلال حكم هيرودس الكبير، ولا يمكن تحديد تاريخ ميلاده بدقة، بيد أن أغلب الباحثين يحددونه بين عامي 4 إلى 8 قبل الميلاد. يتفق متى ولوقا أنه ينحدر من سبط يهوذا، السبط الرئيس من أسباط بني إسرائيل الإثني عشر. كذلك يتفقان أن هذه الولادة قد تمت بشكل إعجازي دون تدخل رجل، ويعرف هذا الحدث في الكنيسة باسم «الولادة من عذراء». ورغم أنه ولد في بيت لحم إلا أنه قد قضى أغلب سنين حياته في الناصرة.متى 23/2]
تركزت تعاليم يسوع بشكل أساسي في أهمية ترك أمور الجسد والاهتمام بأمور الروح، وشجب بنوع خاص مظاهر الكبرياء والتفاخر البشري، وحلل بعض محرمات الشريعة اليهودية وجعل بعضها الآخر أكثر قساوة كالطلاق، وركز أيضًا على دور الإيمان في نيل الخلاص، وعلى أهمية المحبة.متى 43/5] وتذكر الأناجيل، بشكل مفصل للروايات أو بشكل عام، عددًا كبيرًا من الأعاجيب والمعجزات التي اجترحها. وعيّن يسوع أيضًا اثني عشر تلميذًا ليلازموه،مرقس 13/3] وكان هؤلاء الإثني عشر مختارين من حلقة أكبر كانت تتبعه وتشمل نساءً والرسل السبعين.لوقا 1/10] بحسب العقيدة المسيحية، فإن يسوع وإثر نشاط حافل دام ثلاث سنوات، وخلال تواجده في أورشليم ضمن احتفالات عيد الفصح، قرر مجلس اليهود قتله خوفًا من تحوّل حركته إلى ثورة سياسية تستفز السلطات الرومانية لتدمير الحكم الذاتي الذي يتمتعون به. وتذكر الأناجيل بشيء من التفصيل أحداث محاكمة يسوع أمام مجلس اليهود ثم أمام بيلاطس البنطي ومنازعته على الصليب، حيث صلب المسيح خارج المدينة على تل الجلجثة وقد تبعه ليشهد عملية الصلب جمع كثير، وبعد نزاع دام ثلاث ساعات مات المسيح، وقد رافقت موته حوادث غير اعتيادية في الطبيعة،لوقا 45/23] ودفن على عجل لأن سبت الفصح كان قد اقترب. بحسب الأناجيل أيضًا، قامت بعض النساء من أتباعه فجر الأحد بزيارة القبر فوجدنه فارغًا،لوقا 3/24] بيد أن ملاكًا من السماء أخبرهنّ أن يسوع قد قام من بين الأموات.لوقا 6/24] فذهبن وأخبرن التلاميذ بذلك وما لبث أن ظهر لهم مرّات عدة، واجترح عدة عجائب بعد قيامته أكد لهم خلالها قيامته.يوحنا 25/20]

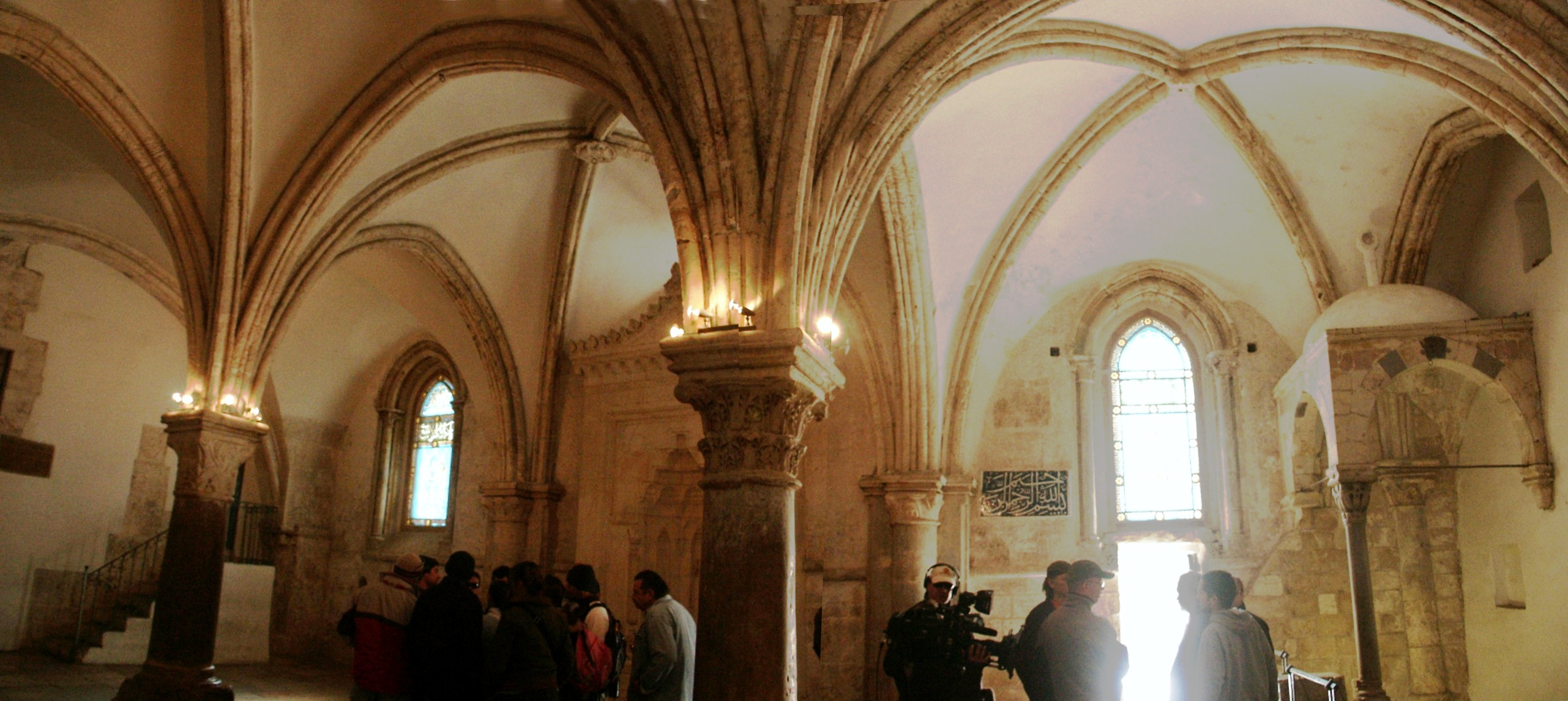
عليّة صهيون، حيث تم العشاء الأخير والعنصرة، وكانت مركز المسيحية المبكرة الأول.

تأسست الكنيسة المسيحية الأولى في القدس سنة 34 ميلادية واختير القديس يعقوب البار أسقفًا لها من قبل المسيحيين الأوائل وجلهم من اليهود المتنصرين. تعرض المسيحيون إلى اضطهاد اليهود لهم منذ البداية واشتدت حدة هذه الاضطهادات أثناء ثورة باركوخبا التي أعلنها اليهود ضد الرومان والتي نجحوا من خلالها ولفترة قصيرة بالاستقلال عن روما. انتهت الثورة باحتلال القدس على يد الإمبراطور هادريان سنة 134 وفقد اليهود خلالها أعداداً كبيرة وغادر المسيحيون من أصل يهودي المدينة. حتى عام 134 كان اليهود المتنصرون هم أصحاب الشأن في كنيسة القدس، بعد ذلك تغلب العنصر الأممي على رئاسة كنيسة القدس مع انتخاب الأسقف مرقس. سرعان ما تعرضت هذه الجماعة المسيحية الأولى للاضطهاد مما اضطرها إلى التشتت في نواحي أخرى من فلسطين شمالًا وجنوبًا. فمن القدس توجه المسيحيون إلى السامرة في الشمال، حيث بشّر هناك فيلبس وذلك بحسب التقاليد المسيحية، وإلى الجنوب؛ غزة وقيصرية واللد ويافا حيث تحّول للمسيحيّة أول شخص من أصول وثنيّة وهو كرنيليوس الذي كان قائد مئة في الجيش الروماني. تعرضت الكنيسة في فلسطين التاريخيّة للاضطهاد على يد الأباطرة الرومانيين، وكان أشدها اضطهاد داقيوس (249-291)، وفاليروس (238)، وديوقليسانيوس (303-313) أشد هذه الاضطهادات كان في عسقلان وقيصرية وغزة.

### بعد السلام القسطنطيني

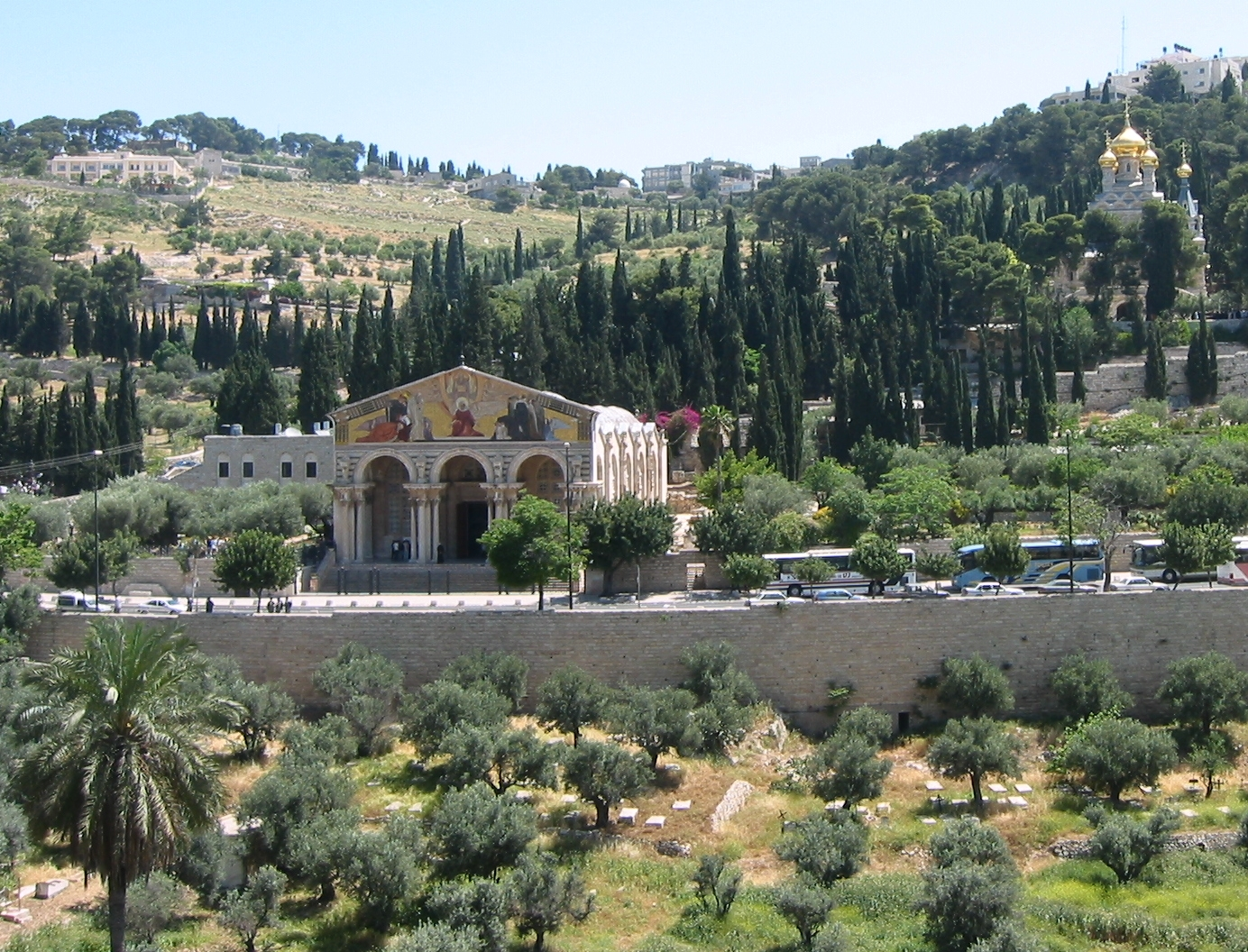
جبل الزيتون مكان رفع يسوع وفق المعتقدات المسيحية، بنت القديسة هيلانة العديد من الكنائس.

بعد تحوّل الإمبراطور قسطنطين إلى المسيحية في بداية القرن الرابع، انتهى رسميًا عصر الاضطهادات مما فسح للكنيسة المسيحية المجال كي تنظم نفسها وتنتشر وتزداد نشاطًا تبشيريّا؛ فبنيت الكنائس الكبرى في الأماكن المقدسة بحسب العقيدة المسيحيّّة وذلك على يد الإمبراطورة هيلانة والدة الإمبراطور قسطنطين، ومنها كنيسة القيامة سنة 335، وجبل الزيتون، وجبل صهيون، وكنيسة المهد وغيرها، ممّا مهّد حركة الحج المسيحية للأماكن المقدسة الخاصة بها. وقد برز في تلك الفترة كيرلس الأورشليمي (313-387) الذي بقي أسقفًا على مدينة القدس لمدة 48 عامًا، وقد ازدهرت في زمانه الحياة الليتورجيّة في الأماكن المسيحية المقدسة.
وقد انتعشت الحياة الدينية المسيحية في فلسطين؛ فقد اشترك في مجمع نيقية الذي عقد سنة 325 18 أسققًا من فلسطين، أمّا في مجمع خلقيدونية سنة 451 اعترف بالقدس كرسيًا بطريركيًا. وقد وصل عدد الأساقفة في القرن السادس الميلادي إلى 49 أسقفًا. وشهدت المنطقة بناء العديد من الكنائس.
انتشرت الحياة الرهبانيّة في فلسطين بكثافة. فبعد أن بدأت في مصر على يد أنطونيوس الكبير، سرعان ما انتشرت في فلسطين بفضل القديس هيلاريون ينوع خاص، والذي عاش في صحراء غزة سنة 328، والقديس خاريطون الذي قضى قسمًا كبيرًا من حياته في دير القلط. ومن أشهر الرهبان في فلسطين أفتيموس والذي توفي سنة 472 ومار تيودوسيسوس الذي توفي سنة 592 ومار سابا الذي توفي سنة 532. ولا تزال الأديرة التي بنوها في صحراء شرقي بيت لحم قائمة حتى اليوم. وقد وصل تعداد الرهبان إلى عشرات الآلاف في نهاية القرن السادس.

### بعد الفتوحات الإسلاميّة

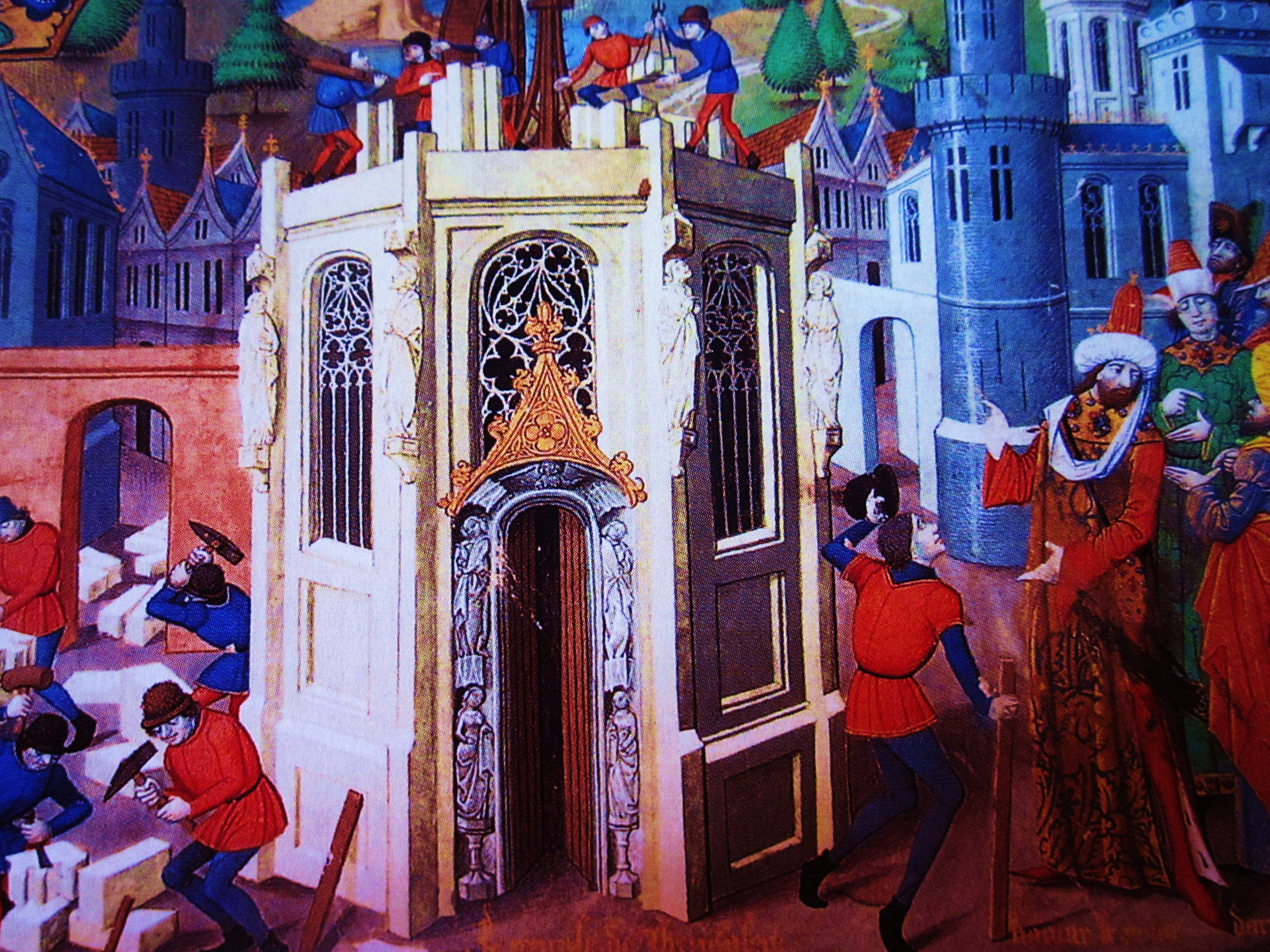
رسم إفرنجي يُظهر بناء مسجد عمر بالقدس بعد الفتح الإسلامي.

في القرن السابع انتشر الإسلام في شبه الجزيرة العربية، وما لبث أن امتد إلى أجزاء واسعة من العالم، منها بلدان الشرق الأوسط. وقد كانت معركة اليرموك سنة 636 فاتحة دخول المسلمين إلى فلسطين وسوريا؛ فقد استسلمت دمشق سنة 636، والقدس سنة 638 بعدما فاوض البطريرك صفرونيوس الخليفة عمر بن الخطاب في شروط استسلام المدينة، ثم فُتحت مصر عام 639 بما فيها مدينة الإسكندرية سنة 641 حيث فاوض البطريرك كيرلس عمرو بن العاص وسلمه مفاتيح المدينة، حيث فتحت هذه الأحداث الباب أمام مرحلة جديدة من تاريخ المسيحية الشرقية.
قامت العلاقة بين المسلمين والمسيحيين في بلاد الشرق على أساس عهود أبرمت بينهم وقضت بأن يدفع النصارى الجزية مقابل التعهد بالمحافظة على دينهم وحياتهم وأرزاقهم. وأشهر هذه العهود العهدة العمرية بين البطريرك صفرنيوس بطريرك القدس والخليفة عمر بن الخطاب، الذي أعطاهم أمانًا لأنفسهم وأموالهم ولكنائسهم وصلبانهم. ولقد اتسمت هذه العهود بالسماحة مما أتاح للمسيحيين أن يحافظوا على دينهم بالرغم من تقلص أعدادهم مع الوقت. ولقد ساهم المسيحيون في تثبيت أركان الحكم العربي الإسلامي إذ ساهموا في إدارة الدواويين.
بشكل عام، نَعِم المسيحيون بقسط من الحرية في ظل الخلافة الإسلامية، ما عدا في أزمان معينّة كفترة الخليفة المتوكل (847-861) الذي اضطهدهم وضيّق عليهم. كذلك فقد لقي المسيحيون الاضطهاد على يد الحاكم بأمر الله (996-1020)، الذي هدم كنيسة القيامة في القدس سنة 1009. وتم حظر المواكب الدينية، وبعد بضع سنوات قيل إن جميع الأديرة والكنائس في فلسطين قد دُمرت أو صودرت. وكان هدم كنيسة القيامة أقدس المواقع المسيحية على الإطلاق أحد الأسباب الرئيسية لنشوء الحملات الصليبية. وغالبًا ما كان يتأثر وضع المسيحيين بالعلاقة بين المسلمين والإمبراطورية البيزنطية، حيث كان انتصار الإمبراطورية البيزنطية ينعكس على علاقة المسلمين بهم.

### العصر الذهبي

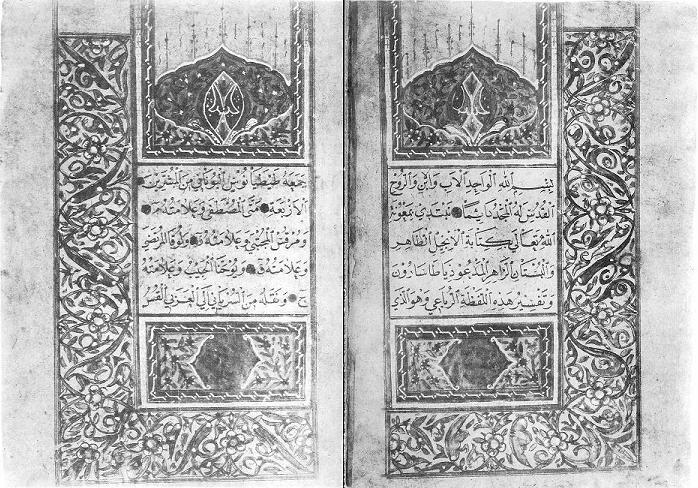
صورة للصفحتين الأولتين من «المخطوط الفاتيكاني عدد 250»، وهو عبارة عن ترجمة عربية لإنجيل الدياسطرون، ويرقى للعصر العباسي.

جرت في عصر الدولة الأموية والعباسية تطورات وتفاعلات مهمة أعطت للمسيحيين الوجه الذي نعرفه لهم اليوم. بالرغم من تقلص أعدادهم لم يكتف المسيحيون بالاستمرار في الوجود بل راحوا يساهمون مساهمة فعالّة في بلورة الحضارة الإسلامية في مجال العلوم والثقافة والسياسة والعمران وغيرها من المجالات.
إن هذا التفاعل الحضاري جعل من المسيحيين جزءًا هامًا من الثقافة العربية. ولم يقتصر الأمر على المجالات العلميّة بل دخل الفقهاء المسلمون واللاهوتيون المسيحيون في جدالات دينيّة صريحة بحضرة الخلفاء وفي مجالس العلم. وقد بقي العديد من هذه النقاشات حتى اليوم.
وسرعان ما أصبحت اللغة العربية لدى المسيحيين لغة كتاباتهم وطقوسهم ومعاملاتهم اليوميّة. ونشأ عن ذلك، ما بين القرن الثامن والرابع عشر، ما يُعرف باسم التراث المسيحي العربي الذي يشمل مؤلفات في جميع مجالات الفكر المسيحي والتي توجد في عشرات الآلاف من المخطوطات. وهو التراث الذي راح العلماء يعملون على تحقيقه ونشره في السنوات الأخيرة. ومن اللاهوتيين البارزين في هذا المجال كان ثاوذورس أبي قرة أسقف حران، وسعيد بن البطريق بطريرك الإسكندرية، وعبد الله بن الفضل، ويحيى بن عدي، وابن العسال، وساويروس بن المقفع، والطبراني وغيرهم. ونشأ الأدب العربي المسيحي في أديرة فلسطين ومنه انتقل إلى سورية ومصر والعراق، ومن أعلامه إسحاق الصابي وإبراهيم الطبراني وسليمان الغزاوي الذي ألف مجموعة شعرية دافع فيها عن الدين المسيحي، وإسطفان الرملاوي الذي ترجم الإنجيل إلى اللغة العربية، وثاوذورس أبي قرة الذي نقل اللاهوت المسيحي إلى اللغة العربية في آواخر القرن الثامن حيث قبلها كان مقتصراً على اللغة اليونانية والسريانية.

### الحملات الصليبية (1099إلى1291)
كان السبب الرسمي المعلن للحملات الصليبية الصعوبات التي تعرض لها الحجاج المسيحيون في الوصول إلى الأماكن المسيحيّة المقدسة وهدم كنيسة القيامة. غير أن دوافع الحملات الصليبية كانت متعددة منها دوافع دينية، واقتصاديّة، وتوسعيّة، واجتماعيّة. قام الصليبيون بثمان حملات في فلسطين والشرق. فاحتلوا مدينة القدس سنة 1099م، ومنها اجتاحوا سائر مناطق فلسطين. عندما دخل الصليبيون إلى القدس وأسسوا مملكة بيت المقدس، وقعوا في خلاف حول طبيعة الحكم، فقد نادى بعض الفرسان وعلى رأسهم البطريرك بإعلان المملكة دولة دينية يرأسها البطريرك، ومن ثمّ حوّل النقاش واستمرّ خلال القرن الحادي عشر إلى مملكة مزدوجة يرأسها الملك والبطريرك. أياً كان فقد كان الحكم في المملكة مدنياً، غير أنه كان للكنيسة قوتها كحال جميع الممالك في أوروبا خلال القرون الوسطى، ومن صلاحيات الكنيسة النظر في وراثة العرش وعزل الملك والمحاسبة عن «المفاسد الأخلاقية» وترتيب أحوال الزواج والطلاق والإرث وما إلى ذلك من الأحوال الشخصية في المملكة. وإلى جانب بطريرك المدينة، كان هناك سبعة مطارنة في بيت لحم وحبرون والناصرة وقيسارية واللد وصور والكرك، وقد أثار هذا التقسيم حيرة عدد من المؤرخين، إذ إن مدنًا صغيرة حازت على تصنيف مطرانية بينما مدن كبرى مثل يافا وعكا لم تحصل على مثل هذا الامتياز، وربما يعود السبب في ذلك لضياع التنظيم والخلط بين النموذج الذي أراد الصليبيون استحداثه من ناحية، والنموذج البيزنطي والأرمني الذي كان قائمًا أصلاً في المدينة خلال حكم العباسيين، حيث كانت أغلبية المسيحيين في القرى والمدن الصغرى لا في المدن الكبرى. كان من بين رعايا المملكة أعداد كبيرة من الأرثوذكس الشرقيين والأرمن والسريان الأرثوذكس الذين اختلف قادة الصليبيين في الطريقة المثلى للتعامل معهم، غير أن الرأي الذي خلص إليه ومن عشية الحملة الصليبية الأولى تمخض عن «قبول العيش بسلام مع جميع معتنقي الديانة المسيحية على وجه الخصوص» كما ذكر نارسيس بطريرك الأرمن الأرثوذكس. خلال الحقبة الصليبية تحولت قبة الصخرة إلى كنيسة ومقر فرسان الهيكل، كما قام الصليبيون بتحويل المسجد الإبراهيمي إلى كنيسة أطلقوا عليها اسم كنيسة القدّيس أبراهام واتخذوا منها مركزًا دينيًا لكل المناطق المجاورة، وقد اتبعت الكنيسة النظم الرهبانية الأوغسطينية، وتم تسجيل ذلك في الوثائق لأول مرة عام 1112. إلى جانب جيوش الإقطاعية تألف الجيش الصليبي من فرسان المؤسسات العسكرية التي نشأت خلال فترة الحملات الصليبية ما شكل تجديدًا مؤسساتيًا في بنية الجيش الصليبي وجيوش دول أوروبا الغربية بشكل عام. هذه المؤسسات العسكرية كانت ذات طابع ديني، ولعل أقواها وأشهرها هما فرسان الهيكل التي كانت تقوم بحماية قوافل الحجاج إلى القدس، وفرسان القديس يوحنا الذين سماهم مؤرخو العرب الإسبتارية والتي كانت الدواية حماية قوافل الحجاج وتقديم المساعدات الغذائية والعلاجية والطبية لهم، ومن هنا جاءت تسميتهم بفرسان المستشفى أيضًا، مع وجود عدد من الهيئات الأخرى قليلة الأهمية والتأثير كفرسان السيف وفرسان القديس لورانس وغيرها.
وقد انتصر صلاح الدين الأيوبي على الصليبيين في معركة حطين سنة 1187. وفي السنة عينها استرجع مدينة القدس. وفي 1104 سيطر الصليبيين على مدينة عكا، وأصبحت الميناء الرئيسي والحصن المنيع لهم، وقسمت إلى أحياء، حيث تركزت كل جالية منهم بحيّ خاص بها، مثل بيزا وجنوة والبندقية وفرسان الهيكل وفرسان الإسبتارية، وضمت المدينة أيضاً على أحياء للمجتمعات المسيحية الشرقية والإسلامية المحليَّة. وواصلت عكا خلال الحقبة الصليبية ازدهارها كمركز تجاري رئيسي لشرق البحر الأبيض المتوسط، وكانت مدينة ثرية نسبيًا نابضة بالحياة التجاريًّة. وانتهى الوجود الصليبي في فلسطين سنة 1291 بسقوط مدينة عكا، آخر معاقل وحصون الصليبيين في بلاد الشام. وقام السلطان المملوكي الأشرف خليل بإسترجاع مدينة عكا من الصليبيين وطردهم منها سنة 1291 في ما عرف بـ «فتح عكا»، ومع دخول المماليك للمدينة حُرق وقتل سكانها ومن ضمنهم البطريرك اللاتيني. وقام الظاهر بيبرس بتدمير القرى والبلدات الصليبية في منطقة عكا. كما وأصدر الظاهر بيبرس مرسومًا يمنع المسيحيين واليهود من دخول الحرم الإبراهيمي في مدينة الخليل، وأصبح المناخ أقل تسامحًا مع اليهود والمسيحيين مما كان عليه في ظل الحكم الأيوبي السابق. وتركت الحملات الصليبية آثارًا عمرانيّة عدة؛ وكثيرة هي الأديرة والرهبنات والكاتدرائيات التي بنيت خلال العهد الصليبي، ولعل أهمها ما كان يبنى بتبرع الهيئات العسكرية الدينية، ومنها كنيسة القيامة التي أعيد تجديد بنائها وترميمها عام 1149، وكاتدرائية عكا، التي اعتبرت أكبر وأجمل ما بُني في العهد الصليبي، كما نقل قدماء المؤرخين. كما وخلفّت آثارًا سلبيّة إذ وسعت حدة الخلاف بين الكنيسة المسيحية الغربية والشرقية، وبين الديانتين المسيحية والإسلامية.

### الفترة العثمانية (1516إلى1917)

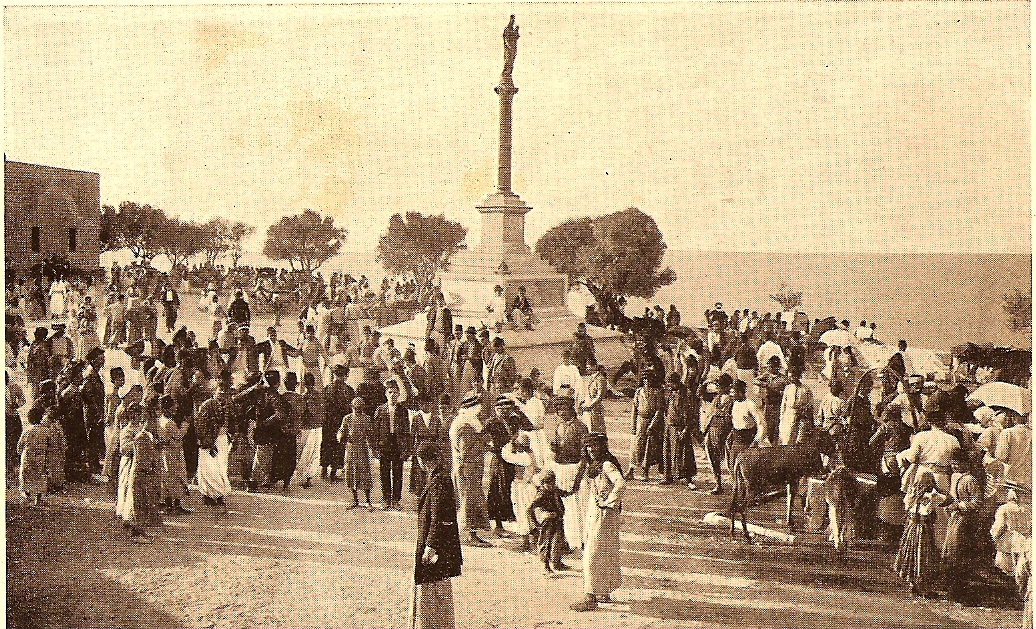
مسيحيون يحتلفون بعيد مار إلياس في جبل الكرمل، حيفا: إظهار الاحتفالات الدينية لم يكن مسموحًا به قبل إصلاحات عبد المجيد الأول.

بعد الحروب الصليبية خضعت فلسطين لحكم المماليك بين السنوات 1291-1516، بعد القضاء على المغول في معركة عين جالوت، أصبح المسيحيين هدفاً لانتقام المماليك، حيث تعرض المسيحيين لعمليات ذبح وقتل في الناصرة وبيسان وصفد وقيسارية، إلى جانب عمليات هدم الكنائس والأسلمة القسريَّة، وهربت أعداد منهم إلى المدن الساحليّة التي كانت لا تزال بيد الصليبيين. وعمّت الفوضى السياسية في زمنهم حيث عانى السكاّن المسيحيون بشكل خاص في ظل حكم المماليك مع بعض الإستثناءات خاصًة في ظل حكم الناصر، حيث وصل في ظل حكمه رهبان من الرهبانية الفرنسيسكانية سنة 1333 والذين لعبوا دورًا هامًا في المحافظة على المواقع المسيحية المقدسة وأصحبوا حراس الأماكن المقدسة بالنسبة للعالم الكاثوليكي. إتبعّ المماليك سياسة اتسمت بالقسوة تجاه من بقي من المسيحيين في فلسطين، حيث دمرت الكنائس وتعرض المسيحيين لكافة أشكال القمع والإضطهاد، وفرضت عليهم ضرائب باهظة، كما أُجبر المسيحيون على لبس عمامة زرقاء تميّزهم عن المٌسلمين. دفعت هذه السياسات إلى اعتناق الكثير منهم للإسلام أو النزوح من البلاد شرقاً هرباً من السياسات التعسفيّة التي اتبعها المماليك. كانت مدينة الخليل ذات طابع «بدوي وإسلامي»، و«محافظة بشكل كبير» في نظرتها الدينيَّة، واشتهرت بالحماسة الدينية في حماية مواقعها بغيرة من اليهود والمسيحيين، لكن يبدو أن المجتمعين اليهودي والمسيحي كانا مُندمجين جيداً في الحياة الاقتصادية للمدينة. ومنذ الحقبة المملوكية حتى القرن التاسع عشر، ضمت المدينة «حارة للنصارى» والتي استمرت بالوجود حتى الفترة العثمانية، لتختفي بعدها بسبب تعرض المجتمع المسيحي في الخليل للمضايقات. وضع العثمانيين حدًا لحكم المماليك عندما دخل سليم الأول السلطان العثماني فلسطين عام 1516 مبتدئًا حكمًا دام ما يقرب 400 عام. وفي العهد العثماني سقطت مدينة القسطنطينية عام 1453. خلال حكم أمير الدروز فخر الدين المعني الثاني سُمح للرهبان الفرنسيسكان حق إعادة بناء في بازيليكا البشارة في الناصرة، والتنقيب حول الأماكن المسيحية في منطقة الجليل، وإقامة المدارس. وشجع الوالي ظاهر العمر التسامح الديني والهجرة المسيحية واليهودية إلى منطقة الجليل، وأدى التدفق المسيحي إلى نمو عددي كبير للمجتمعات المسيحية في عكا والناصرة، وساهم المسيحيون في تلك الحقبة بتطوير الاقتصاد بسبب السهولة النسبية في التعامل مع التجار الأوروبيين، وشبكات الدعم التي حافظ عليها الكثير منهم في دمشق أو إسطنبول، ودورهم في صناعات الخدمات. وشغلت عائلة الصبَّاغ المسيحية العريقة من صفد منصب المستشار المالي والإداري في حكومة ظاهر العمر، وكان للعائلة في صفد شبكة علاقات رفيعة المستوى مع قيادات طائفة الروم الكاثوليك التي انتمت اليها. تغيرت الأحوال خلال حقبة أحمد باشا الجزار، حيث تعرض المسيحيين لإعتداءات وهجمات متكررة في الناصرة والقدس، في حين تعرض المسيحيين في الرملة واللد إلى القتل والنهب وأجبر الكثير منهم على الفرار.
عاش المسيحيون إبان الحكم العثماني في ظل نظام الملّة، الذي أعطى لرؤساء الدين خاصًة البطاركة سلطة دينيّة ومدنيّة واسعة على رعاياهم، فكانت الطوائف المسيحيّة تدير نفسها بنفسها وفق القوانين الخاصة بكل طائفة. وهذا ما يدعى بقانون «الأحوال الشخصيّة» الذي لا يزال معمولًا به في المحاكم الكنسيّة حتى اليوم في بعض الدول العربية. ومع الزمن تضعضعت الدولة العثمانية حتى راحت تُدعى في القرن التاسع عشر «رجل أوروبا المريض»، وهذا ما حمل الدول الأوروبية على أن تتدخل في الشؤون الداخليّة للإمبراطورية العثمانيّة. ففرضوا أنفسهم كحماة للفئات المسيحيّة في الشرق فنجم عن ذلك «نظام المحميّات»، الذي بموجبه تحمي كل دولة أوروبيّة الرعايا المسيحيين الذين يدينون بملتها. وكان كاثوليك الدولة العثمانية قد وضعوا تحت حماية فرنسا والنمسا، إذ اعتبر آل هابسبورغ حكام الإمبراطورية النمساوية حماة الكاثوليكية، في حين وضع الأرثوذكس تحت حماية الإمبراطورية الروسية وقامت إنجلترا بحماية البروتستانت.

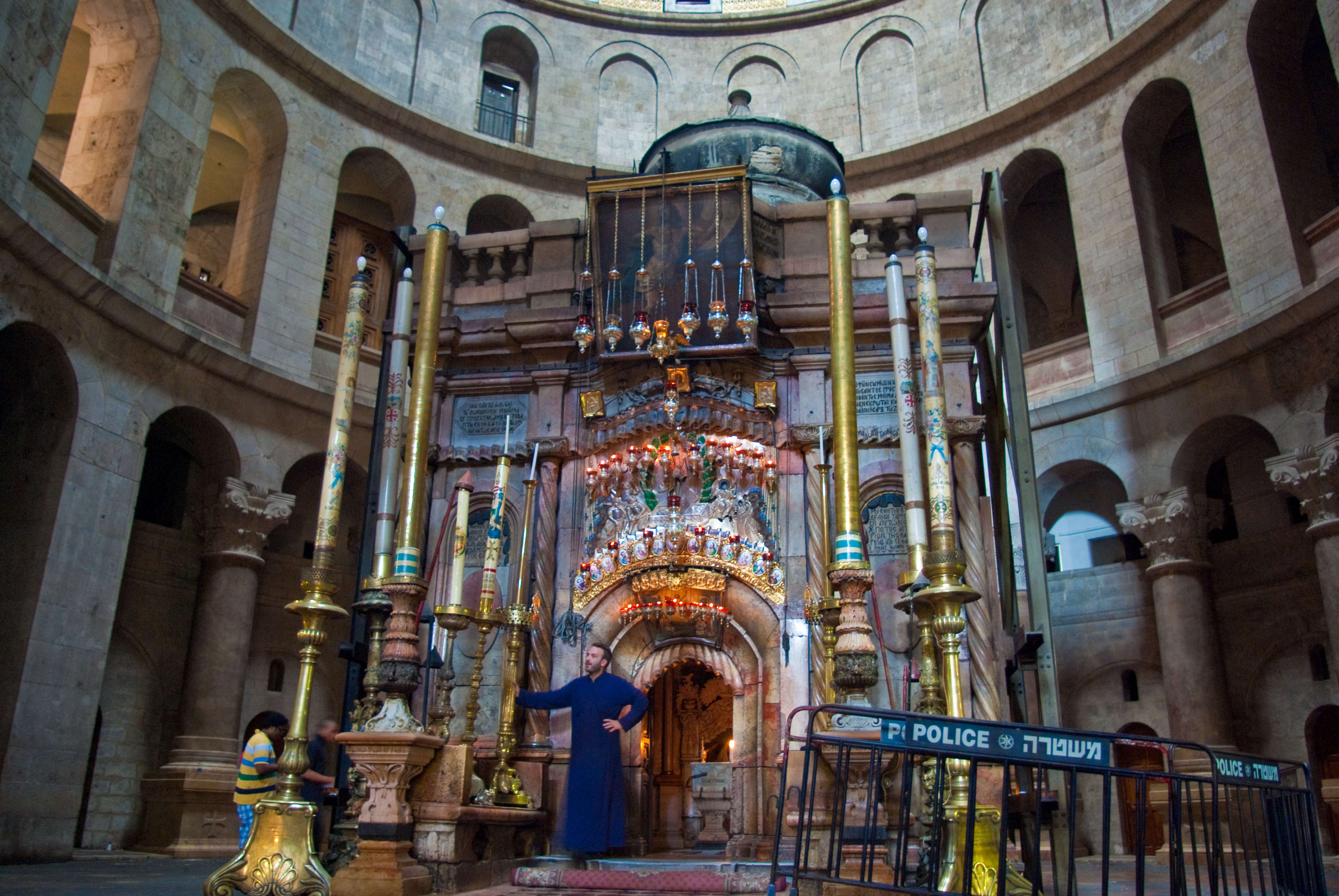
القبر المقدس في كنيسة القيامة، لعبت المواقع المسيحية المقدسّة دورًا هامًا في حياة المسيحيين الفلسطينيين.

في تلك الفترة راحت الكنائس الغربية من كاثوليكية وبروتستانتية، تولي اهتمامها بالشرق؛ فأرسلت بعثات من مخلتف الأنواع، ثقافيّة ودينيّة واجتماعيّة. وقد تمخض عن هذه الحركة قيام كنائس جديدة في الشرق، منها الكنائس الكاثوليكية الشرقية على اختلاف تراثها إثر حركة الوحدة مع روما، نمت ضمن الكنائس الشرقية ابتداءً من القرن السابع عشر. وكذلك أنشئت كنائس بروتستانتية متعددة، وعيّن بطريرك لاتيني في مدينة القدس فتأسست البطريركية اللاتينية في الأراضي المقدسّة سنة 1847. وقد نشطت الإرساليات الأجنبيّة وافتتحت عدد كبير من المدارس والمعاهد والجامعات ولكنها كانت تابعة للبعثات والقنصليات الأوروبية وانحصر تأثيرها في علية القوم وطبقتهم الغنية من رعايا المسيحيين، فضلًا عن المستشفيات وفنادق الحجاج والمؤسسات الدينيّة والاجتماعيّة والثقافيّة، ووفدت العديد من الجمعيات الرهبانيّة إلى فلسطين.
لعبت الأماكن المسيحيّة المقدسة في فلسطين دورًا هامًا في حياة المسيحيين، وكانت مصدر نزاع دائم بين الكنائس المسيحية إلى أن حدد العثمانيون سنة 1856 حقوق كل طائفة وواجباتها في الأماكن المقدسة وفق الوضع الذي كان جاريًا في ذلك العام. وهو ما يُعرف بنظام الستاتو كو أو الوضع الراهن، الذي لا تزال الطوائف المسيحية تسير عليه فيما يتعلق بتفاصيل حقوقها في الأماكن المقدسة خاصًة في كنيسة القيامة في مدينة القدس، وكنيسة المهد في بيت لحم. ويعود تاريخ هذا التفاهم إلى العهد العثماني في فلسطين، حيث التزمت الدولة العثمانيّة منذ القرن الثامن عشر ومن ثم جميع القوى المتعاقبة التي سيطرت على المنطقة بدعم مجموعة الأنظمة والتفاهمات هذه التي اكتسبت وضع الواجب القانوني الدولي، والذي يُلزم المحتلّين الحاليين والمستقبليين بذلك الجزء.
ازدهرت أحوال الملل المسيحية القاطنة في السلطنة العثمانية اقتصاديًا واجتماعيًا، في بداية القرن التاسع عشر ومع حركة الإصلاح العثمانية التي تتوجت في التنظيمات العثمانية، وارتدى الرعايا المسلمون والمسيحيون واليهود الطربوش الأحمر كعلامة على المواطنة العثمانية الحديثة المشتركة، رافقه تنامى الحس القومي لدى العرب في الدولة العثمانية من أواسط القرن التاسع عشر، وهو ما يعرف باسم النهضة العربية، بوجهها السياسي والثقافي. ولقد ساهم المسيحيون في جميع البلدان العربيّة بهذه النهضة باشتراكهم في الحركة القومية وإحياء اللغة العربية، وتجديد الثقافة العربية وإحياء تراثها، وهو ما أعدّ الوطن العربي لدخول العصر الحديث بعد نهاية الحرب العالمية الأولى.

### العصر الحديث

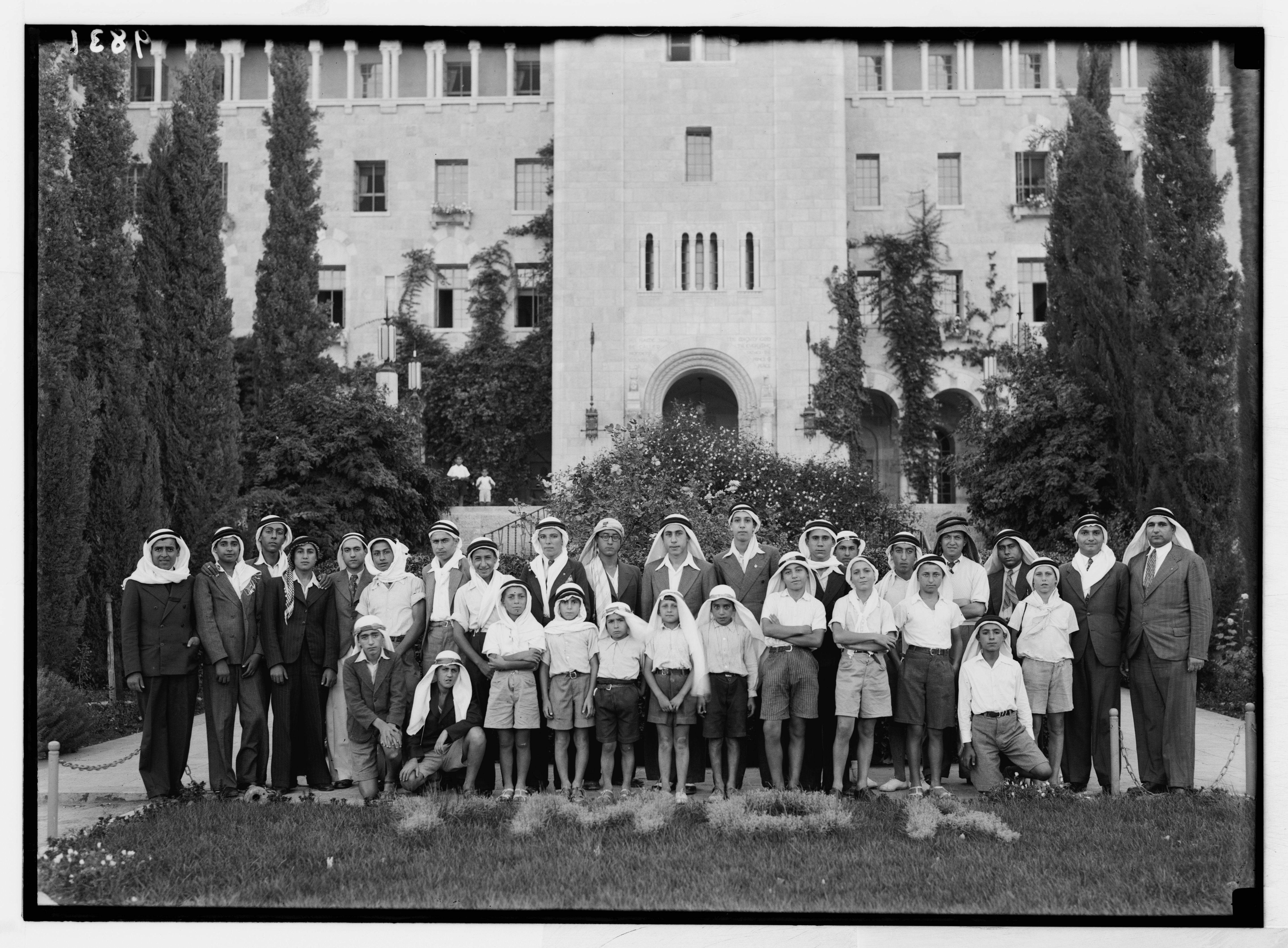
شبيبة مسيحية أمام مبنى جمعية الشبان المسيحيين في القدس؛ عام 1938.

انتهى العهد العثماني سنة 1917، فبدأت فترة جديدة للمنطقة وللمسيحيين أيضًا. في تعداد عام 1922 أيام الانتداب البريطاني على فلسطين كان هناك حوالي 73,000 فلسطيني مسيحي منهم 46% من أتباع الكنائس الأرثوذكسية الشرقية وحوالي 20% من أتباع الكنيسة الرومانية الكاثوليكية، وحوالي 20% من أتباع الكنائس الكاثوليكية الشرقية. وسجل التعداد أكثر من 200 بلدة تضم سكان مسيحيين. وبحسب التعداد ضمت الكنيسة الأرثوذكسية الشرقية حوالي 33,369 عضو، والكنيسة السريانية الأرثوذكسية 813 عضو، والكنيسة الرومانية الكاثوليكية 14,245 عضو، وكنيسة الروم الملكيين الكاثوليك 11,191 عضو، والكنيسة السريانية الكاثوليكية 323 عضو، والكنيسة الأرمنية الكاثوليكية 271 عضو، والكنيسة المارونية 2,382 عضو وكنيسة الأرمن الأرثوذكس 2,939 عضو والكنيسة القبطية 297 عضو، وكنيسة التوحيد الأرثوذكسية الإثيوبية 85 عضو، والكنيسة الأنجليكانية 4,553 عضو، والكنيسة المشيخية 361 عضو، والكنيسة اللوثرية 437 عضو. وفي عشية عام 1945 قدرت أعداد المسيحيين في فلسطين الانتدابية بحوالي 145,060 نسمة، أي 8% من مجمل السكان. وضمّ قضاء القدس على أكبر عدد للمسيحيين مع حوالي 46,130 نسمة، تلاه قضاء حيفا مع حوالي 33,710 نسمة، وقضاء يافا مع حوالي 17,790 نسمة، وقضاء عكا مع حوالي 11,800 نسمة، وقضاء الناصرة مع حوالي 11,770 نسمة. وضمّ قضاء الناصرة على أعلى نسبة للسكان المسيحيين مع حوالي 24% من السكان، تلاه قضاء القدس (18%)، وقضاء رام الله (17%)، وقضاء عكا (16%) وقضاء حيفا (13%). وضمّ كل من قضاء الخليل وقضاء بئر السبع وقضاء طولكرم على أقل أعداد من المسيحيين.

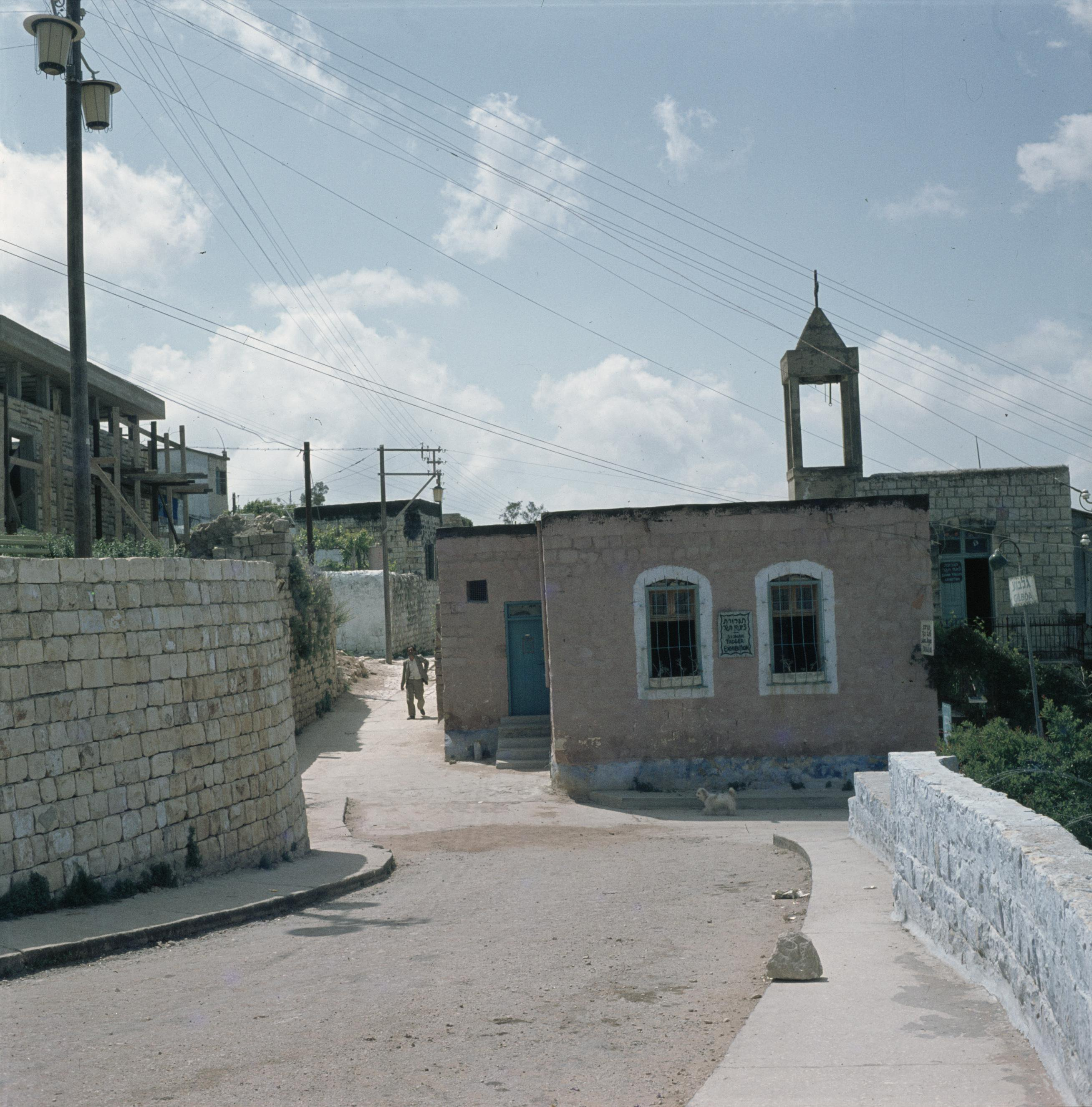
أطلال كنيسة الروم الكاثوليك في صفد، وهي مدينة فلسطينيّة هُجر سكانها عام 1948.

تعتبر الهجرة والتهجير إحدى الملمات التي أصابت مسيحيي جنوب بلاد الشام عمومًا، فعلى سبيل المثال، في أعقاب حرب 1948 التي أفضت إلى ميلاد إسرائيل، مُسحت عن الوجود قرى مسيحية بأكلمها على يد العصابات الصهيونية وطرد أهلها أو قتلوا، حيث جرى تهجير سكان بعض القرى ذات الأغلبية المسيحية مثل كفر برعم وإقرت والبصة، حيث دمرت القرى تدميراً كاملاً وصودرت أراضيها. كذلك الحال بالنسبة للسكان المسيحيين في بعض القرى المختلطة مثل المجيدل ومعلول والدامون والبروة والتي جرى تدميرها وتهجير أهلها، كما صودرت أراضي لمسيحيين في قرى لم يهجرها سكانها أسوة بالمُسلمين بما في ذلك الآف الدونمات في مناطق بيت لحم وبيت جالا وبيت ساحور. خلال الحرب اضطر حوالي 40% من المسيحيين مغادرة أماكن سكناهم أثناء الحرب، وهاجرت أعداد كبيرة منهم إلى الغرب خاصةً الولايات المتحدة وأمريكا اللاتينية. وهكذا فإن كنائس اللد وبيسان وطبرية وصفد داخل إسرائيل حاليًا إما دمرت أو أغلقت بسبب عدم بقاء أي وجود لمسيحيين في هذه المناطق، يضاف إلى ذلك وضع خاص للقدس؛ فأغلبية سكان القدس الغربية كانوا مسيحيين قامت العصابات الصهيونية بتهجيرهم ومسح أحيائهم وإنشاء أحياء سكنية يهودية مكانها لتشكيل «القدس الغربية اليهودية». وهكذا، فكما يقول المؤرخ الفلسطيني سامي هداوي أن نسبة تهجير العرب من القدس بلغت 37% بين المسيحيين مقابل 17% بين المسلمين، مقابل ذلك ظهر رعايا جدد في الشتات الفلسطيني، فكنيسة عمان التي كانت تعد بضع مئات وصلت إلى عشرة آلاف نسمة نتيجة التهجير، ونشأت تسع كنائس جديدة في الزرقاء للاتين وحدهم. شطرت الحرب أيضًا سبل إدارة البطريركية ولجأ منذ عام 1949 إلى تقسيمها إلى ثلاث فئات: نائب بطريركي يقيم في الناصرة لإدارة شؤون من تبقى من المسيحيين العرب داخل إسرائيل، ونائب آخر في الأردن، واقتصرت سلطة البطريرك الفعلية على القدس وجوارها فقط. سجلت أيضًا في أعقاب حرب 1967 مصادرة أملاك مدارس وكنائس بعد الاحتلال الإسرائيلي للضفة، ومزيد من التهجير، في حين استمرت الهجرة نحو أوروبا والعالم الجديد كإحدى أبرز موبقات المسيحية في جنوب بلاد الشام خلال المرحلة الراهنة، ولعل التدهور الاقتصادي في الأراضي الفلسطينية إلى جانب الاحتلال كان أحد أبرز عوامل الهجرة.
في عام 1952، أعلن الأردن أن الإسلام هو الدين الرسمي، ووفقًا للأستاذ الإسرائيلي يهودا زفي بلوم، تم تطبيق ذلك في القدس والتي كانت تحت السيطرة الأردنية. وفي عام 1953، قام الأردن بتقييد حق الجماعات المسيحية من امتلاك أو شراء الأراضي بالقرب من الأماكن المقدسة، وفي عام 1964، منعت المزيد من الكنائس من شراء الأراضي في القدس. وتم الإستشهاد بهذه الأفعال، بالإضافة إلى قوانين جديدة أثرت على المؤسسات التعليمية المسيحية، من قبل كل من المعلق السياسي البريطاني بات يور وعمدة القدس تيدي كوليك كدليل على أن الأردن سعى إلى «أسلمة» الحي المسيحي في البلدة القديمة في القدس. ومن أجل مواجهة تأثير القوى الأجنبية، والتي أدارت المدارس المسيحية في القدس بشكل مستقل منذ العهد العثماني، شرّعت الحكومة الأردنية عام 1955 بوضع جميع المدارس تحت إشراف الحكومة. وسمح لهم باستخدام الكتب المدرسية المعتمدة فقط والتعليم باللغة العربية. وكان يُطلب من المدارس الإغلاق في أيام العطل الوطنية والجمعة بدلاً من الأحد. ولم تعد الأعياد المسيحية مُعترف بعا رسمياً، وأصبح يوم الأحد كعطلة مقيدًا فقط بالموظفين المسيحيين. وكان يمكن للطلاب، سواء كانوا مسلمين أو مسيحيين، أن يدرسوا دينهم فقط. وصفت جيروزاليم بوست هذه الإجراءات بأنها «عملية أسلمة للحي المسيحي في المدينة القديمة». بشكل عام، تم التعامل مع الأماكن المقدسة المسيحية باحترام، على الرغم من أن بعض العلماء والباحثين يقولون أنها عانت من الإهمال. خلال هذه الفترة، تم إجراء تجديدات لكنيسة القيامة، والتي كانت في حالة من الإهمال الخطير منذ الفترة البريطانية بسبب الخلافات بين المجموعات المسيحية التي تدعي وجود حصة فيها. وفي حين لم يكن هناك تدخل كبير في تشغيل وصيانة الأماكن المقدسة المسيحية، إلا أن الحكومة الأردنية لم تسمح للمؤسسات المسيحية بالتوسع. ومُنعت الكنائس المسيحية من تمويل المستشفيات وغيرها من الخدمات الاجتماعية في القدس. في أعقاب هذه القيود، غادر العديد من المسيحيين القدس الشرقية.

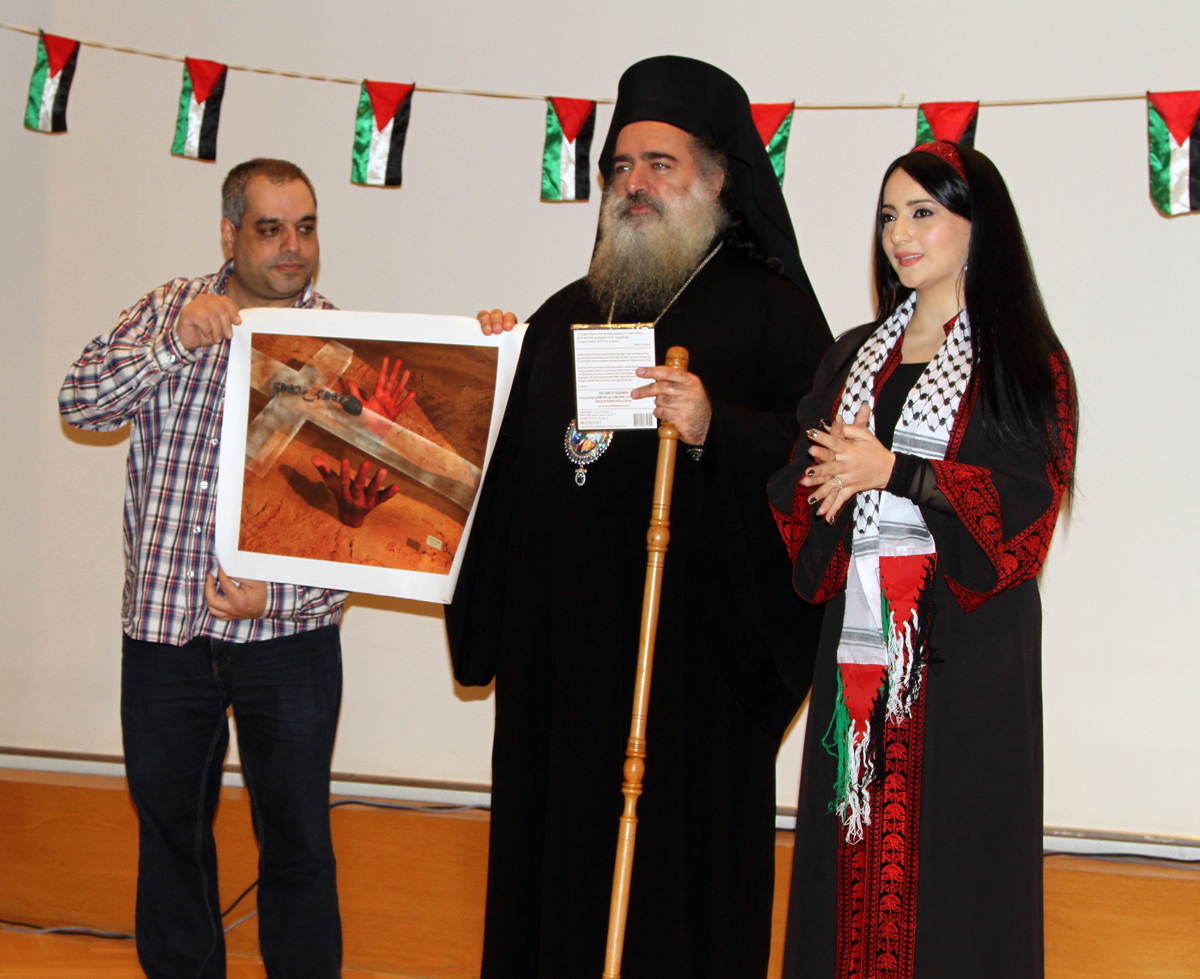
عطالله حنا، وهو مطران في الكنيسة الأرثوذكسية، إكتسب شهرة كبيرة بسبب نشاطه السياسي البارز، ونقده الصريح للاحتلال الإسرائيلي.

تمخّضت حرب 1967 في العام 1967 عن استيلاء إسرائيل على الضفة الغربية وقطاع غزّة وشبه جزيرة سيناء وهضبة الجولان إثر احتلالها من الأردن، مصر، وسورية. أعلنت حكومة إسرائيل عن ضم القدس الشرقية والقرى المجاورة لها إلى إسرائيل عند انتهاء الحرب.
ساعد المستوى الثقافي والتعليمي للمسيحيين وتواجدهم في المدن وانتماؤهم للطبقة الوسطى والعليا في المجتمع العربي إلى زيادة إمكانياتهم لتسلم وظائف خصصت للعرب، فكانت نسبة المسيحيين في قطاعات الإدراة العامة، الخدمات الطبية والمصرفية، التعليم والتجارة أعلى من نسبتهم السكانية. فمثلًا سنة 1955 شكل المعلمين المسيحيين نسبة 51% من مجمل المعلمين العرب في حين نسبة المعلمات المسيحييات كانت 74% من مجمل المعلمات العربيات. وذلك الأمر بالنسبة للسياسة فقد كان المسيحيين وراء إنشاء حزب الجبهة الديمقراطية وحزب التجمع الوطني الديمقراطي في إسرائيل. ويدير المسيحيون في فلسطين التاريخية عددًا من المدارس ومراكز النشاط الاجتماعي ومستشفيات وسواها هي ثلث الخدمات الطبية في الضفة الغربية على سبيل المثال؛ وبرز عدد وافر من الشخصيات التي انخرطت في الساحة الفلسطينية السياسية امثال جورج حبش مؤسس الجبهة الشعبية لتحرير فلسطين وحنان عشراوي وكمال ناصر.
أدت اندلاع الانتفاضة الفلسطينية الثانية إلى أنخفاض ناتج القطاع السياحي والتي أثرت على الأقلية المسيحية وعلى أصحاب الفنادق في الضفة الغربية وخصوصاً في بيت لحم الذين يقدمون خدمات المُلبية لإحتياجات السياج الأجانب. أشير تحليل إحصائي لتزايد هجرة المسيحيين من الضفة الغربية منذ عقد 2000 لانعدام الفرص الاقتصادية والتعليمية، خصوصًا هجرة الطبقة الوسطى والمتعلمة منهم. في عان 2002 فرضت قوات الجيش الإسرائيلي حصاراً على المسلحين الفلسطينيين داخل كنيسة المهد في مدينة بيت لحم (منذ 2 أبريل عام 2002 لغاية 10 مايو عام 2002) في فترة الانتفاضة الثانية. بالمقابل
إسرائيل هي الدولة الوحيدة في الشرق الأوسط التي ازداد فيها عدد السكان المسيحيين منذ عام 1948، حيث ارتفع عددهم بنسبة تجاوزت 400%. على الرغم من وجود حرية الدين في إسرائيل وهناك حرية في التبشير في المسيحية كما أن اعتناق المسيحية قانوني، الا عدة تقارير أشارت إلى اعتداءات اليهود المتدينين واليهود اليمينيين على كنائس ومقابر مؤسسات مسيحية، خاصًة من قبل المجموعة اليمينية دفع الثمن.

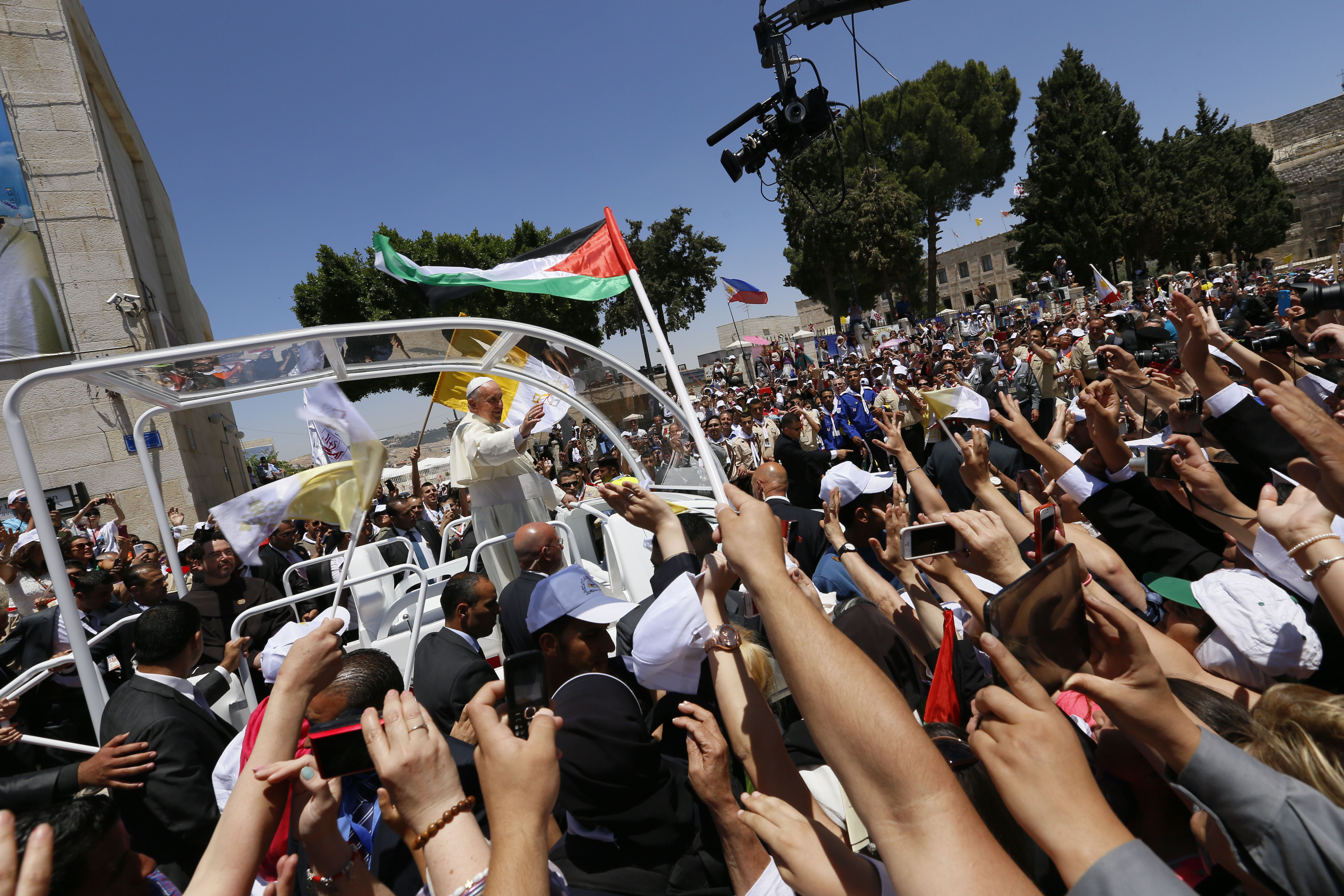
حشود من المسيحيين في استقبال البابا فرنسيس خلال زيارته لمدينة بيت لحم في عام 2014.

في عام 2005 عُزل إيرينيوس بطريرك القدس الأرثوذكسي من منصبه الديني عقب قضية صفقة بيع ثلاثة عقارات تابعة للكنيسة الأرثوذكسية في القدس إلى جمعية عطيرت كوهنيم الاستيطانية، والتي تمت بدون علم المجمع المقدس وبطرق غير قانونية. وتمتلك بطريركية القدس الأرثوكسية نحو 20% من أراضي بلدة القدس القديمة تكمن مشكلتها في أن لديها القليل من الدخل النقدي في حين تحتاج شهرياً مداخيل كبيرة لدفع الرواتب وتمويل المؤسسات التربوية وصيانة عدد كبير من الكنائس والأديرة التابعة لها. وهذه البطريركية مستقلة عن اليونان ولا تحصل على دعم مالي من الحكومة اليونانية كما غيرها من البطريركيات الأرثوذكسية الشرقية، ولا أحد يدعمها بعكس الكنيسة الكاثوليكية التي يقف الفاتيكان وراءها. ومنذ نشأة إسرائيل، تدهور وضع هذه البطريركية المالي بسبب هجرة أتباعها، ولذلك، راحت البطريركية تموّل أنشطتها من خلال بيع أو تأجير ممتلكاتها. ويحتج العرب والمسيحيين بشكل خاص على قضية بيع عقود إيجار فندقي البتراء وإمبريال لمنظمة «عطيرت كوهنيم» اليهودية اليمينية، وهي منظمة تلتزم بتوطين يهود في جميع أنحاء البلدة القديمة.
في فبراير من عام 2018 أغلقت كنيسة القيامة في القدس أبوابها احتجاجاً على إجراءات ضريبية فرضتها إسرائيل ومشروع قانون حول الملكية يطال أملاك الكنائس المسيحية. وأعلن بطاركة ورؤساء كنائس القدس إغلاق الكنيسة، وأعلن البطريرك ثيوفيلوس الثالث، بطريرك القدس وسائر أعمال فلسطين والأردن، هذا الإجراء الاحتجاجي غير مسبوق، خلال مؤتمر صحفي في القدس، باسم جميع بطاركة ورؤساء كنائس القدس، مشيراً أنه جاء احتجاجاً على الممارسات الإسرائيلية بحق الكنائس حسب قوله. ورفضت الكنائس مشروع قانون تدرسه لجنة التشريعات في الحكومة الإسرائيلية يقضي بفرض ضرائب على أملاك الكنائس المسيحية. يذكر أن مشروع القانون سيعد خرقا لاتفاقات سابقة تعفي هذه الأملاك من ضريبة البلدية، وتخشى الكنائس أن تؤدي تكاليف هذه الضريبة إلى زيادة الضغوط المالية عليها. وأضافوا أن الإجراءات الإسرائيلية الأخيرة تبدو «محاولة لإضعاف الوجود المسيحي» في القدس. واتهموا إسرائيل بشن هجوم «ممنهج لم يسبق له مثيل على المسيحيين في الأرض المقدسة». ويخشى الزعماء الدينيون من أن التشريع الذي تدرسه الحكومة الإسرائيلية سيسمح بمصادرة ممتلكات الكنيسة. وأعيد افتتاح كنيسة القيامة في القدس بعد إغلاق دام ثلاثة أيام، وجاء فتح الكنيسة بعد ساعات من تراجع إسرائيل عن قرار جبي الضرائب عن أملاك كنائس المدينة. وفي يوليو من عام 2018 قالت اللجنة الرئاسية العليا لمتابعة شؤون الكنائس في فلسطين أن “قانون الدولة القومية لليهود في إسرائيل” هو قانون عنصري اقصائي، يقصي الديانتين المسيحية والإسلامية كما يقصي المسيحيين بكل كنائسهم الأرثوذكسية والكاثوليكية والبروتستانتية وجميع الكنائس الأخرى.

## الديموغرافيا والطوائف

### المسيحيون في فلسطين التاريخية

#### الأراضي الفلسطينية

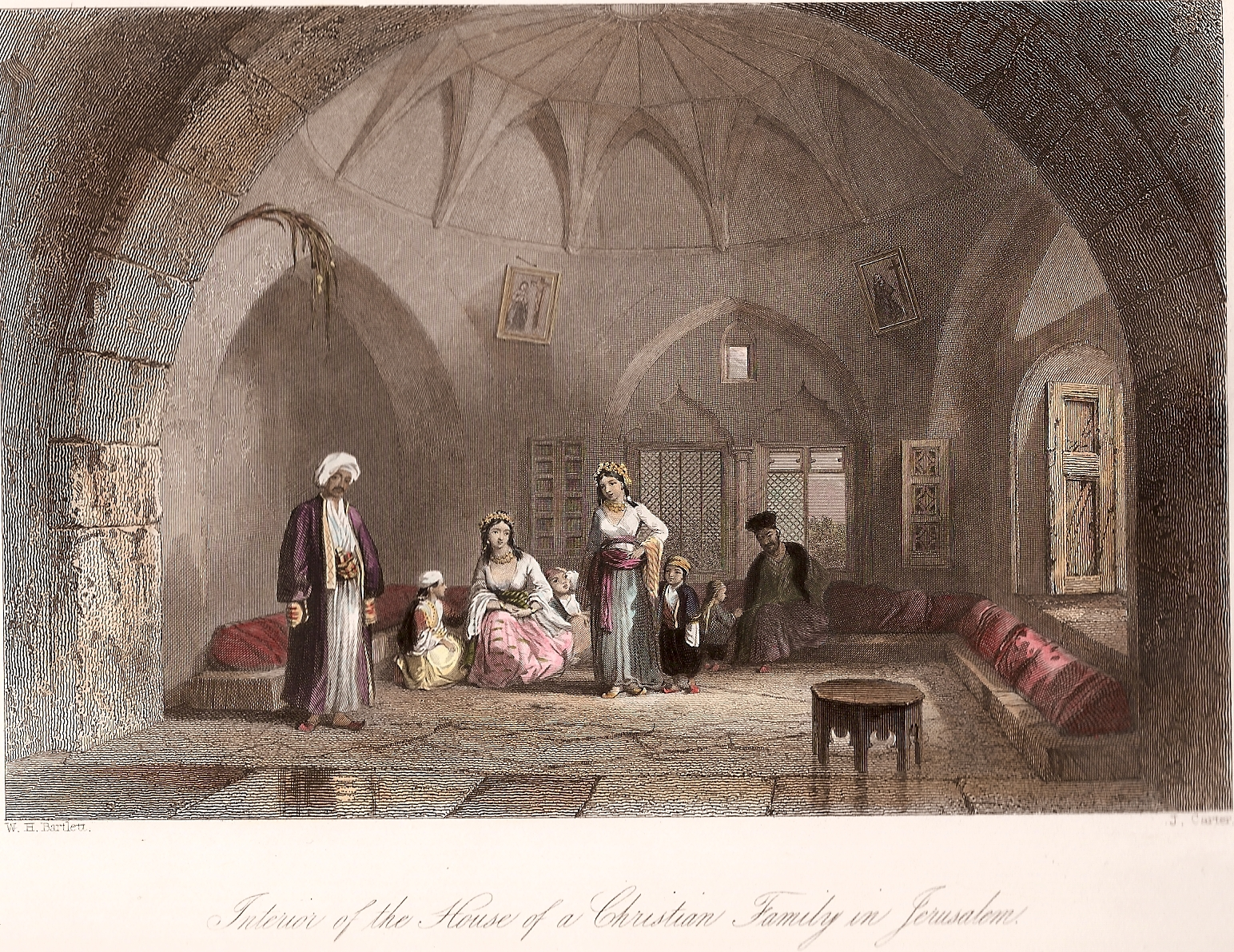
رسم يُصّور داخل منزل أسرة مسيحيّة فلسطينيّة من القدس، تعود لسنة 1850.

يدير المسيحيون في الأراضي الفلسطينيَّة وإسرائيل عددًا من المدارس ومراكز النشاط الاجتماعي ومستشفيات وسواها هي ثلث الخدمات الطبية في الضفة الغربية على سبيل المثال؛ في الأراضي الفلسطينية يخصص 10% من مقاعد المجلس التشريعي الفلسطيني للمسيحيين الذين يرتكزون في ما يُعرف بالمثلث المسيحي في بيت لحم وبيت جالا وبيت ساحور وبدرجة أقل في رام الله وبيرزيت والبيرة ونابلس وجنين وأريحا وطولكرم ونصف جبيل وعابود وعين عريك والقبيبة وسائر المدن الفلسطينية. وتعتبر قرية الزبابدة والطيبة وجفنا من القرى في الضفة الغربية ذات الأغلبية المسيحية الساحقة. يقطن معظم المسيحيين في الضفة الغربية في محافظات بيت لحم والقدس ورام الله والبيرة، وبدرجة أقل في محافظات جنين ونابلس وأريحا، وتضم محافظة طوباس ومحافظة طولكرم ومحافظة الخليل على أعداد صغيرة أو محدودة من المسيحيين، ولم يتبقى مسيحيون في محافظة سلفيت ومحافظة قلقيلية بسبب الهجرة. أمّا في قطاع غزة فالتركيز المسيحي فيها يقع في محافظة غزة ومدينة خان يونس. وبرز عدد وافر من الشخصيات التي انخرطت في الساحة الفلسطينية السياسية أمثال جورج حبش مؤسس الجبهة الشعبية لتحرير فلسطين وحنان عشراوي وكمال ناصر، كما تمتلك 10 عائلات مسيحية ثلث اقتصاد قطاع غزة، وفق ما صرح به المنسيور الأب مانويل مسلم لقناة العربية، معظم مسيحيي غزة يهتمون بتحصيل الدرجات العالية في العلوم المختلفة حيث يعمل 40% منهم في مجالات الطب والتعليم والهندسة والقانون. كما تمتلك الكنائس الفلسطينية بمدينة غزة مؤسسات تعليمية وخدماتية، وإلى جانب المؤسسات التعليمية تمتلك كنائس غزة مؤسسات صحية وإغاثية ومهنية مهمة للمجتمع الغزي وتقدم خدماتها للمسيحيين والمسلمين من دون تمييز، ومنها مؤسسات تتبع مجلس الكنائس العالمي ومنها جمعية الشبان المسيحية التي تأسست عام 1952 والتي تقدم العديد من الخدمات الثقافية والتعليمية والاجتماعية، والرياضية. أدت الجهود الرامية إلى فرض الشريعة والتقاليد الإسلامية عندما استولت حماس بالقوة على قطاع غزة في يونيو من عام 2007 إلى وضع ضغوطاً متزايدة على الأقلية المسيحية في قطاع غزة.
وفقاً لكتاب حقائق العالم يُشكل المسيحيون حوالي 2.5% فقط من سكان الضفة الغربية وحوالي 0.5% من سكان قطاع غزة، وتتراوح أعدادهم وفقًا لدراسة عام 2005 بين 40,000 إلى 90,000 في الضفة الغربية، إلى جانب حوالي 5,000 في قطاع غزة. في حين أنّ وفقًا لإحصائية مركز بيو للأبحاث، بلغت نسبة المسيحيين في الأراضي الفلسطينيَّة نحو 2.4% من السكان سنة 2010 أي حوالي 100,000 شخص، حوالي نصفهم من أتباع الكنائس الأرثوذكسيَّة. ووفقاً لتقديرات معهد فهم الشرق الأوسط عام 2012 حوالي 2% من سكان الضفة الغربية من أتباع الديانة المسيحية، وتضم قطاع غزة على حوالي 3,000 مسيحي. لا توجد أرقام رسمية عن عدد المسيحيين الفلسطينيين في الأراضي الفلسطينية، ولكن وفقًا للمؤسسة اللوثرية المسكونية كونسورتيوم ديار، يوجد 51,710 مسيحي في الضفة الغربية وقطاع غزة والقدس الشرقية. وتتركز الجماعات المسيحية بشكل رئيسي في القدس الشرقية ورام الله ونابلس وبيت لحم وضواحيها. وفقاً لتقرير رويترز عام 2009 يعيش حوالي 50,000 مسيحي في الضفة الغربية والقدس الشرقيَّة إلى جانب 3,000 مسيحي في قطاع غزة، ويعيش حوالي 17,000 كاثوليكي فلسطيني في الضفة الغربية في حين يتبع حوالي 33,000 مسيحي في الضفة الغربية كنيسة القدس الأرثوذكسية والطوائف الشرقية الأخرى. وبحسب دراسة جامعة سانت ماري عام 2015 حوالي 200 مسلم تحول إلى المسيحية في الأراضي الفلسطينية.
وفقاً لدراسة عن الهجرة المسيحية الفلسطينية قام بها المركز الفلسطيني للبحوث السياسية والمسحية عام 2020 وبناءاً على عينة يعيش حوالي 88% من المسيحيين في الأراضي الفلسطينية في الضفة الغربية وحوالي 10% في قطاع غزة في حين أنَّ 2% هم مواطنين من غزة يعيشون في الضفة الغربية، ويعيش حوالي 43% من المسيحيين في الأراضي الفلسطينيَّة في محافظة بيت لحم وحوالي 24% في محافظة رام الله والبيرة وحوالي 17% في محافظة القدس وحوالي 12% في محافظة غزة وتتوزع النسب المتبقية على باقي المحافظات الفلسطينيَّة، وحوالي 49% من المسيحيين في الأراضي الفلسطينية حاصلين على تعليم عال وشهادة جامعية، ويعمل ثلث المسيحيين في القطاع الخاص. وبحسب الدراسة حوالي 48% من مسيحيين الأراضي الفلسطينية يتبعون بطريركية القدس للروم الأرثوذكس ويتبع حوالي 38% بطريركية القدس للاتين وحوالي 6% كنيسة الروم الملكيين الكاثوليك، ويشكل أتباع الكنائس البروتستانتية (الأسقفية واللوثرية) حوالي 4%، ويشكل أتباع الكنيسة السريانية الأرثوذكسية والكنيسة السريانية الكاثوليكية حوالي 2% وحوالي 1% على التوالي.
في عام 1922 شكل المسيحيين حوالي 9.5% من سكان فلسطين الإنتدابية، إنخفاض نسبة المسيحيين في الأراضي الفلسطينية يرجع إلى حقيقة أن أعداد مواليد العائلة المسيحية هي أقل من العائلات الفلسطينية المسلمة عمومًا، والهجرة المسيحية واسعة النطاق منذ عقود والصراع العربي الإسرائيلي. ارتفعت في السنوات الأخيرة أعداد المهاجرين المسيحيين من الضفة الغربيّة لأسباب شتى؛ حيث يُعتبر المسيحيين من برجوازية المدن المتعلمة ممن يعملون في مجالات أعمال الزراعة الحديثة، والصناعة والتجارة والمهن العاليّة ذات التخصصات التعليميّة والوظائف ذوي الياقات البيضاء، وبالتالي إتجَّهت أعداد كبيرة منهم إلى بلدان المهجر لإعادة بناء حياتهم. كما أدت أسلمة قطاع غزة منذ عام 2007 إلى هجرة مسيحية واسعة النطاق هرباً من الضغوطات المتزايدة. السلطة الفلسطينية غير قادرة على إحصاء دقيق لعدد المهاجرين المسيحيين، لكن في تشيلي وحدها تُقدر أعداد المسيحيين من أصول فلسطينيَّة بحوالي 350,000 نسمة.

#### إسرائيل

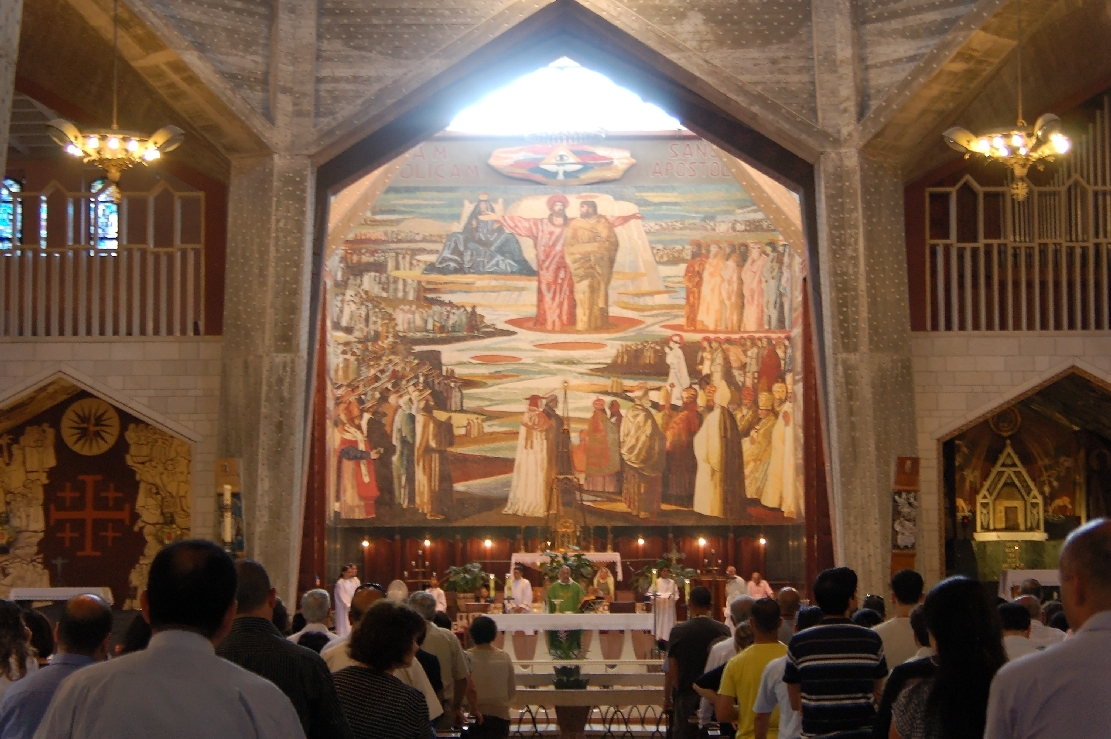
مواطنيون مسيحيون يصلون في بازيليكا البشارة، الناصرة: المسيحيون العرب هم واحدة من أكثر الجماعات العرقية الدينية تعليماً في إسرائيل.

تشير إحصاءات دائرة الإحصاء المركزية للعام 2016 أن عدد المسيحيين في إسرائيل بلغ 170 ألف، ويشكلون حالياً نحو 2.2% من عدد سكان إسرائيل البالغ أكثر من ثمانية ملايين. حوالي 80% من مسيحيي إسرائيل هم مسيحيون عرب، الباقي يتوزعون بين مسيحيين يهود الذين جاءوا إلى إسرائيل من الدول الأوروبية، خاصًة دول الاتحاد السوفياتي السابق، أو من معتنقو المسيحية، ويُضاف اليهم 200,000 من الأجانب ممن يتحدثون اللغة العبرية، الذين جاءوا للعمل أو الدراسة. وهناك ما يقرب من 300 شخص تحولوا من الإسلام إلى الديانة المسيحية وفقًا لأحد التقديرات التي تعود لعام 2014، وينتمي معظم هؤلاء المتحولين إلى الكنيسة الكاثوليكية والإنجيلية. واستناداً إلى البيانات الرسمية التي وردت من المحاكم الدينية الدرزية، حوالي 10% من 145 حالة للدروز الإسرائيليين الذين إرتدوا وتركوا العقيدة الدرزية بين عام 1952 إلى عام 2009، تحولوا إلى الديانة المسيحية.
يعيش أغلب المسيحيين العرب في إسرائيل في المنطقة الشمالية ومنطقة حيفا، وتضم مدينة الناصرة على أكبر تجمع مسيحي عربي وتليها مدينة حيفا، ويعيش المسيحيين في عدد من قرى الجليل الأخرى إما بشكل منفرد أو اختلاطًا بالمسلمين والدروز، مثل أبو سنان، والبعنة، والبقيعة، وجديدة - المكر، والجش، وحُرفيش، ودير حنا، والرامة الجليليّة، والرينة، وسخنين، وشفاعمرو، وطرعان، وإعبلين، وعرابة، وعسفيا، وعيلبون، وكسرى-كفرسميع، وكفر كنا، وكفر ياسيف، والمغار، والمقيبلة، والمزرعة، ويافة الناصرة وغيرها، مع وجود نسب أقل في سائر المدن سيّما القدس ويافا - تل أبيب والرملة واللد وعكا والناصرة العليا ومعالوت ترشيحا. يذكر أنَّ جميع سكان معليا وفسوطّة من المسيحيين. اعتباراً من عام 2014، كانت كنيسة الروم الملكيين الكاثوليك هي أكبر جماعة مسيحية عربية في إسرائيل، حيث انتمى إليها حوالي 60% من المسيحيين العرب، بينما انتمى حوالي 30% من المسيحيين العرب إلى الكنيسة الأرثوذكسية الشرقية. في عام 2018 عاش 70.6% من المسيحيين العرب في المنطقة الشمالية، وحوالي 13.3% في منطقة حيفا، وحوالي 9.6% في منطقة القدس، وحوالي 3.3% في المنطقة الوسطى وحوالي 2.7% في منطقة تل أبيب. وفق معطيات دائرة الإحصائيات المركزية في إسرائيل في عام 2017 اسم العائلة الأكثر شيوعًا في الأوساط المسيحيَّة في إسرائيل هو خوري، يليها آل حدّاد وشحادة وإلياس وعوّاد.
يعاني المسيحيون العرب في إسرائيل من التمييز الاجتماعي والاقتصادي والسياسي من أوجه متعددة وتشرف على شؤونهم الحكومية وزارة الأديان الإسرائيلية، ويعتبرون الأكثر تعلمًا بالمقارنة مع اليهود ككل والمسلمين والدروز؛ حيث اعتبارًا من عام 2010 كان حوالي 63% من المسيحيين العرب في إسرائيل من حملة الشهادات الجامعيّة، كما ولدى المسيحيين العرب أعلى نسبة أطباء والطلاب الذين يدرسون في مجال الطب، وأعلى نسبة نساء أكاديميات مقارنة ببقية شرائح المجتمع الإسرائيلي، وهم الأقل إنجابًا للأولاد، كما أن مستوى المعيشة الاقتصادي والاجتماعي بين المسيحيين العرب أكثر مماثلة للسكان اليهود من السكان العرب المسلمين والدروز. المسيحيين العرب هم واحدة من أكثر المجموعات تعليماً في إسرائيل. كذلك لدى المسيحيين العرب حضور بنسبة عالية في العلوم وفي مهن ذوي الياقات البيضاء. في إسرائيل، يُصور المسيحيون العرب على أنهم أقلية عرقية - دينية متعلمة من الطبقة الوسطى.
وقد برز من مسيحيي عرب 48 عدد من رجال الدين أمثال المطران عطالله حنا والبطريرك السابق ميشيل صباح وإلياس شقور وبطرس المعلم والأسقف منيب يونان والسياسيين من أمثال إميل توما وتوفيق طوبي وصليبا خميس وإميل حبيبي وداوود تركي وعزمي بشارة الذين طالبوا بحقوق العرب داخل الخط الأخضر. وقد نشط المسيحيون على وجه الخصوص في الجبهة الديموقراطية للسلام والمساواة وحزب التجمع الوطني الديمقراطي. كما أن كل من جورج القرا وسليم جبران؛ وهم قضاة في المحكمة العليا الإسرائيلية، من المسيحيين العرب. ولعبت بعض الأسر المسيحيّة العربيّة مثل آل خيّاط الكاثوليكية وآل خوري المارونية من حيفا دور اقتصادي واجتماعي وديبلوماسي بارز في حياة المجتمع العربي. ومن الشخصيات المسيحية العربية البارزة في العلوم والتقنيَّة العالية تشمل حسام حايك الذي لديه اكتشافات عالمية في مجالات الإلكترونيات الجزيئية، وجوني سروجي، وهو نائب رئيس شركة أبل لتقنيات الأجهزة.

### أكبر تجمعات مسيحية في فلسطين التاريخية
| 1                                                                | الناصرة | 22,300 | 5 | بيت جالا  | 7,335 |
| 2                                                                | حيفا    | 15,100 | 6 | بيت لحم   | 6,559 |
| 3                                                                | القدس   | 12,300 | 7 | رام الله  | 6,450 |
| 4                                                                | شفاعمرو | 9,900  | 8 | بيت ساحور | 6,343 |
| دائرة الإحصاء المركزية في 31 ديسمبر 2015 (المعطيات الإسرائيليَّة). |         |        |   |           |       |

### المهجر

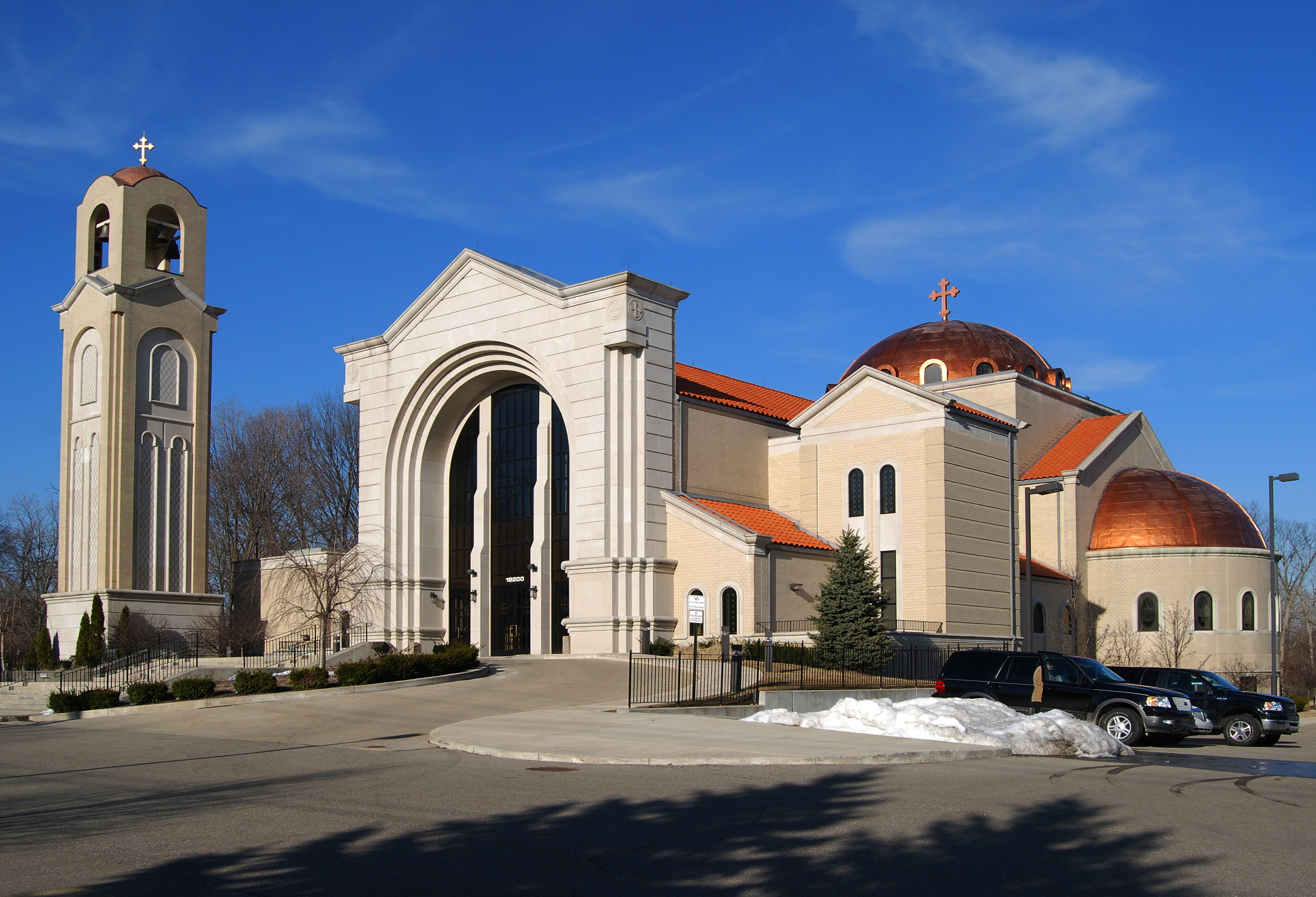
كنيسة مريم العذراء الأرثوذكسية الأنطاكية، ميشيغان. تخدم الكنيسة مختلف الجاليات المسيحية الشامية.

هاجر العديد من المسيحيين الفلسطينيين إلى بلدان في أمريكا اللاتينية (خاصًة الأرجنتين وتشيلي)، وكذلك إلى أستراليا والولايات المتحدة وكندا، بالإضافة إلى الدول المجاورة لفلسطين التاريخية مثل لبنان والأردن. السلطة الفلسطينية غير قادرة على إحصاء دقيق لعدد المهاجرين المسيحيين. انخفاض نسبة المسيحيين يرجع أيضًا إلى حقيقة أن أعداد مواليد العائلة المسيحية هي أقل من العائلات الفلسطينية المسلمة عمومًا. من الصعب تقدير عدد المغتربين المسيحيين، خاصةً وأنّ المعطيات الرسمية لا تُشير إلى الدين. هناك دلائل تشير إلى حجم ظاهرة الهجرة المسيحية، ففي الفترة بين عام 1968 وعام 1993 غادر الضفة الغربية وقطاع غزة حوالي 13,000 مسيحي أي ما يعادل ربع عددهم الإجمالي حالياً. وفي السابق كانت أمريكا اللاتينية محط أنظار المهاجرين المسيحيين خاصةً من مناطق بيت لحم وبيت جالا وبيت ساحور، أما المهاجرين المسيحيين من منطقة رام الله والقدس فقد استقروا بشكل عام في الولايات المتحدة وأستراليا وكندا. اعتمد المهاجرون المسيحيون الأوائل على التجارة لكسب معيشتهم، الا أن هذا الإتجاه تغير وأصبحوا أكثر انخراطاً في قطاعات العمل المختلفة بما في ذلك المناصب الأكاديمية. يعيش اليوم حوالي ثلاثة أرباع مجمل المسيحيين التي تعود أصولهم إلى مدينة بيت لحم في المهجر، كما أنَّ عدد المسيحيين المقدسيين في مدينة سيدني بأستراليا أكبر بالمقارنة مع القدس الشرقية، كما أنَّ عدد المسيحيين الفلسطينيين في الولايات المتحدة والذي تعود أصولهم إلى مدينة رام الله أكبر بالمقارنة مع رام الله.
تُثار نقاشات جديّة حول أسباب هذه الهجرة المسيحية وتتعد الأسباب والطروحات حولها. الغالبيّة العظمى من المسيحيين الفلسطينيين وذريتهم في الشتات هم أولئك الذين فروا أو طردوا أثناء حرب 1948. ذكرت وكالة رويترز أنّ الهجرة كانت بشكل أساسي من أجل تحسين مستوى المعيشة بسبب وجود نسبة عالية من المتعلمين بين المسيحيين. ووفقًا لبي بي سي كان التدهور الاقتصادي في الأراضي الفلسطينية، وكذلك ضغوط الصراع الإسرائيلي الفلسطيني سببًا للهجرة. ذكر تقرير شمل سكان بيت لحم أن كلًا من المسيحيين والمسلمين يرغب في ترك البلاد لكن بسبب امتلاك المسيحيين اتصالات مع أقارب في المهجر، ومستويات أعلى من التعليم كان يسهل للمسيحيين طريق الهجرة. يلقي الفاتيكان والكنيسة الكاثوليكية باللوم على الاحتلال الإسرائيلي والصراع لهجرة المسيحيين من الأراضي المقدسة والشرق الأوسط بشكل عام. ذكرت الصحيفة الإسرائيلية جيروزليم بوست أن «تقلص أعداد الطوائف المسيحية الفلسطينية في الأراضي المقدسة جاء كنتيجة مباشرة بسبب انتمائها إلى الطبقة المتوسطة». يذكر أن المسيحيين لديهم صورة عامة كنخبة متعلمة وذات امتيازات طبقية، وكذلك عدم لجوئهم إلى العنف، مما يجعلهم أكثر عرضة للتعرض لأعمال عنف. وقد عزا حنا سنيورة، أحد أبرز الناشطين في مجال حقوق الإنسان في فلسطين، أن التحرش ضد المسيحيين يعود إلى «مجموعات صغيرة» من «السفاحين» وليس من الحكومات مثل حماس وفتح.

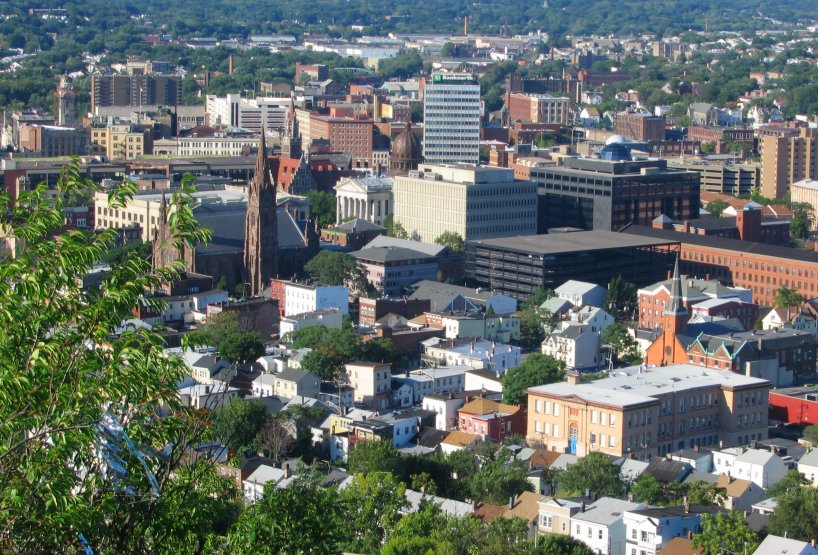
رام الله الصغرى في باترسون؛ نيو جيرسي. تضم المنطقة واحدة من التجمعات الفلسطينيَّة المسيحيَّة الكبرى في الولايات المتحدة.

وفقًا لتقرير في صحيفة الإندبندنت، فإنّ الآلاف من الفلسطينيين المسيحيين «هاجروا إلى أمريكا اللاتينية في سنوات 1920 عندما تعرضت فلسطين إلى الجفاف والكساد الاقتصادي الشديد». وتتواجد اليوم أكبر جالية فلسطينية وفلسطينية مسيحية خارج العالم العربي خصوصًا تلك الموجودة في أمريكا اللاتينية وتصل أعدادهم إلى نصف مليون فلسطيني في أمريكا اللاتينية والوسطى منهم 80 إلى 85% من المسيحيين الفلسطينيين. وتضم التشيلي أكبر جالية فلسطينية مسيحية في العالم خارج منطقة فلسطين، حيث تصل أعدادهم إلى 350,000 وتعود أصول غالبيتهم إلى بيت جالا وبيت لحم وبيت ساحور ويعتبرون من الأقليات الناجحة جدًا، فغالبيتهم ينتمون إلى الطبقة العليا والوسطى ومن المتعلمون كما وقد برز عدد منهم في السياسة والاقتصاد والثقافة. هناك جاليات كبيرة أيضًا في السلفادور، هندوراس، البرازيل، كولومبيا، الأرجنتين، فنزويلا، الولايات المتحدة وغيرها من الدول. يُذكر أنّ 46% من فلسطينيو أمريكا ذووي الغالبيَّة المسيحيَّة هم من حملة الشهادات الجامعيَّة. تُعتبر الجالية المسيحيّة في المهجر من «الأغنياء والمتعلّمين وذوي النفوذ».
أدّت الهجرة المسيحية الفلسطينية إلى ظهور رعايا جدد في الشتات الفلسطيني؛ فكنيسة عمان التي كانت تعد بضع مئات وصلت إلى عشرة آلاف نسمة نتيجة التهجير، ونشأت تسع كنائس جديدة في الزرقاء للاتين وحدهم. شطرت الحرب أيضًا سبل إدارة البطريركية ولجأ منذ عام 1949 إلى تقسيمها إلى ثلاث فئات: نائب بطريركي يقيم في الناصرة لإدارة شؤون من تبقى من المسيحيين العرب داخل إسرائيل، ونائب آخر في الأردن، واقتصرت سلطة البطريرك الفعلية على القدس وجوارها فقط. حين استمرت الهجرة نحو أوروبا والعالم الجديد كإحدى أبرز موبقات المسيحية في جنوب بلاد الشام خلال المرحلة الراهنة، ولعل التدهور الاقتصادي في الأراضي الفلسطينية إلى جانب الاحتلال أحد أبرز عوامل الهجرة.

### الطوائف

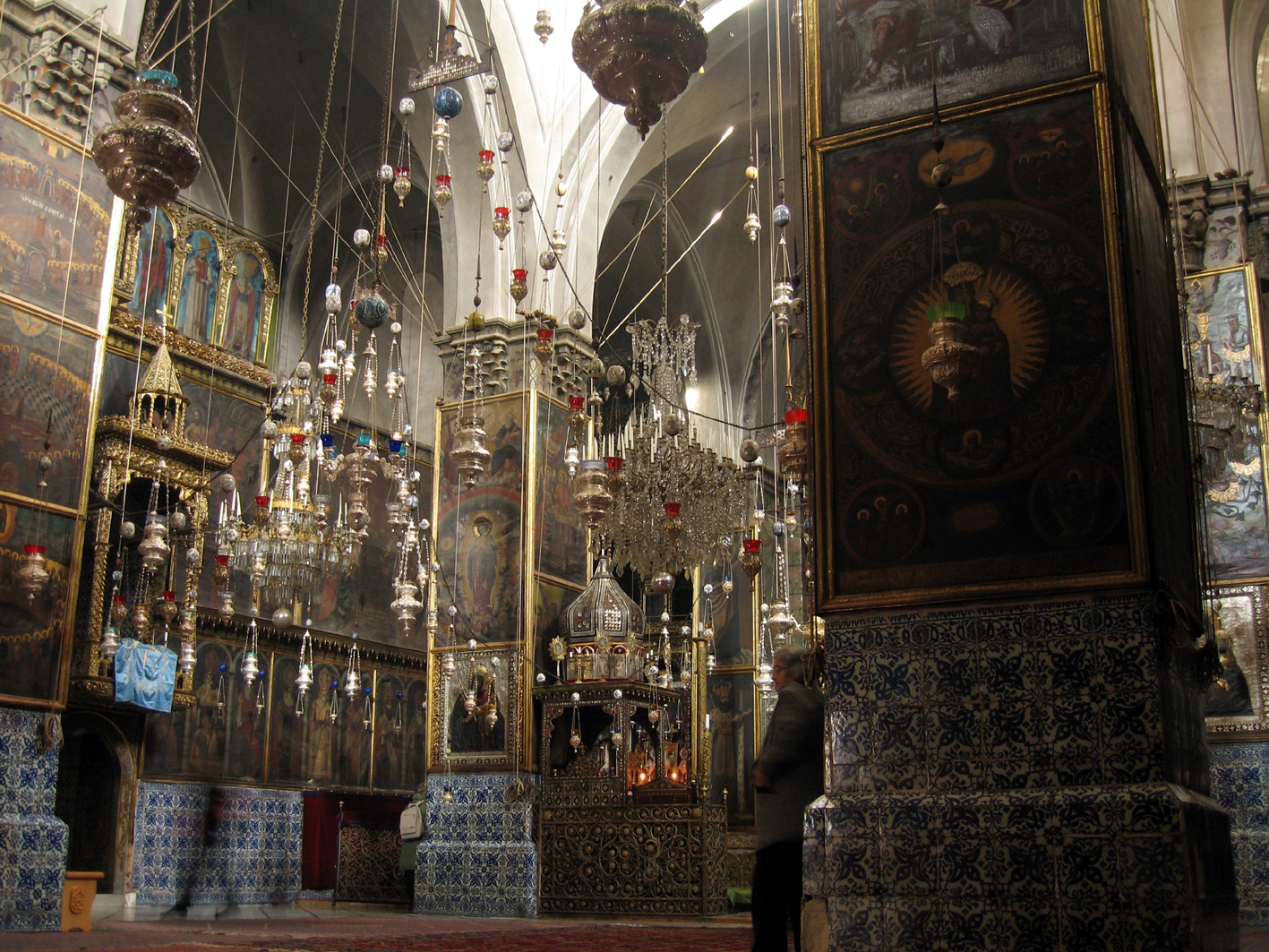
داخل كاتدرائية القديس يعقوب للأرمن في حارة الأرمن في القدس.

أكثر من نصف المسيحيين في الأراضي الفلسطينية يتبعون كنيسة الروم الأرثوذكس في القدس (52%)، وهي إحدى الكنائس الأرثوذكسية الستة عشر ويترأسها البطريرك ثيوفيلوس الثالث. وغالبيّة أتباع هذه الكنيسة معظمهم متكلمون بالعربية، ويرعاهم كهنة عرب متزوجون وكذلك أعضاء أخوية القبر المقدس. ومنذ قرون، ترعى أخوية القبر المقدس مصالح الأرثوذكس اليونانيين في الأرض المقدسة، وتهتم بالحفاظ على مكانة الكنيسة الأرثوذكسية في الأماكن المقدسة لتحفظ على الطبيعة الهيلينية للبطريركية. تمتلك بطريركية القدس الأرثوذكسية عدداً كبيراً من الأراضي والمباني، فهي تمتلك حوالي ثلث الأبنية السكنية في القدس الشرقية. يأتي في المرتبة الثانية المجموعة الكاثوليكية، وتشكل الطائفة الرومانية الكاثوليكية حصة الأسد من طوائف الكاثوليك؛ وتتمثل في كنيسة اللاتين في القدس التي يرأسها بييرباتيستا بيتزابالا ويشكل أتباع هذه الكنيسة 30.5% من مسيحيي الأراضي الفلسطينية، من ثم كنيسة الروم الملكيين الكاثوليك ويُشكلون حوالي 5.7% من مسيحيي فلسطين. كما أنّ هناك العديد من الطوائف الأخرى مثل الموارنة والسريان الأرثوذكس والسريان الكاثوليك والأقباط، ولهذه الكنائس وجود تاريخي في فلسطين التاريخية. ويتركز أتباع الكنيسة السريانية الأرثوذكسية والكنيسة السريانية الكاثوليكية في مدينة القدس وبيت لحم وأريحا. وهناك حديث نسبياً للطوائف البروتستانتية وأبرز أتباعها من الأنجليكان واللوثريين والإنجيليين والمعمدانيين. ويرأس كل من سهيل دواني والسابق رياح أبو العسل مطرانية القدس لطائفة الأنجليكان والدكتور منيب يونان مطرانية الكنيسة اللوثرية في القدس والأردن. حوالي 70% من مسيحيي غزة هم من الروم الأرثوذكس ويتبعون مرجعية القدس، أما الباقي فهم من اللاتين الكاثوليك ويتبعون مرجعية روما. يقوم النائب حسام فؤاد كمال يعقوب الطويل المنتخب عن دائرة غزة والذي يشغل منصب أمين سر مجلس وكلاء الكنيسة العربية الأرثوذكسية بغزة بتمثيل المسيحيين في المجلس التشريعي الفلسطيني.

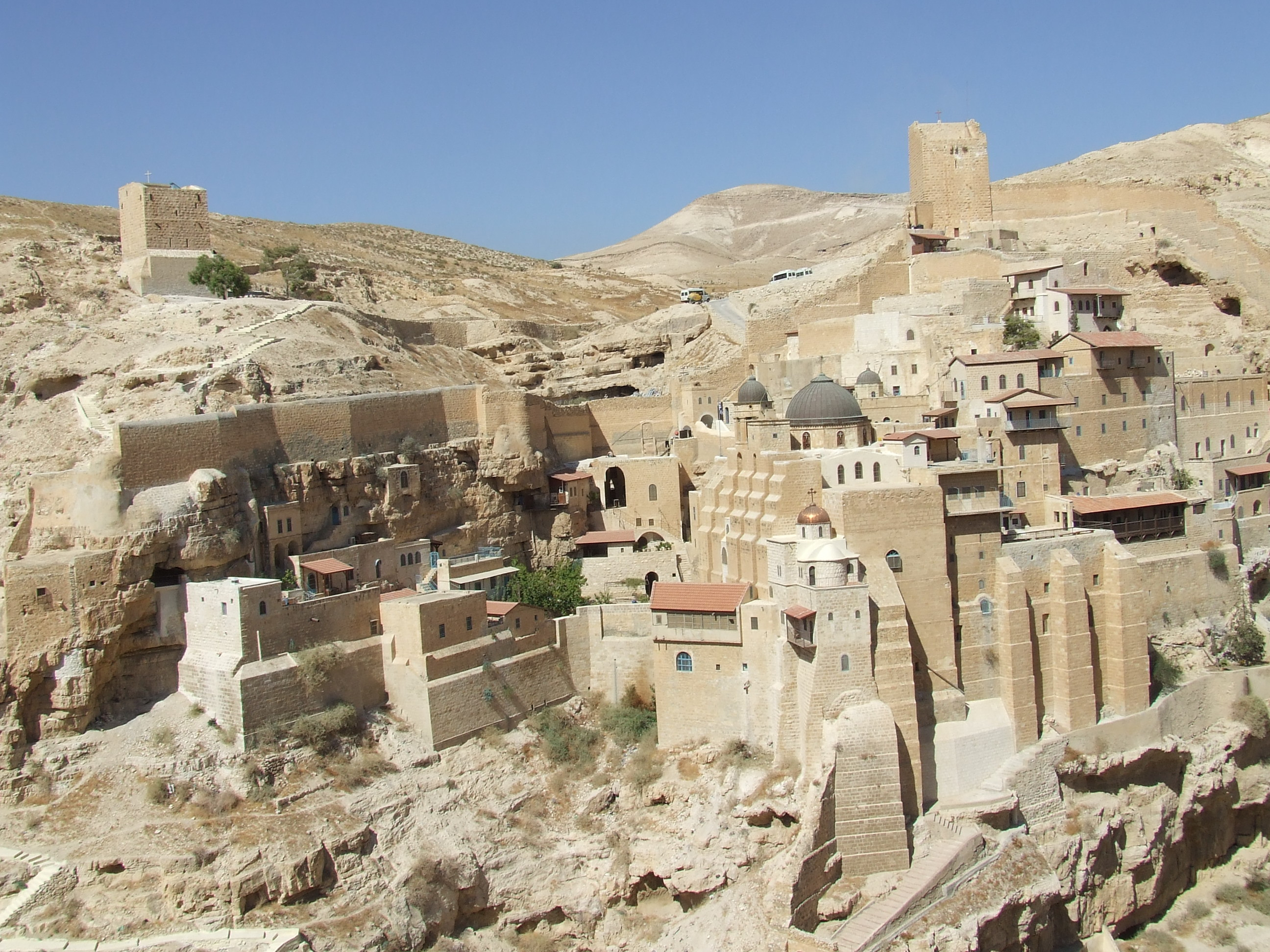
دير مار سابا، وهو من أقدم الأديرة في فلسطين التاريخية.

هناك وجود تاريخي للكنيسة الأرمنيّة ويعود وجودها إلى إقامة الطائفة الأرمنية في القدس منذ القرن الخامس. ويتضح من مراجع أرمينية أن البطريركية الأرمنية الأولى تأسست عندما منح الخليفة عمر بن الخطاب امتيازًا للأسقف أبراهام عام 638، وقد كان حي خاص بالأرمن في عهد الصليبيين. ومن أواخر القرن التاسع عشر، وخاصة خلال وبعد الحرب العالمية الأولى، ازداد عدد أبناء الطائفة المحلية بسبب تدفق اللاجئين إليها هربًا من المذابح الأرمنية، وبعد قيام دولة إسرائيل هاجر 90% من الأرمن إلى الخارج حيث يصل عددهم اليوم إلى ألفين، يتمركزون في حارة الأرمن في القدس وينشطون تجاريًا واجتماعيًا. الكنيسة الأرمنية واحدة من الكنائس الثلاث الكبرى التي تمتلك معظم المواقع الدينية في فلسطين التاريخية. ويتركز الأرمن في القدس الشرقية، ومدينة حيفا، والناصرة، وعكا، والرملة ويافا.
تنقسم الطوائف المسيحية في إسرائيل إلى أربع مجموعات أساسية: الكنائس الأرثوذكسية الخلقيدونية، والكنائس الأرثوذكسية غير الخلقيدونية، والكنائس الرومانية الكاثوليكية (اللاتينية والشرقية) والكنائس البروتستانتية. في عام 2012 شكلت الطوائف الكاثوليكية أكبر الطوائف المسيحيّة في إسرائيل أي حوالي 60% من مجمل مسيحيو إسرائيل، وتوزع كاثوليك البلاد بين 64,000 من أتباع كنيسة الروم الملكيين الكاثوليك، وحوالي 32,200 من أتباع البطريركية اللاتينية في القدس، وحوالي 11,270 من الموارنة. وبلغت نسبة الروم الأرثوذكس حوالي 30% من مجمل مسيحيو إسرائيل، ووصل تعداد البروتستانت حوالي 3,000. هناك ما يقرب من 300 شخص في إسرائيل تحولوا من الإسلام إلى الديانة المسيحية وفقًا لأحد التقديرات التي تعود لعام 2014، وينتمي معظم هؤلاء المتحولين إلى مختلف الكنائس البروتستانتية والإنجيلية. وتعد أبرشيّة عكا وحيفا والناصرة وسائر الجليل مقر كنيسة الروم الملكيين الكاثوليك في إسرائيل، وفي عام 2012 بلغ تعداد الروم الكاثوليك حوالي 64,000 شخص، ويقيم معظمهم في الناصرة وحيفا وعكا وبلدات منطقة الجليل وفي اللد والرملة ويافا-تل أبيب. ويعيش معظم أبناء الطائفة المارونية في إسرائيل في منطقة الجليل ويبلغ عددهم بيين 6,700 إلى 11,270 نسمة، ويتواجد معظم الموارنة في مدينة حيفا تليها كل من الجش والناصرة وعسفيا وعكا والمكر ويافا.
تشير التقديرات أنه قبل إنشاء إسرائيل عام 1948 كانت نسبة المسيحيين الفلسطينيين حوالي 8% من السكان، لكن هذه النسبة انخفضت تدريجياً بفعل الهجرة المكثفة وتدني معدلات الإنجاب في أوساط المسيحيين مقارنة بالمسلمين لتصل إلى نسبتهم الحالية. يُذكر أنّ بعض الأسر المسيحية المشرقية ترتبط بنسب مع المسيحيين الأوائل وتعود أصولهم إلى عصور المسيحية المبكرة، ويتواجدون في مدن مثل القدس وبيت لحم والناصرة وفي منطقة الجليل. بعض هذه الأسر تحمل أسماء مثل حنا وحنانيا وصهيون وإلياس ومنسّى وسليمان ويواكيم وزكريا وغيرها.

## التجمعات المسيحية التاريخية

### القدس

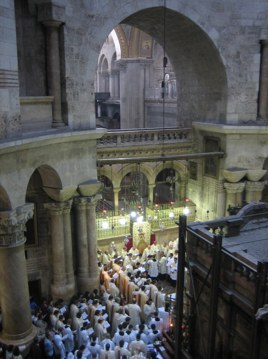
قدّاس احتفالي في كنيسة القيامة.

يجلّ المسيحيون القدس لأسباب مختلفة، منها تاريخها الذي ورد ذكره في العهد القديم، إضافة إلى لعبها دورًا محوريًا في حياة يسوع. ينص العهد الجديد أن يسوع أًحضر إلى المدينة بعد ولادته بفترة قصيرة، وتذكر التقاليد المسيحية أنه قام لاحقًا بتطهير معبد حيرود من الأصنام الرومانية التي وضعها الملك حيرود داخله، وأنه قلب موائد الصيارفة وكراسي باعة الحمام ولم يدع أحدًا يجتاز الهيكل بمتاع.
يؤمن البعض أن العليّة حيث تناول يسوع وتلاميذه العشاء الأخير، تقع على جبل صهيون في ذات المبنى حيث يقع ضريح الملك داود. ومن المواقع المسيحية المقدسة في المدينة أيضًا، التلّة المعروفة باسم «جلجثة»، وهي موقع صلب يسوع بحسب الإيمان المسيحي. يصف إنجيل يوحنا هذه التلّة بأنها تقع خارج القدس، إلا أن بعض الحفريات أظهرت مؤخرًا أنها تقع على بُعد مسافة قليلة من البلدة القديمة داخل حدود المدينة الحاليّة. أمّا أقدس الأماكن المسيحية في القدس فهي كنيسة القيامة، التي يحج إليها المسيحيون من مختلف أنحاء العالم منذ حوالي ألفيّ سنة، ويقول بعض الخبراء والمؤرخين أنها أكثر المواقع احتمالاً بأن تكون قد شُيدت على الجلجثة.
أدى التنافس على المواقع المسيحية خاصًة في كنيسة القيامة إلى إصدار السلطان عبد المجيد (1839-1861) فرمان وضع فيه بالتفصيل حقوق الطوائف المسيحية ومسؤولية كل منها في القبر المقدس. أصبحت هذه الوثيقة المعروفة باسم الوضع الراهن، ولا يزال الأساس لبروتوكول تقسيم وكيفة عمل الطوائف المسيحية في كنيسة القيامة. وتم الإبقاء على الوضع الراهن خلال الانتداب البريطاني والأردن. بعد الحرب العربية الإسرائيلية عام 1967، ومع سقوط البلدة القديمة في أيدي الإسرائيليين، أقر الكنيست قانون لحماية الأماكن المقدسة. تتقاسم اليوم كنيسة القيامة الأرثوذكسية الشرقية والكاثوليكية الأرثوذكسية المشرقية، وتشترك ستة طوائف مسيحية حالياً في الإشراف على كنيسة القيامة وهي بطريركية القدس للروم الأرثوذكس وكنيسة اللاتين في القدس وبطريركية القدس الأرمنية الأرثوذكسية والكنيسة القبطية الأرثوذكسية والكنيسة السريانية الأرثوذكسية وكنيسة التوحيد الأرثوذكسية الإثيوبية.
تطورت المناطق السكنيّة المسيحية في مدينة القدس مع زيادة النفوذ الغربي الأوروبي فبتنيت مدارس الإرساليات والمشافي والمعاهد العلمية، فازدهر حي النصارى مقارنة بالأحياء الأخرى التي عانت من فقدان هذه الخدمات، كما نشطت حارة النصارى اقتصاديًا خاصًة مع ازدهار أحول سكانه الذين عملوا بالتجارة، ومع هجرة مسيحيي القدس أرسل أثرياء المهجر أموالاً لدعم أهالي الحي. في عام 1898 وافقت الدولة العثمانية على طلب من الدول الأوروبية وفتحت بوابة جديدة في أسوار البلدة القديمة، في منطقة جديدة للتنمية. كانت تسمى بوابة «الباب الجديد». وتملك إيطاليا وفرنسا وروسيا واليونان وإسبانيا والمملكة المتحدة والنمسا والولايات المتحدة أكثر من مئتي معلم معماري أثري في القدس، وتتنوع ما بين الكنائس والأديرة والمراكز الثقافية والمدارس والمشافي وبيوت الضيافة، وتدير هذه الأملاك الحكومات أو الإرساليات التبشيرية. من بينها جمع الآباء الفرنسيسكان المعروف باسم «مجمع الأرض المقدسة» والذي تملكه إيطاليا، وكنيسة القديسة حنة والتي تعود ملكيتها إلى الحكومة الفرنسية، والمسكوبية والتي تعود ملكيتها إلى الروس، ومجمع أوغوستا فيكتوريا الذي بناه الألمان البروتستانت.

صورة تذكارية تعود لعام 1922 تُصوّر رؤساء الطوائف المسيحيّة في مدينة القدس.

كان عدد المسيحيين في القدس سنة 1947 نـحو 27 ألفاً، يٌذكر أنّ أغلبية القدس الغربية كانت من مسيحيين. قامت العصابات الصهيونية بمسح أحيائها وتهجير سكانها وإنشاء أحياء سكنية يهودية فيها لتشكيل «القدس الغربية اليهودية». وهكذا، فكما يقول المؤرخ الفلسطيني سامي هداوي أن نسبة تهجير العرب من القدس بلغت 37% بين المسيحيين مقابل 17% بين المسلمين، سجلت أيضًا في أعقاب حرب 1967 مصادرة أملاك ومدارس وكنائس بعد الاحتلال الإسرائيلي للضفة، ومزيد من التهجير، في حين استمرت الهجرة نحو أوروبا والعالم الجديد. وفقًا لإحصائيّة دائرة الإحصاء المركزية في 31 ديسمبر 2015 وجدت أنّ عدد المسيحيين في مدينة القدس يصل إلى حوالي 12,300.
وعلى الرغم من أن الأرمن منفصلون رسميًا عن المسيحيين الأرثوذكس والكاثوليك العرب في القدس، فإن الأرمن يعتبرون أن حي الأرمن جزء من الحي المسيحي في المدينة. وعبرت البطريركيات المسيحية الثلاث في القدس وحكومة أرمينيا علناً عن معارضتها لأي انقسام سياسي في الحارتين، وأشارت في بيان رسمي لها: «نحن نعتبر الأحياء المسيحية والأرمنية في البلدة القديمة كيانات مترابطة ومتصلة ومتحدة بقوة من نفس الإيمان». إن الأسباب الرئيسية لوجود حي أرمني منفصل هي المذهب الميافيزي واللغة والثقافة المميزة للأرمن، والذين، على عكس غالبية المسيحيين في القدس، ليسوا عرباً.
وفقًا لمعهد القدس للدراسات السياسية عام 2019، بلغ عدد المسيحيين في القدس حوالي 15,000 ويُشكلون 2% من مجمل سكان المدينة. في عام 1946 كان عدد المسيحيين في المدينة 31,00 نسمة وكانوا يُشكلون حوالي 19% من سكانها، ويعود تناقض الأعداد بسبب الهجرة المسيحية واسعة النطاق. كما أشار استعراض معهد القدس لأبحاث السياسة أيضًا إلى أن حوالي 44% من المسيحيين في القدس يعيشون في البلدة القديمة، حيث يبلغ عددهم حوالي 6,500 نسمة، ويتركز حوالي 4,000 منهم في الحي المسيحي وحوالي 2,500 في الحي الإسلامي والأرمني. تاريخياً ضمت بعض الأحياء مثل العيسوية، وبيت حنينا، والمستعمرة الأمريكية في القدس على أعداد من المسيحيين. وتضم بيت صفافا على أعداد من المسيحيين تعود أصولهم إلى مدينة يافا والناصرة والقدس، مما أدى إلى توسيع المجتمع المسيحي الصغير فيها. كما وضمت قرية أبو غوش تاريخياً على طائفة مسيحية صغيرة.

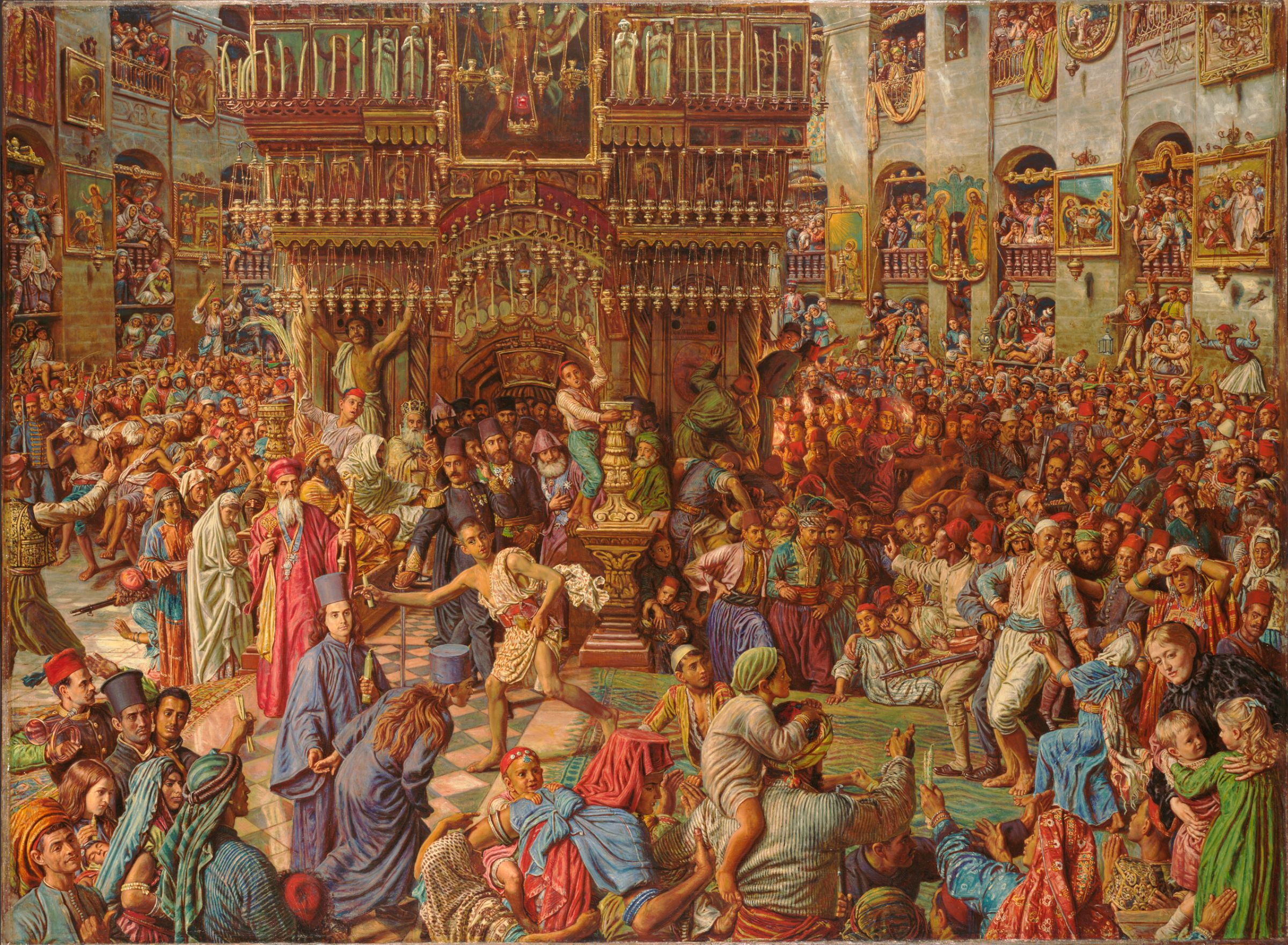
لوحة معجزة النار المقدسّة
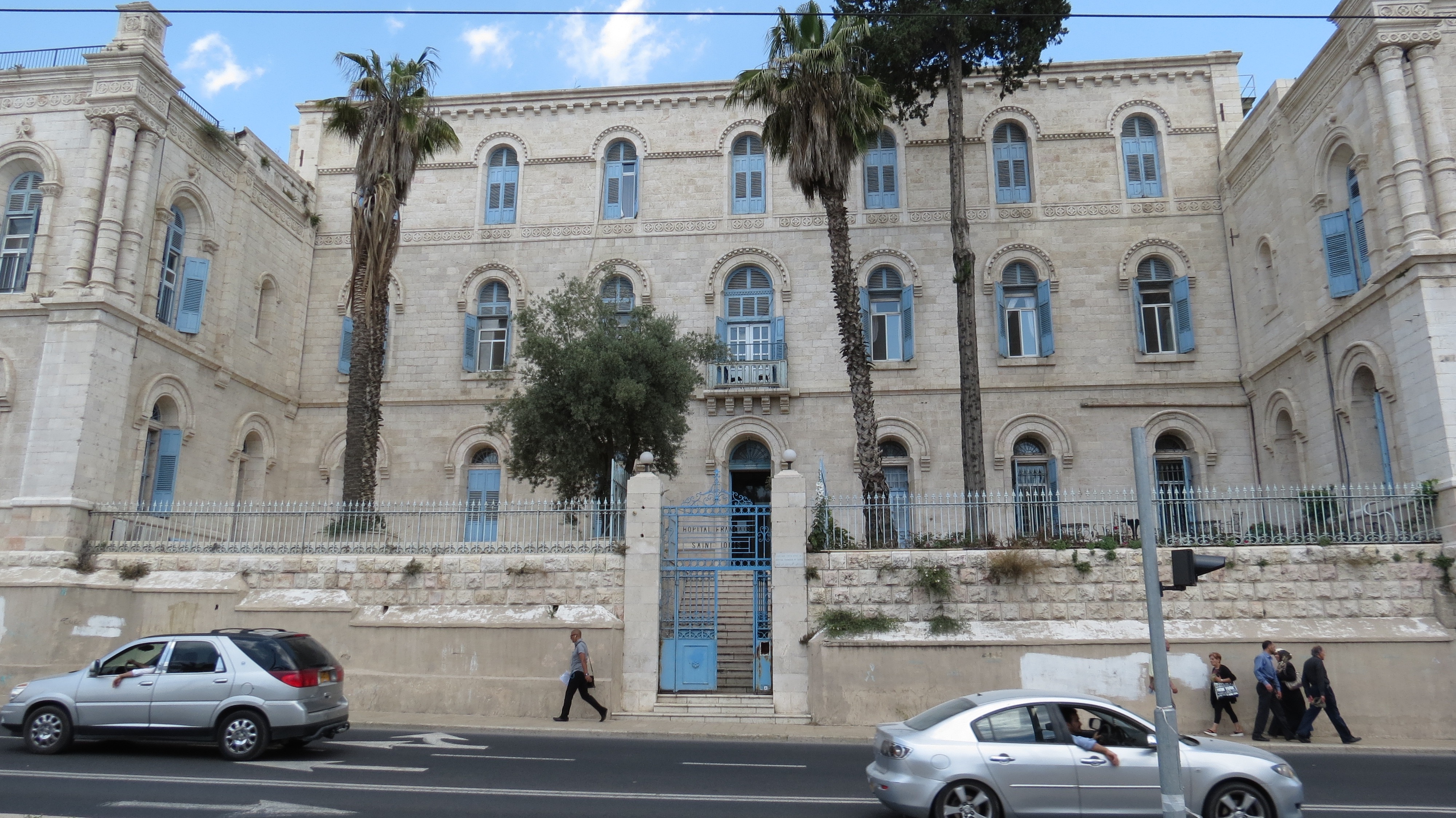
المستشفى الفرنسي سانت لويس والذي تديره الكنيسة الكاثوليكية
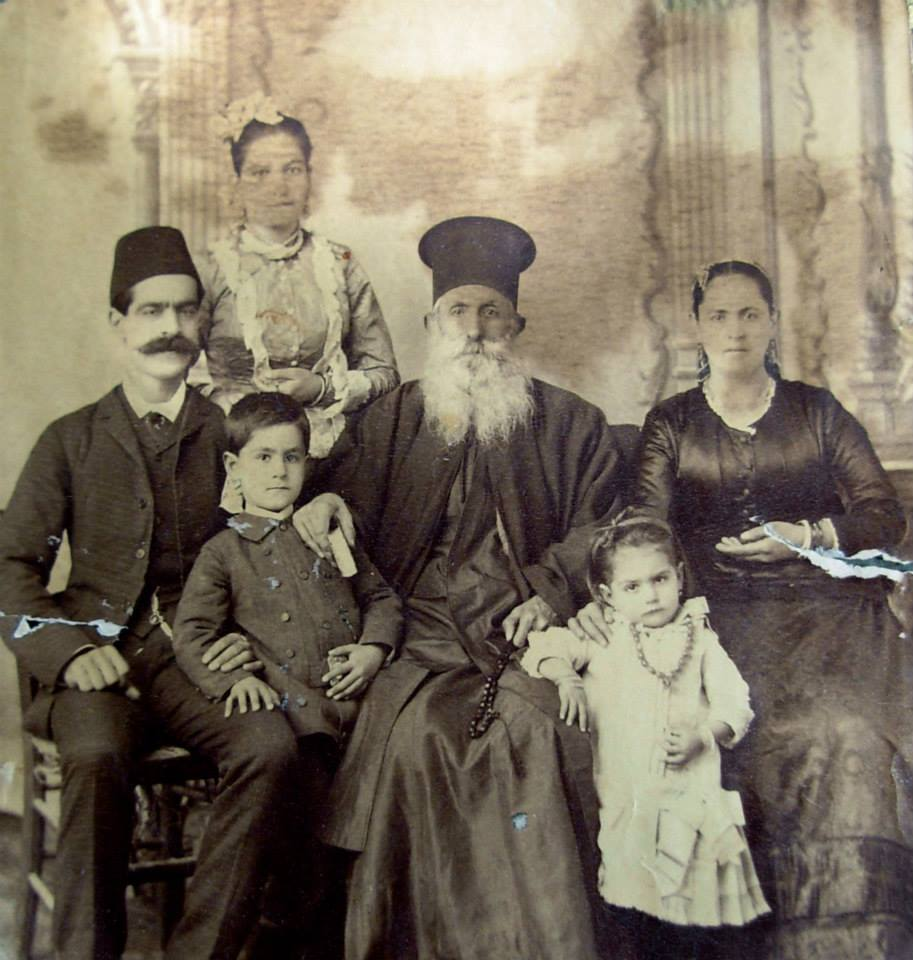
كاهن أرثوذكسي متزوج من القدس مع عائلته (ثلاثة أجيال) حوالي عام 1893
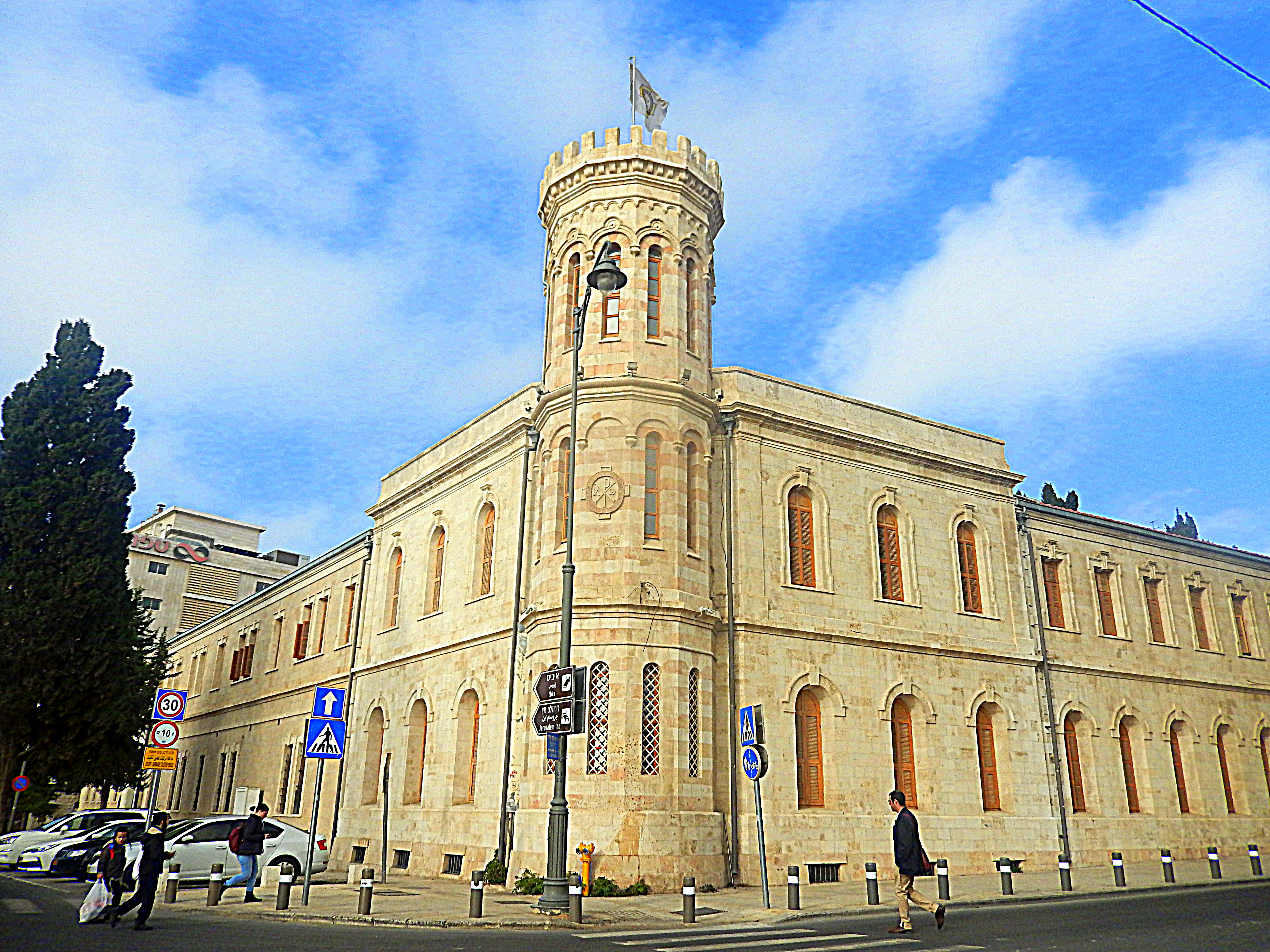
فندق المسكوبية التابع للكنيسة الروسية الأرثوذكسية
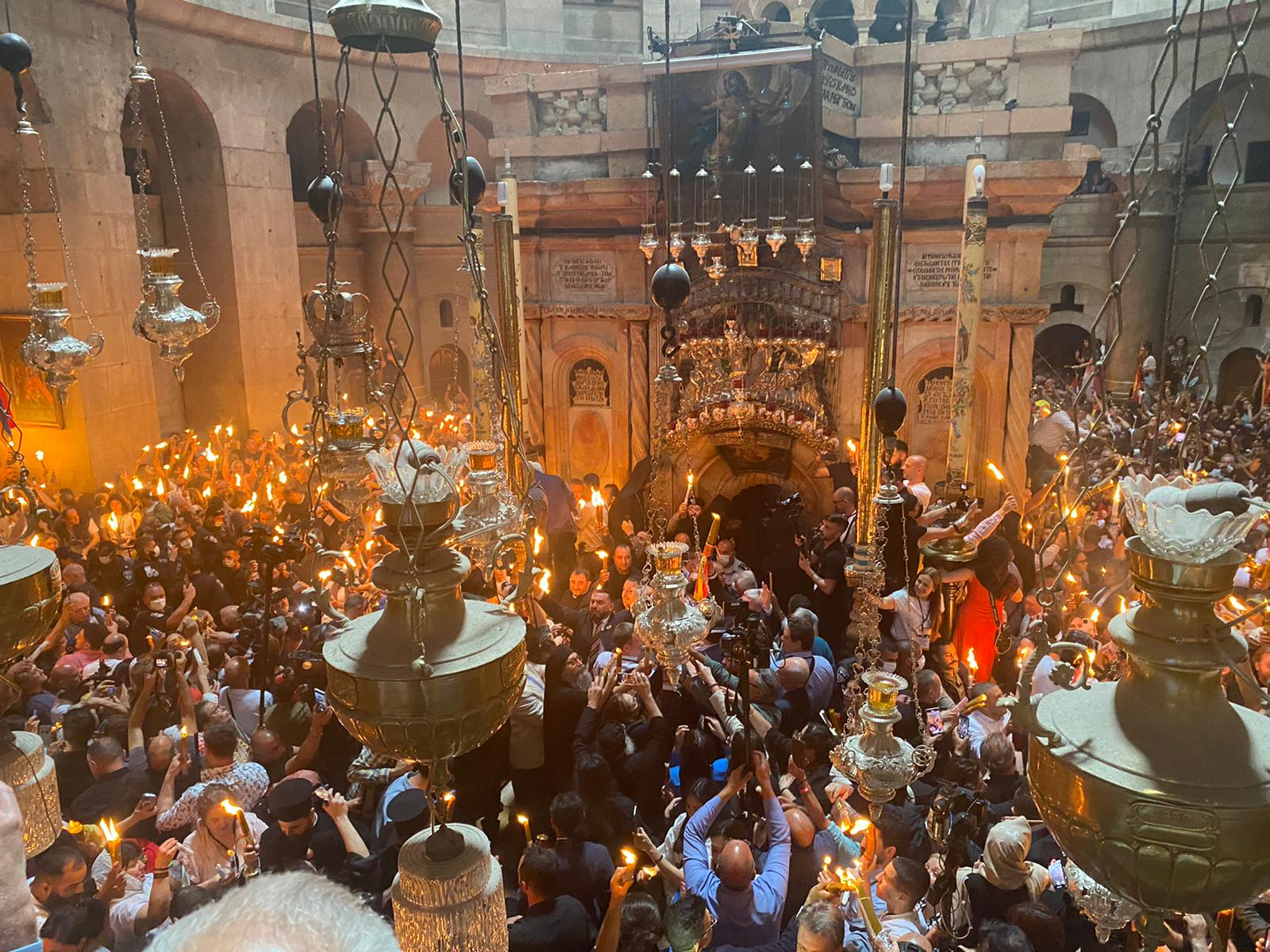
فيض النور في كنيسة القيامة

### بيت لحم

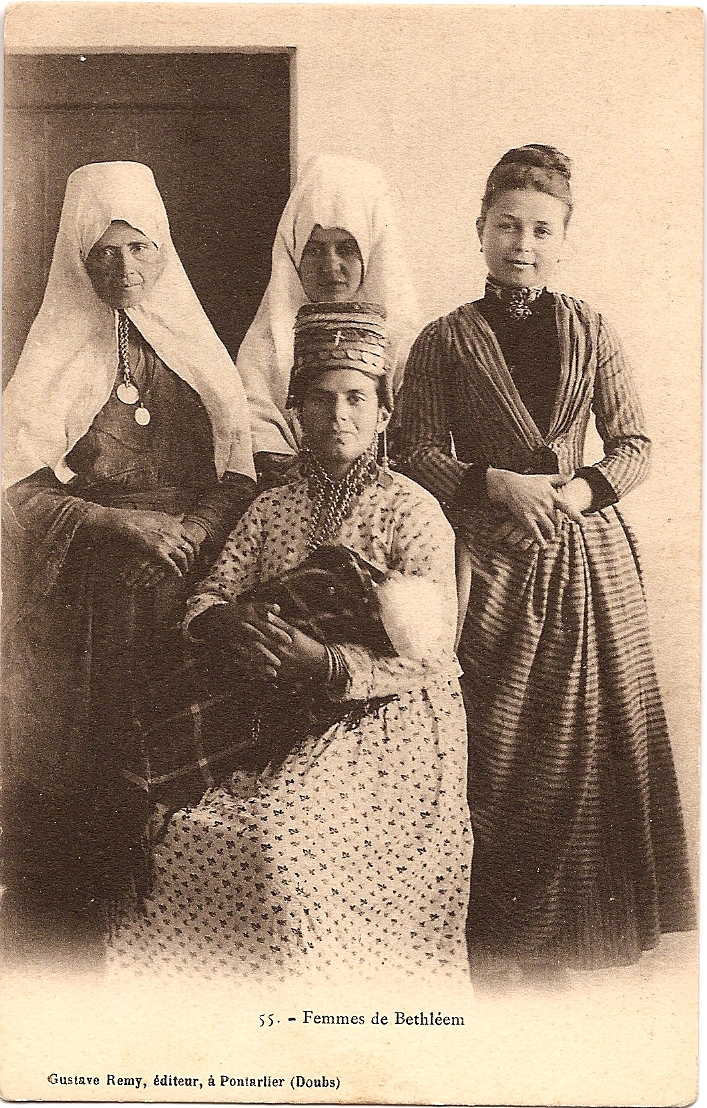
صورة لأربعة نساء مسيحيات من بيت لحم تعود لعام 1911.

مدينة بيت لحم هي من أقدس المواقع المسيحية في العالم كونها المدينة التي فيها وُلِدَ يسوع، وبسبب قدسية مدينة بيت لحم لدى العالم المسيحي يتواجد في المدينة عدد كبير من الكنائس والأديرة فضلًا عن المواقع المسيحية المقدسة، بالإضافة إلى المؤسسات المسيحيّة المختلفة من مدراس وجامعة كاثوليكية ومستشفيات شتى، وكونها مدينة ميلاد يسوع تحظى المدينة بشعبية واسعة، وترتبط بعيد الميلاد. كانت كنيسة المهد هي الأولى بين الكنائس الثلاث التي بناها الإمبراطور قسطنطين في مطلع القرن الرابع الميلادي حين أصبحت المسيحية ديانة الدولة الرسمية، وكان ذلك استجابة لطلب الأسقف ماكاريوس في المجمع المسكوني الأول في نيقية عام 325 للميلاد. دخلت كنيسة المهد سنة 2012 قائمة مواقع التراث العالمي، كنيسة المهد هي أول موقع فلسطيني يدرج ضمن لائحة التراث العالمي لمنظمة اليونيسكو. وتتسم العلاقات بين المسيحيين والمسلمين في المدينة بالإيجابية والتعايش، ووفقًا للاستطلاع الذي أجراهُ المركز الفلسطيني للبحوث والحوار الثقافي في عام 2006 في مدينة بيت لحم تبيَّن أن 90% من المسيحيين قالوا أن لديهم أصدقاء مسلمين، ووافق 73.3% منهم على أن السلطة الوطنية الفلسطينية تُعامل التراث المسيحي في المدينة باحترام ونسبة 78% منهم عزت سبب هجرة المسيحيين إلى القيود الإسرائيلية التي تفرُضها على السفر.
يسكن مدينة بيت لحم أحد أقدم المجتمعات المسيحية في العالم. بعد الفتح الإسلامي لبلاد الشام في عام 630، تعربّ المسيحيين المحليين على الرغم من أن أعداداً كبيرة منهم كانوا عرباً بالأصل وتعود أصولهم إلى عشيرة الغساسنة. وتعود أصول أكبر عشيرتين مسيحيتين في بيت لحم إلى الغساسنة، بما في ذلك الفرحية والنجاجرة. وتنحدر العشيرة الأولى من الغساسنة الذين هاجروا من اليمن ومن منطقة وادي موسى في الأردن الحالية، وينحدر النجاجرة من نجران. وتعود أصول عشيرة مسيحية أخرى في بيت لحم، وهي العناترة، إلى الغساسنة. بدأت الهجرة المسيحية من الدولة العثمانية ومن منطقة ما يعرف بالمثلث المسيحي خلال القرن التاسع عشر، حيث كانت أمريكا اللاتينية تاريخياً محط أنظار المهاجرين المسيحيين خاصةً من مناطق بيت لحم وبيت جالا وبيت ساحور، أو ما يُعرف بالمثلث المسيحي.
تراجعت أعداد المسيحيين في مدينة بيت لحم بشكل مُطرد منذ متصف القرن العشرين، ويرجع ذلك في المقام الأول إلى الهجرة، ويمثل انخفاض معدل مواليد المسيحيين أيضًا سببًا آخر لهذا التراجع. في عام 1947 بلغت نسبة المسيحيين حوالي 85%، ولكن بحلول عام 1998 انخفضت النسبة إلى 40%. في عام 2005 وضح رئيس بلدية بيت لحم فيكتور بطارسة أن «نتيجة للتوتر سواء الجسدي أو النفسي والحالة الاقتصادية السيئة، كثير من الناس يهاجرون، سواء مسيحيين أو مسلمين، لكن الهجرة أكثر انتشارًا بين المسيحيين، لأنهم بالفعل أقلية». ذكرت الصحيفة الإسرائيلية جيروزليم بوست أن «تقلص أعداد الطوائف المسيحية الفلسطينية في الأراضي المقدسة وبشكل خاص في بيت لحم جاء كنتيجة مباشرة بسبب انتمائها إلى الطبقة المتوسطة والعليا». وأدى اندلاع الانتفاضة الفلسطينية الثانية إلى انخفاض ناتج القطاع السياحي والتي أثرت على الأقلية المسيحية وعلى أصحاب الفنادق في بيت لحم الذين يقدمون الخدمات المُلبية لاحتياجات السياح الأجانب. أشار تحليل إحصائي لهجرة المسيحيين من المدينة لانعدام الفرص الاقتصادية والتعليمية، خصوصًا بسبب انتماء المسيحيين إلى الطبقة الوسطى وارتفاع المستوى التعليمي بينهم. مُنذ اندلاع الانتفاضة الفلسطينية الثانية غادر 10% من السكان المسيحيين المدينة. صرح آمون رمنون الباحث في معهد القدس لأبحاث السياسات، أن سبب هجرة المسيحيين بالمقارنة مع هجرة المسلمي هو بسبب سهولة إندماج المسيحيين العرب في المجتمعات الغربية مقارنة بالمسلمين العرب، حيث أن العديد منهم يحضرون يدرسون في المدارس التبشيرية، حيث يتم تدريسهم اللغات الأوروبية على مستوى عالي. كما أنَّ نسبة عالية من المسيحيين في المنطقة هم من سكان الحضر وذوي مستوى تعليمي عالي، مما يسهل عليهم الهجرة والاندماج بين السكان الغربيين.

### قطاع غزة

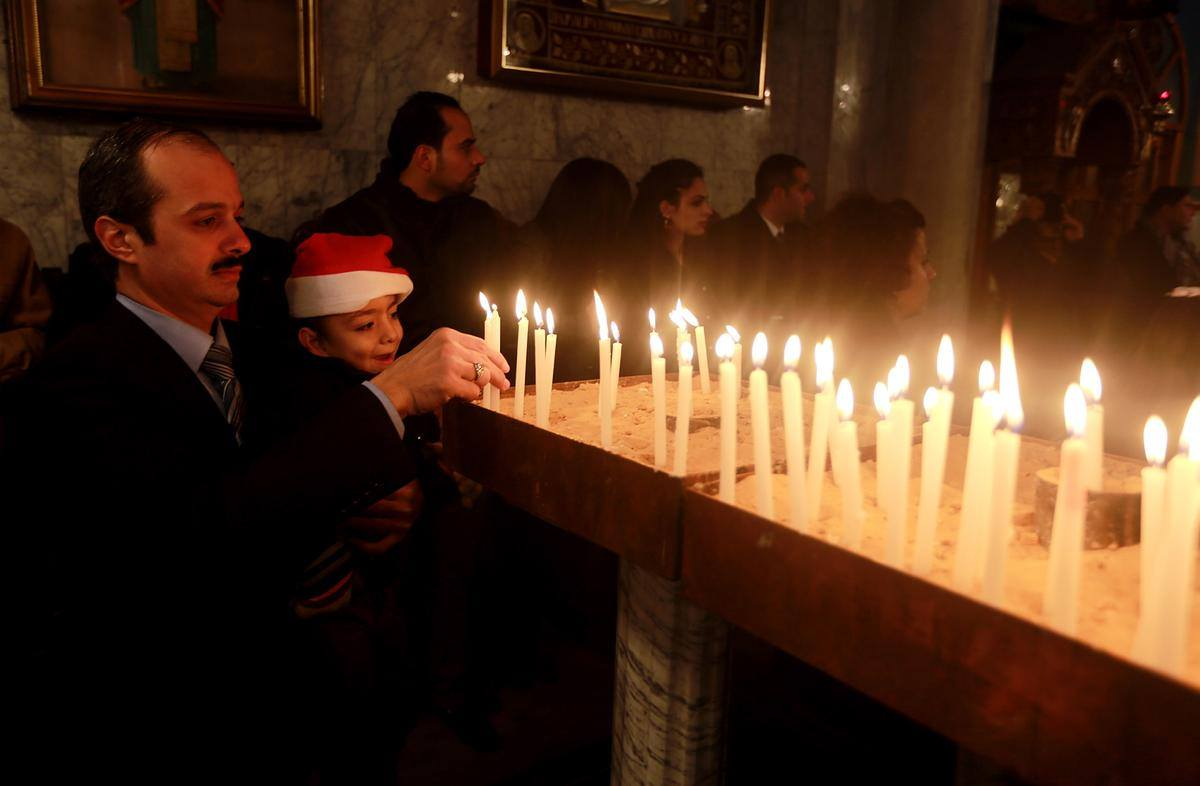
مسيحيون من مدينة غزة يحتفلون بعيد الميلاد.

بدأت المسيحية بالانتشار في جميع أنحاء غزة عام 250م، بما في ذلك ميناء مايوما. بعد تقسيم الإمبراطورية الرومانية في القرن الثالث الميلادي، ظلت غزة تحت سيطرة الإمبراطورية الرومانية الشرقية التي أصبحت بدورها الإمبراطورية البيزنطية. ازدهرت المدينة وكانت مركزًا مهمًا لجنوب فلسطين. تأسست أسقفية مسيحية في غزة. تم تسريع التحول إلى المسيحية في غزة تحت حكم القديس بورفيريوس بين عام 396 وعام 420. خلال هذه الحقبة، أطلق الفيلسوف المسيحي إينيس من غزة على غزة، مسقط رأسه، «أثينا آسيا».
بلغ عدد المسيحيون في قطاع غزة حوالي 733 مسيحيًا في عام 2018، بعدما كان في عام 2008 حوالي 3,500، يعود انخفاض أعداد المسيحيين في قطاع غزة إلى الهجرة المسيحية واسعة النطاق بسبب الصراع العربي الإسرائيلي وتردي الأوضاع الاقتصادية في القطاع والحصار الإسرائيلي على القطاع، والمضايقات من قبل حماس، حيث أدت الجهود الرامية إلى فرض الشريعة والتقاليد الإسلامية عندما استولت حماس بالقوة على قطاع غزة في يونيو من عام 2007 إلى وضع ضغوطاً متزايدة على الأقلية المسيحية في قطاع غزة. بالإضافة إلى انخفاض المواليد بين المسيحيين بالمقارنة مع المسلمين. وتحرم السُلطات الإسرائيلية المسيحيون الفلسطينيون في قطاع غزة من المشاركة في الأعياد المقدسة والطقوس الدينية في الضفة الغربية (تشمل القدس). وفق ما صرح به منويل مسلم لقناة العربية، معظم مسيحيي غزة يهتمون بتحصيل الدرجات العالية في العلوم المختلفة حيث يعمل 40% منهم في مجالات الطب والتعليم والهندسة والقانون. كما تمتلك الكنائس الفلسطينية بمدينة غزة مؤسسات تعليمية وخدماتية، وإلى جانب المؤسسات التعليمية تمتلك كنائس غزة مؤسسات صحية وإغاثية ومهنية مهمة للمجتمع الغزي وتقدم خدماتها للمسيحيين والمسلمين من دون تمييز، ومنها مؤسسات تتبع مجلس الكنائس العالمي ومنها جمعية الشبان المسيحية التي تأسست عام 1952 والتي تقدم العديد من الخدمات الثقافية والتعليمية والاجتماعية، والرياضية. يعيش الغالبية في حي الزيتون في البلدة القديمة وينتمون إلى طائفة الروم الأرثوذكس واللاتين والكنيسة المعمدانية.

### الناصرة

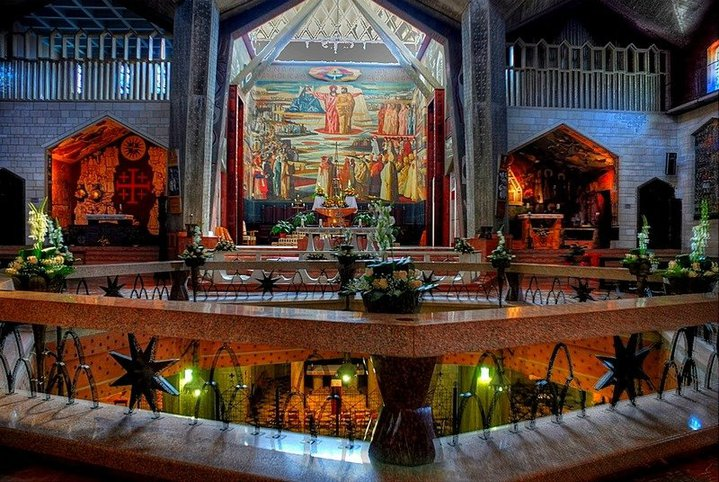
كنيسة البشارة في مدينة الناصرة.

تُعتبر الناصرة قاعدة للطوائف المسيحية المختلفة لوجود العديد من الأماكن المقدسة فيها، والتي أقيمت عليها الكنائس، كما أقيمت بقربها الأديرة والمؤسسات الخيرية والتعليمية، والنزل والفنادق للحجاج. وتشير بيانات عام 1949 إلى أن نسبة المسيحيين من السكان قد بلغت 60%، ولكنها انخفضت في عام 1972 إلى 53%، وأصبحت في عام 1983 حوالي 40%. ووفقًا لبيانات عام 2015 يشكل المسيحيون اليوم 30.0% فقط من السكان. يعود الانخفاص المستمر لنسبة المسيحيين أساسًا إلى انخفاص نسبة المواليد بين المسيحيين وإلى الهجرة المسيحية إلى المدن المجاورة مثل حيفا والناصرة العليا وإلى خارج البلاد خصوصًا إلى الأمريكتين، يٌذكر أن 70,000 مسيحي من أصول نصراويَّة يقطن في الولايات المتحدة.
غالبًا ما يعتبر المسيحيون في مدينة الناصرة أغنياء نسبيًا، ومتعلمين، ومعتدلين سياسيًا حيث يميلون إلى التصويت للأحزاب اليساريًَّة وهم نشيطون بشكل خاص في حزب الجبهة الديموقراطية للسلام والمساواة. كما وجدت إحصائيات بيانات المكتب المركزي للإحصاء سنة 2008 أنّ المسيحيين في الناصرة، إلى جانب المسيحيين في حيفا، من أكثر الفئات المتعلمّة في داخل إسرائيل إذ أنّ نسب الحاصلين على شهادة البجروت أو شهادة الثانوية العامة ونسب حملة الشهادات الجامعية بين المسيحيين في الناصرة مرتفعة. ويدير المسيحيون في المدينة عددًا كبيرًا من المدارس ومراكز النشاط الاجتماعي والمستشفيات وسواها. ويحتل مسيحيو الناصرة غالبية المناصب العليا في المدينة: ثلاثة مستشفيات ومديرو بنوك، وقضاة ومدراء مدارس وكليات. أدَّت الفجوة الاجتماعية والاقتصادية بين ثروة المسيحيين وفقر المسلمين في الناصرة أحيانًا إلى أزمات طائفية.
يُقسم السكان المسيحيون في الناصرة إلى طوائف مختلفة تحافظ على إطارها المستقل، كما تضم عددًا من الجماعات والفئات الطائفية المختلفة التي نشأت نتيجة تطور تاريخي طويل. الفئة الأولى من المسيحيين في البلاد عامة يرجع تاريخها للشعوب التي تواجدت في فلسطين عشية الفتح الإسلامي، كالآراميين والسامريين واليهود المتنصرين وعرب وأبناء شعوب أخرى. ومنذ ذلك الحين اُضيفت طبقات سكان جديدة أثناء الحج إلى الأماكن المقدسة عند المسيحيين. وفي عهود مختلفة تجمع في البلاد أبناء طوائف مسيحية أجنبية، كالأرمن والأقباط والأحباش. ثم تعاقبت أفواج المستوطنين المسيحيين من أوروبا أثناء الحملات الصليبية، إلا أنهم فقدوا هوياتهم القومية ولغاتهم وعاداتهم وأندمجوا في الهوية العربية والمشرقية المسيحية. معظم المسيحيين في الناصرة اليوم عرب من حيث انتمائهم القومي، ولا يختلفون عن المسلمين من حيث الثقافة، واللغة والعادات اليومية.

## قضايا سياسية ومسكونية

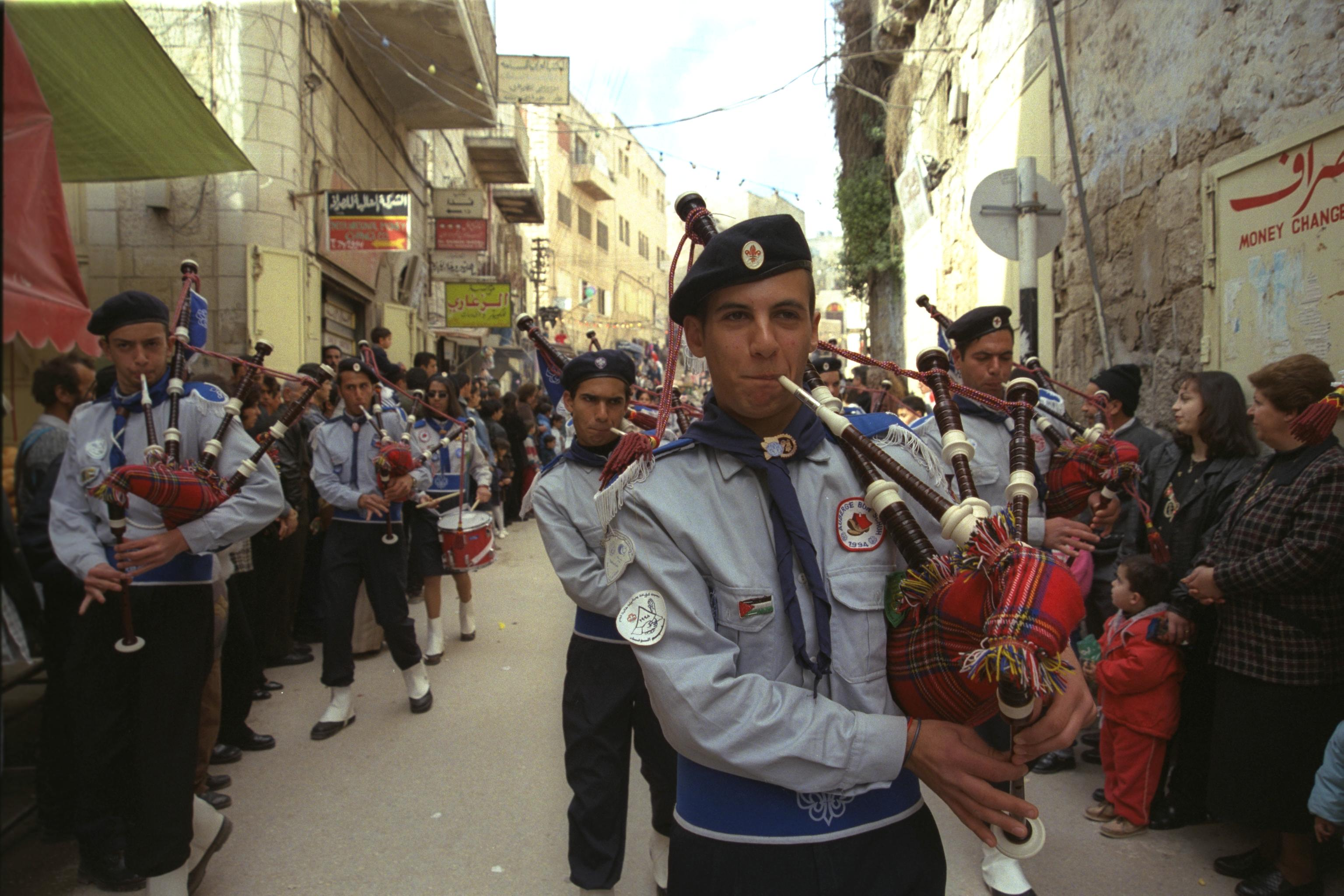
احتفالات المسيحيين الفلسطينيين في يوم عيد الميلاد في مدينة بيت لحم سنة 1999.

رؤساء بلديات كل من رام الله، وبيرزيت، وبيت لحم، والزبابدة، وجفنا، وعين عريك، وعابود، والطيبة، وبيت جالا وبيت ساحور هم من المسيحيين. فضلًا عن محافظ طوباس مروان طوباسي وهو مسيحي. الحضور المسيحي في المجتمع الفلسطيني بارز، منهم النائب المفوض للعلاقات الخارجية والسفير الفلسطيني السابق في الولايات المتحدة، عفيف صافية وسفيرة السلطة الفلسطينية السابقة في فرنسا هند خوري. وعلى الرغم من كون فريق كرة القدم النسائية الفلسطينية ذو أغلبية من الفتيات المسلمات إلا أن رئيسة المنتخب هوني ثلجية، هي مسيحية من بيت لحم. العديد من المسؤولين الفلسطينيين مثل الوزراء والمستشارين والسفراء والقناصلة ورؤساء البعثات، في السلطة الوطنية الفلسطينية ومنظمة التحرير الفلسطينية، وقادة حركة فتح هم من المسيحيين. كان العديد من المسيحيين جزءًا بارزًا من الشرائح الغنية في المجتمع الفلسطيني والتي غادرت البلاد خلال الحرب العربية الإسرائيلية عام 1948. فمثلًا في القدس الغربية، فقد أكثر من 51% من الفلسطينيين المسيحيين منازلهم وذلك وفقًا للمؤرخ سامي هداوي.

### مركز السبيل المسكوني للاهوت

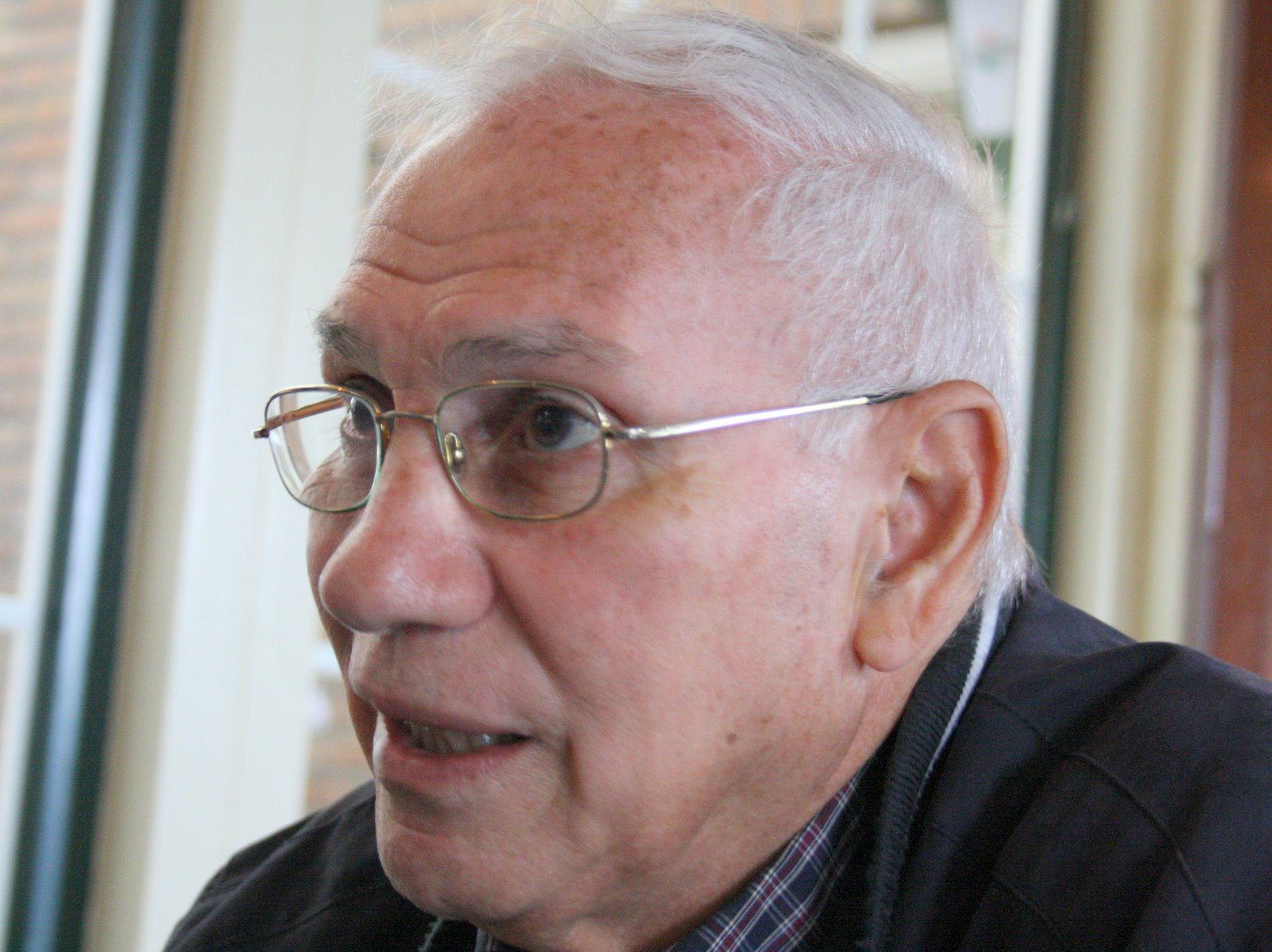
القس الدكتور نعيم عتيق مؤسس مركز السبيل المسكوني للاهوت.

مركز السبيل المسكوني للاهوت هي منظمة مسيحية غير حكومية مقرها في القدس، تأسست في عام 1989 من قبل الكنيسة الانجليكانية الأسقفية عن طريق القس الدكتور نعيم عتيق، راعي كاتدرائية القديس جورج في القدس. عُقد في العام 1990 مؤتمر دولي شارك فيه عدد من رموز «لاهوت التحرير» من أنحاء العالم كافة، وذلك في معهد طنطور المسكوني في القدس. وقد نشرت أعمال المؤتمر في كتاب حمل عنوان «الإيمان والانتفاضة». وإلى جانب الكتاب، وُلد عن المؤتمر الدولي حركة «السبيل» ولاحقاً موقعها على الإنترنت. وللحركة، إضافة إلى مركزيها في القدس والناصرة، فروع في أستراليا وإسكندنافيا وبريطانيا وجمهورية أيرلندا وكندا والولايات المتحدة، لكون هذه الحركة مدعومة من حركات مشابهة لها تنضوي تحت إطار حركة لاهوت التحرير العالمية. وهي تؤمّن لـ «السبيل» أشكالاً عديدة من الدعم المالي والتربوي والأشكال اللاعنفية لمقاومة الاحتلال.

### كايروس فلسطين
في ديسمبر 2009 أصدر عدد بارز من الزعماء المسيحيين الفلسطينيين وثيقة كايروس فلسطين، والتي دعيت «لحظة الحقيقة». من بين واضعي الوثيقة البطريرك ميشيل صباح والمطران عطالله حنا، والأب خضر جمال، والقس الراهب متري، والقس نعيم عتيق ورفعت قسيس وهو المنسق والمتحدث باسم رئيس المجموعة.
الوثيقة تعلن أن الاحتلال الإسرائيلي لفلسطين «خطيئة ضد الله» وضد الإنسانية. وتدعو الكنائس والعالم المسيحي والمسيحيين في جميع أنحاء العالم للنظر فيه واعتماده والدعوة إلى مقاطعة إسرائيل. وفي هذه الوثيقة التاريخية يرون أن «الاحتلال العسكري لأرضنا هو خطيئة ضد الله والإنسان، وأن اللاهوت الذي يبرر هذا الاحتلال، هو لاهوت تحريفي، وبعيد جداً عن التعاليم المسيحية، حيث إن اللاهوت المسيحي الحق هو لاهوت محبة وتضامن مع المظلوم، ودعوة إلى إحقاق العدل والمساواة بين الشعوب». تعرضت الوثيقة إلى انتقادات من قبل الجماعات المسيحية الصهيونية.

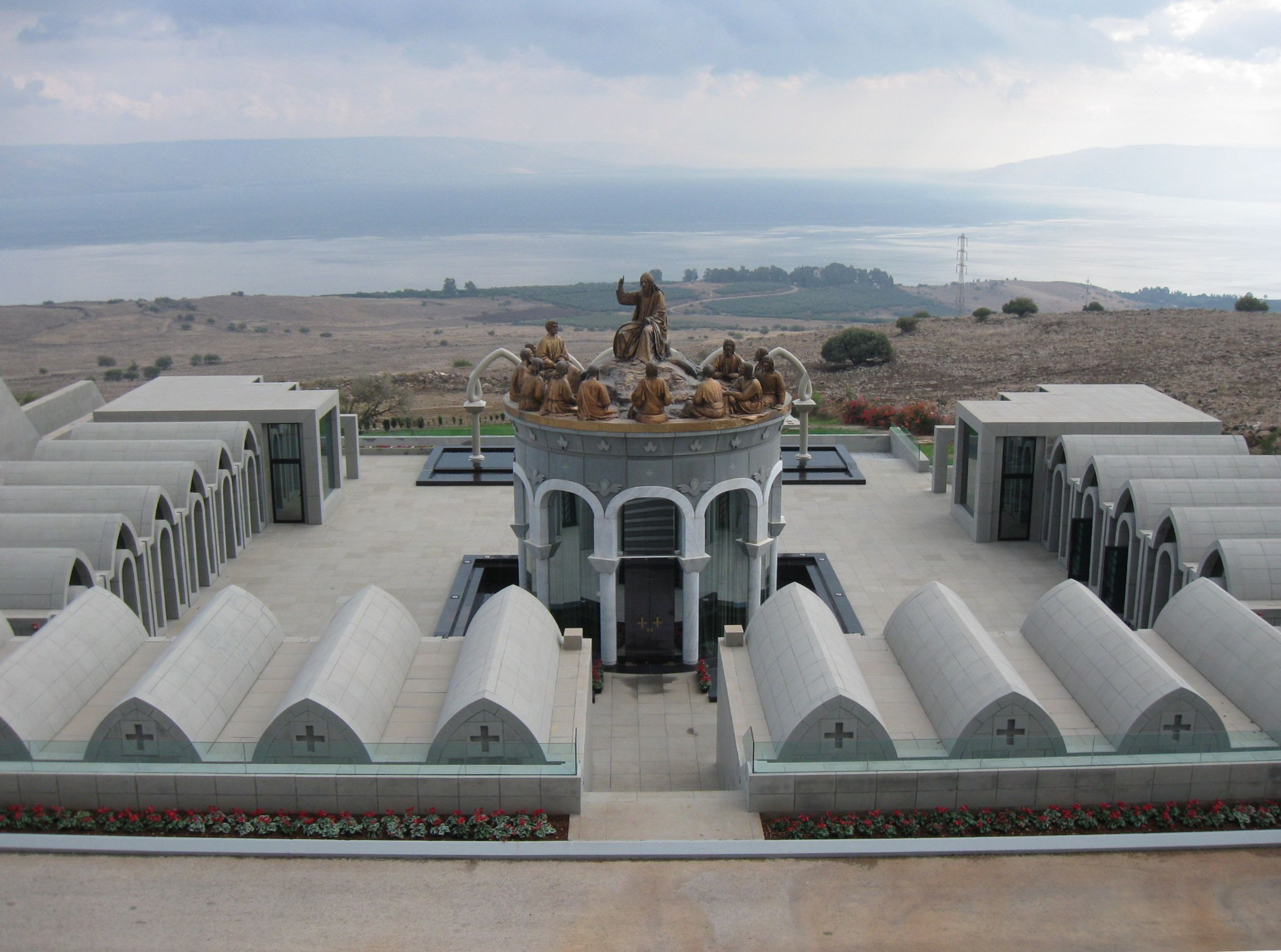
مركز دوماس الجليل أو بيت الجليل المسكونيّ المسيحيّ في منطقة بحيرة طبريا.

تم اقتباس تلك الفكرة من نموذج «كايروس جنوب أفريقيا»، وهي وثيقة مشابهة كتبت في عام 1985 في سويتو بجنوب أفريقيا وبتوقيع أكثر من 150 من قادة الكنيسة هناك، وقد دعت إلى العصيان المدني، والنضال لأجل الحرية والعدل، وقد أثارت تلك الوثيقة ردود فعل قوية وجدالات عميقة وجادة، في مختلف كنائس العالم، ونجحت كونها إحدى أهم الأدوات التي أسقطت نظام التفرقة العنصرية في جنوب أفريقيا.

### مؤسسة الأراضي المقدسة المسيحية المسكونية
تأسست مؤسسة الأراضي المقدسة المسيحية المسكونية في عام 1999 من قبل مجموعة من المسيحيين الأمريكيين للحفاظ على الوجود المسيحي في الأراضي المقدسة، والهدف من ذلك هو محاولة لمواصلة وجود ورفاه المسيحيين العرب في الأراضي المقدسة وتطوير أواصر التضامن بينهم وبين المسيحيين في أي مكان آخر. تقدم مؤسسة الأراضي المقدسة المسيحية المسكونية المساعدة المادية للمسيحيين الفلسطينيين والكنائس في المنطقة. كما وتدعو إلى التضامن من قبل المسيحيين الغربيين مع المسيحيين في الأراضي المقدسة.

## الحضور في المجتمع

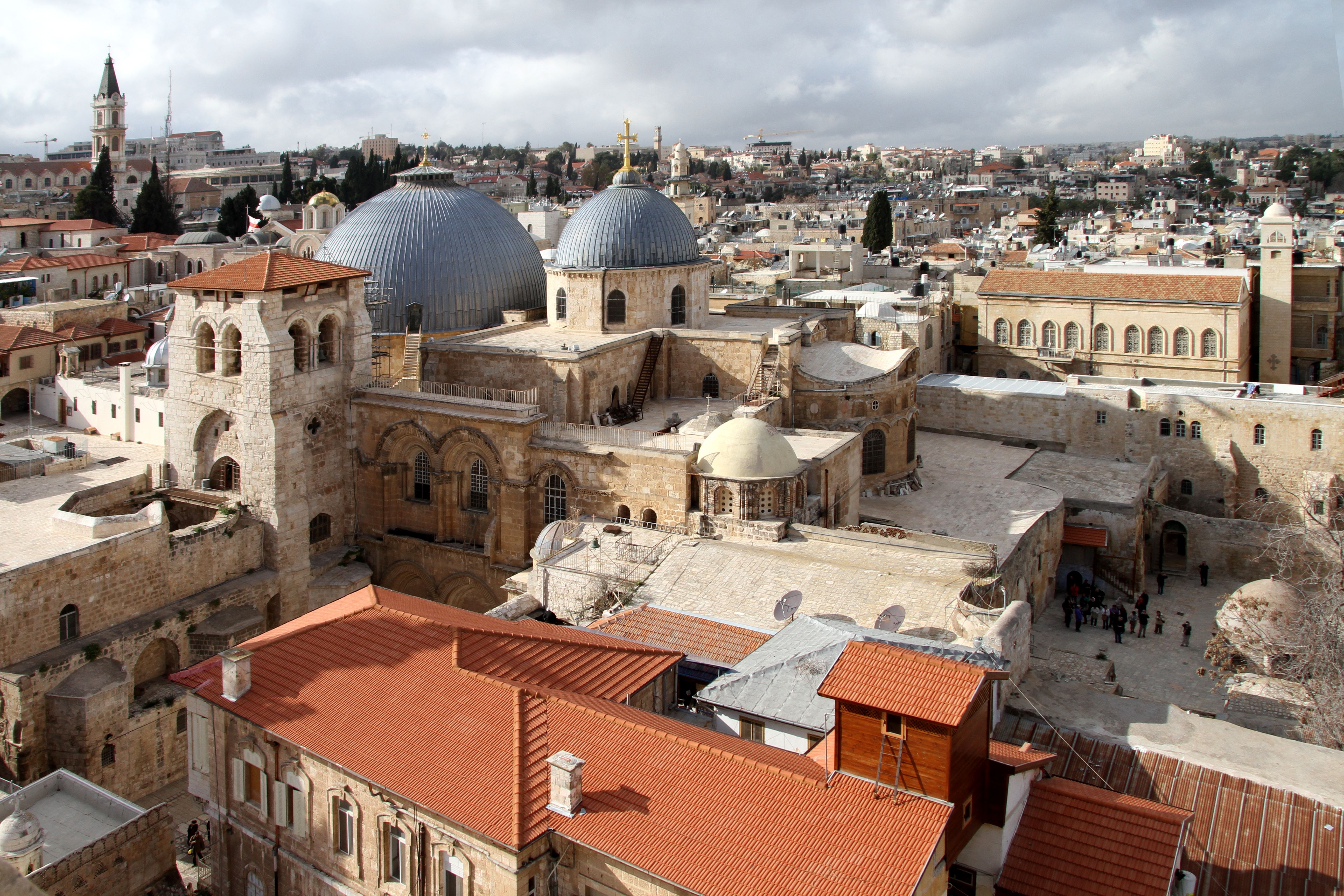
حارة النصارى وتتوسطها كنيسة القيامة.

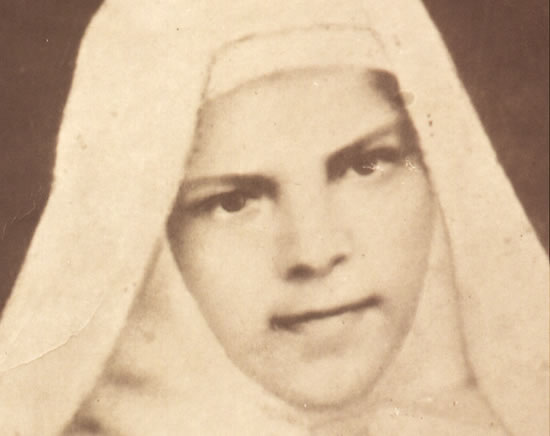
الطوباوية مريم بواردي.

سطع نجم عدد كبير من المسيحيين في فلسطين التاريخية وفي المهجر ووصل بعضهم إلى مراكز مرموقة أمثال كارلوس فاكوس الفلسطيني الأصل ورئيس جمهورية هندوراس سابقًا ومعه أنطونيو سقا الرئيس السابق لجمهورية السلفادور وجون سنونو حاكم ولاية نيو هامبشير سابقاً ورئيس سابق لجهاز البيت الأبيض وشفيق حنضل السكرتير العام السابق للحزب الشيوعي في إلسلفادور وسعيد موسى رئيس الوزراء السابق لدولة بليز؛ وينحدر رئيس السلفادور نجيب أبو كيلة من أصول مسيحيَّة فلسطينيَّة تعود إلى مدينة القدس وبيت لحم. هناك على الصعيد الاقتصادي يوسف بيدس الذي رأس بنك أنترا، وخوسيه سعيد رجل الأعمال تشيلي من أصل فلسطيني ومالك أكبر شركة للعقارات وإدارة الأسواق في تشيلي والأرجنتين، وألفارو صايغ مالك أكبر المؤسسات المصرفية في تشيلي، وسعيد خوري رجل أعمال فلسطيني ومن بين اغنى 10 عرب في الشرق الأوسط في عام 2013 وفقاً لتصنيف أريبيان بزنس، والملياردير حسيب الصباغ من مؤسسي شركة اتحاد المقاولون ويوسف بيدس والأخوين أليك غورس وتوم غورس وأسرة خياط وأسرة إيليا نقل مالكة العلامة التجارية لأكبر شركة للمنتجات الورقية فاين؛ ومن المفكرين إدوارد سعيد أستاذ الأدب المقارن في جامعة كولومبيا وشقيقته روزماري سعيد زحلان وجوزيف مسعد الأكاديمي المتخصص في تاريخ الفكر السياسي والثقافي العربي، إلياس صنبر والمؤرخ حنا بطاطو؛ على صعيد الصحافة هناك سمير قصير ورامي جورج خوري وغيرهم.
على صعيد الفن والموسيقى ظهرت أسماء مسيحية أثرت في مجال الموسيقى خاصًة الملتزمة والوطنية مثل ريم بنا، أمل مرقص وماجدة الرومي، بالإضافة إلى فادي أندراوس وطوني قطان وميرا عوض وهي مغنية اشتركت في يوروفيجن والثلاثي جبران وهي فرقة عود موسيقية، وكميليا جبران وهي مطربة ولاعبة على العود والقانون، وسليمان منصور وهو من أهم الفنانين التشكيلين من عرب 48 ومؤسسي الحركة الفنية، ووداد قعوار صاحبة لقب «أم التراث الفلسطيني»، وإيليا سليمان وهو مخرج أفلام وممثل سينمائي أشهر أعماله فيلم يد إلهية (2002) الذي فاز بجائزة لجنة التحكيم بمهرجان كان عام 2002. يقارن البعض أعماله بأعمال جاك تاتي وباستر كيتون، والمخرج ميشيل خليفي وإسكندر قبطي مخرج فيلم عجمي الحاصل على عدة جوائز  وهشام زريق وهو من أوائل من استعمل الحاسوب للفن التشكيلي في العالم، في مجال التمثيل هناك يوسف سويد وأشرف برهوم وهو ممثل في عدة أفلام عالمية، في الرياضة سليم طعمه لاعب كرة قدم دولي ويلعب حاليًا لصالح نادي لاريسا اليوناني وعزمي نصار مدرب دولي سابق في لعبة كرة القدم، وجوان قبطي أول عربي يشترك في بطولة أوروبا للسباحة. والقاضي سليم جبران وجورج القرا وهم قضاة في محكمة العدل العليا الإسرائيلية، في مجال حقوق المرأة تعد النّاشطة النّسويّة نبيلة إسبنيولي أبرزهم إذ أختيرت بين أكثر 100 شخصية تأثيرًا وإلهامًا للنساء في العالم من قبل مؤسسة Women Deliver، في المجال الأدبي هناك الأديبة مي زيادة وخليل السكاكيني وويعتبر من رواد التربية الحديثة في الوطن العربي ، وسليم قبعين وإميل حبيبي والشاعرة للي كرنيك وأنطون شماس وخليل جهشان وغيرهم.
في المجال العلمي والطبّي هناك توفيق كنعان وسالم حنا خميس وهو بروفيسور رياضياتي وفيزيائي عمل محاضر في عدة جامعات أمريكية وعمل في مكتب الإحصاء التابع لهيئة الأمم المتحدة، وحسام حايك مخترع الأنف ألكتروني الذي تشخِّص الأمراض السرطانية، ويعقوب حنا وهو من أبرز الباحثين في معهد وايزمان للعلوم وجامعات هارفارد وبركلي، وبروفسور نادر بشوتي المسؤول عن كلية العلوم وكلية علم الحاسوب في جامعة تخنيون، وجوني سروجي وهو نائب مدير شركة أبل العالمية وغيرهم.
على الصعيد الديني فقد برز المطران فائق إبراهيم حداد الذي يعد أول أسقف عربي في التاريخ يتولى رئاسة مطرانية القدس الأسقفية الأنجليكانية، كما قد عمل على تعريب المطرانية.

### الاقتصاد والتعليم

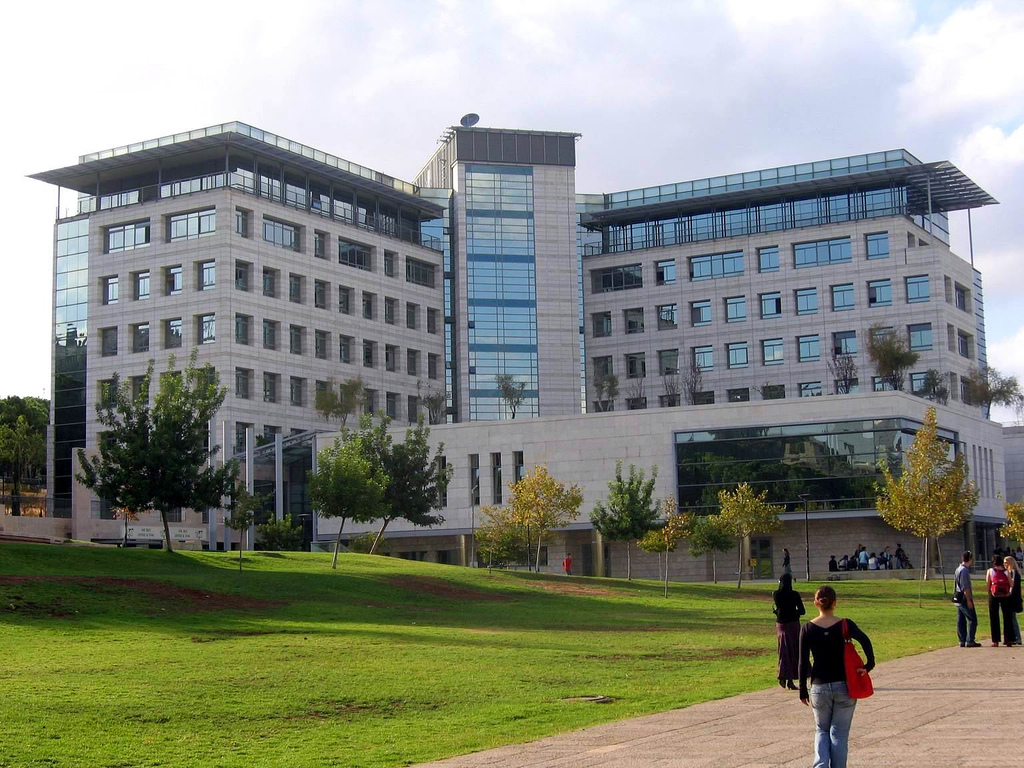
جامعة تخنيون، تبلغ نسبة الطلبة المسيحيين العرب في الجامعة ثلاثة أضعاف نسبتهم السكانية.

يعتبر المجتمع المسيحي الفلسطيني مجتمعا حضريا، إذ يعيش غالبية المسيحيين في فلسطين التاريخية في مجمعات حضرية. وينتمي غالبية المواطنين المسيحيين في كل من إسرائيل والأراضي الفلسطينية إلى الطبقة الوسطى والطبقة الغنية أو الطبقة العليا، تمتلك عشرة عائلات مسيحية ثلث اقتصاد قطاع غزة، وفق ما صرح به المنسيور الأب منويل مسلم لقناة العربية. وتربع كل من الملياردير سعيد خوري وحسيب الصباغ قائمة الفلسطينيين الأكثر ثراء. يعتبر المستوى التعليمي لدى المسيحيين في الأراضي الفلسطينية الأعلى بالمقارنة مع المجموعات الدينية الأخرى، حيث يهتم معظم مسيحيي غزة بتحصيل الدرجات العالية في العلوم المختلفة، ويعمل 40% منهم في مجالات الطب والتعليم والهندسة والقانون. يُذكر أن مدينة رام الله احتوت في تاريخها الحديث على نسبة كبيرة من الطبقة الأرستقراطيّة والبرجوازيّة المسيحيّة.
أمّا في إسرائيل؛ لدى المسيحيين العرب أعلى متوسط دخل أسرة بين المواطنين العرب في إسرائيل وثاني أعلى متوسط دخل للأسرة بين الجماعات العرقية والدينية في إسرائيل. كما أنّ لدى المسيحيين العرب أدنى نسبة فقر وأدنى نسبة للبطالة وهي 4.9% في عام 2012 بالمقارنة مع 6.5% بين اليهود و9.2% بين الرجال والنساء المسلمين. ويعمل أغلب المسيحيين العرب في العلوم ومهن الياقات البيضاء أو في مجال الأعمال التجارية وفي المجالات الأكاديميَّة. وفقًا لإحصائية إحصائيات بيانات المكتب المركزي للإحصاء سنة 2011 تبين أن حوالي 58% من المسيحيين مشتركون في القوى العاملة المدنية وهي نسبة مشابهة للوسط اليهودي، بالمقابل 37.9% لدى المسلمين و36.7% لدى الدروز وتحتل قرية معليا المسيحية أعلى المعدلات من حيث نصيب الفرد من الدخل بين القرى العربية في إسرائيل.

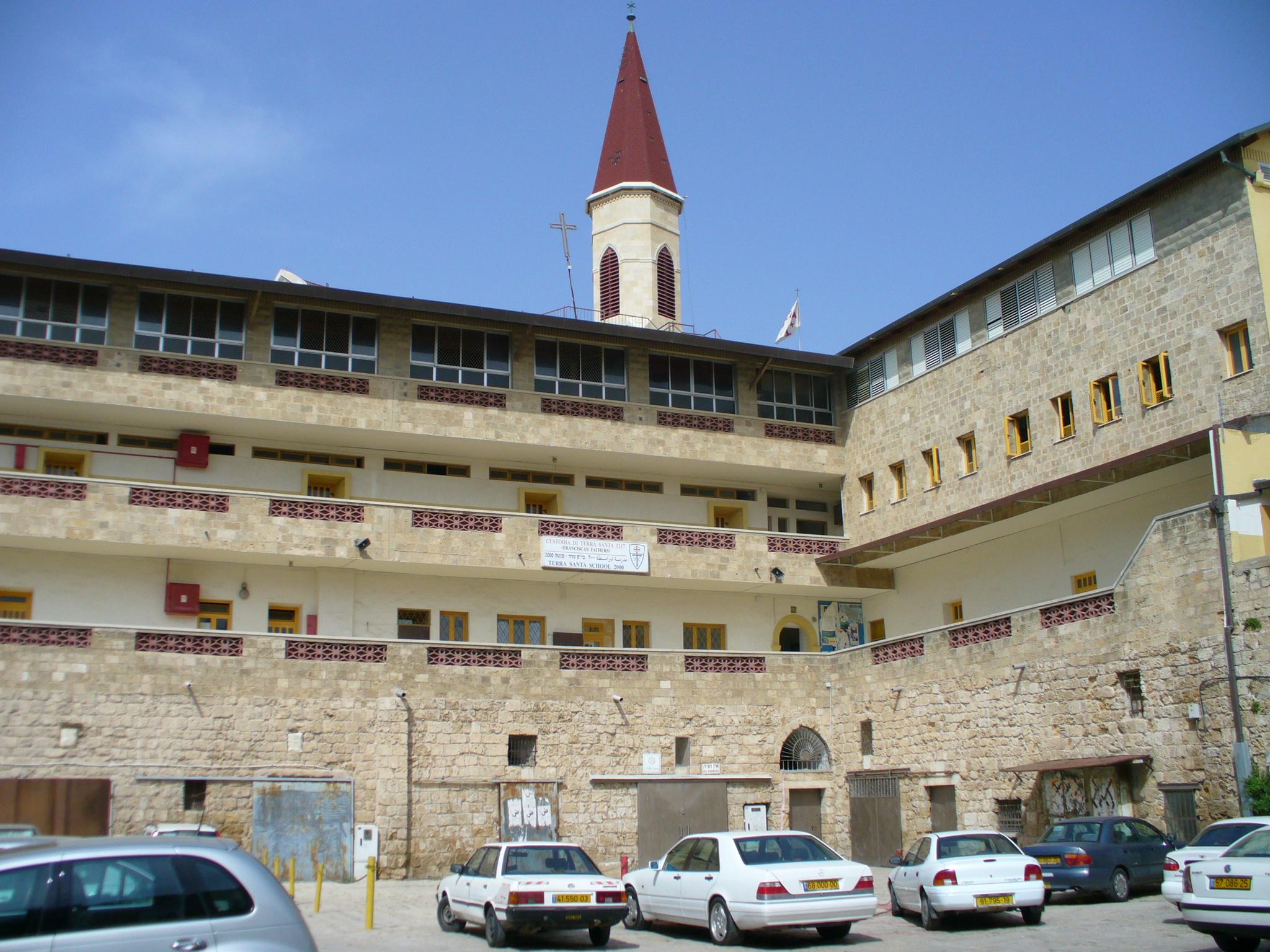
مدرسة تراسنطة الكاثوليكيَّة، أحد أعرق مدارس مدينة عكا: تلعب المدارس المسيحيَّة دورٌ بارز في رفع المستوى التعليمي للمسيحيين العرب.

المسيحيون العرب هم واحدة من المجموعات الأكثر تعليمًا في إسرائيل، حيث يطلق عليهم أقلية نموذجية. وقد وصفت صحيفة معاريف المسيحيين العرب بأنهم «الأنجح في نظام التعليم»، حيث يحظى العرب المسيحيون بمستوى تعليم أفضل بالمقارنة مع أي مجموعة دينية أخرى في إسرائيل. كما لدى المسيحيين العرب واحدة من أعلى معدلات النجاح في شهادة الثانوية العامة أو ما يسمى بالبجروت مع نسبة (73.9%) في عام 2016، بالمقارنة مع المسلمين والدروز وبالمقارنة مع جميع الطلاب في نظام التعليم اليهودي، كما أنّ المسيحيين العرب في الطليعة من حيث التوجه للتعليم العالي، اعتبارًا من عام 2010 كان حوالي 63% من المسيحيين العرب في إسرائيل من حملة الشهادات الجامعيّة، كما أنّ نسبة المسيحيين الحاصلين على البكالوريوس وشهادة جامعية أكثر من متوسط النسبة بين السكان الإسرائيليين. ووجدت دائرة الإحصاء المركزية الإسرائيلية أن نسبة الطلاب الذين يدرسون في مجال الطب أيضًا هي الأعلى بين الطلاب العرب المسيحيين، مقارنة مع جميع الطلاب من الديانات الأخرى. كما وجدت أنّ نسبة النساء المسيحيات العربيات الطالبات في التعليم العالي أعلى من القطاعات الأخرى. وعلى الرغم من أن نسبة المسيحيين العرب هي 2.1% من إجمالي السكان الإسرائيليين، في عام 2014 كانت نسبة المسيحيين العرب من مجموع الطلاب في الجامعات الإسرائيلية حوالي 17.0%، وحوالي 14.4% من إجمالي عدد طلاب الكليّات الإسرائيلية.
يتمتع المسيحيون العرب في إسرائيل بأعلى الإنجازات في القطاع العربي على جميع المؤشرات: نسبة الحاصلين على شهادة الثانوية العامة (البجروت)، ونسب خريجي الجامعات، ومجالات العمل. وفقاً لدراسة المسيحيين العرب: اليهود الإسرائيليين الجدد؟ تأملات في المستوى التعليمي للمسيحيين العرب في إسرائيل وهي دراسة قامت بها حينا ديفيد من جامعة تل أبيب، أن أحد العوامل هو المؤسسات التعليمية المسيحية ذات المستوى العالي. المدارس المسيحية هي من بين أفضل المؤسسات التعليمية في إسرائيل، في حين أن تلك المدارس لا تمثل سوى 4% من مجمل القطاع التعليمي العربي، فإن حوالي 34% من مجمل الطلاب الجامعيين العرب تلقوا تعليمهم في المدارس المسيحية، وحوالي 87% من عرب إسرائيل العاملين في قطاع تكنولوجيا التقنية العالية، قد تلقوا تعليمهم في المدارس المسيحية.

### النهضة في فلسطين

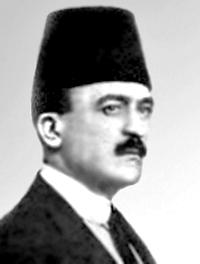
خليل السكاكيني من أعلام النهضة الأدبية العربية في فلسطين.

شارك المسيحيون العرب في العصر الحديث في أداء أدوار تكوينية وبناءة في عمليات التحول من الأبنية التقليدية إلى المؤسسات الحديثة، لسابق تعرفهم واتصالهم بالثقافة الأوروبية، ومن ثم لعبوا دور الوسيط بين أوروبا والغرب والمجتمعات العربية، وساهموا في تطوير النخب الثقافية العربية من خلال الترجمات عن اللغات الأوروبية عموماً، والفرنسية على وجه الخصوص. سبقُ اهتمام ومشاركة بعض المثقفين المسيحيين العرب في عملية تجديد اللغة العربية وآدابها من خلال الدراسات اللغوية والنقدية، التي استعارت وطبقت بعض المناهج الحديثة، بالإضافة إلى دورهم الإبداعي في الشعر والقصة القصيرة والرواية والمسرح والسرديات الحداثية عموماً على اختلاف أجناسها ونصوصها. الأدوار الفكرية والإبداعية للمبدعين والمفكرين والنقاد المسيحيين العرب شكلت أحد أبرز وجوه الاستعارات الحداثية العربية التي ساهمت في تفكيك البنيات الأدبيّة والفكرية التقليدية والمحافظة.
في عام 1854 أنشأت مطبعة عربية في فلسطين من قبل البطريركية الأرثوذكسية في القدس، وكانت الرهبانية الفرنسيسكانيّة قد أنشأت قبل ذلك بسنوات قليلة أو مطبعة في فلسطين التاريخية، وأسس المرسلون الألمان مدرسة شنلّر في القدس والناصرة بهدف التدريب المهني. تبع ذلك اقامة المعاهد التعليمية، حيث أدى التنافس بين الإمبراطورية الروسية ودول أوروبا الغربية إلى اقامة شبكة واسعة من المدارس، خصوصاُ بعد تأسيس جمعية فلسطين الإمبراطورية الأرثوذكسية عام 1882، حيث أقامت الجمعية 23 مدرسة للذكور والإناث، ومعهداً لتدريب المعلمين في الناصرة تخرج منه أدباء ومعلمين مسيحيين كان لهم تأثير على النهضة العربية أمثال الأديب اللبناني ميخائيل نعيمة، وبندلي جوزي، والمحاضرة الجامعية كلثوم عودة، والشاعر إسكندر الخوري البيتجالي، والكاتب والأديب والمترجم خليل بيدس، وفارس نمر، والأديب سليم قبعين، ونسيب عريضة. وخلق توثيق العلاقات مع العالم الغربي ووجود الإرساليات التبشيرية في فلسطين نقطة إستقطاب جذبت عدداً من المسيحيين للهجرة إليها من البلدان المجاورة، مما أدى إلى زيادة عددهم وإعلاء شأنهم، حيث أصبح المسيحيون يكونون الطبقة الوسطى المثقفة بين السكان المحليين، إضافة إلى تخصصهم في المهن، رغم محافظتهم حتى نهاية العهد العثماني على بروفيل منخفض في الحياة العامة خاصةً السياسية، كما آثروا السكن في أحياء خاصة بهم.

### الأدب والفكر

المُنظر الأدبي والكاتب الجامعي إدوارد سعيد.

بدأت النهضة الثقافية العربية في القرن التاسع عشر، وذلك في أعقاب خروج محمد علي باشا من بلاد الشام عام 1840 وتسارعت وتيرتها أواخر القرن التاسع عشر، وكانت بيروت والقاهرة ودمشق وحلب مراكزها الأساسية، وتمخض عنها تأسيس المدارس والجامعات العربية والمسرح والصحافة العربيين وتجديد أدبي ولغوي وشعري مميز ونشوء حركة سياسية نشطة عرفت باسم «الجمعيات» رافقها ميلاد فكرة القومية العربية، والمطالبة بإصلاح الدولة العثمانية ثم بروز فكرة الاستقلال عنها مع تعذر الإصلاح والمطالبة بتأسيس دول حديثة على الطراز الأوروبي؛ كذلك وخلال النهضة تم تأسيس أول مجمع للغة العربية وإدخال المطابع بالحرف العربي، وفي الموسيقى والنحت والتأريخ والعلوم الإنسانية عامة، فضلاً عن الاقتصاد وحقوق الإنسان. وملخص الحال أنّ النهضة الثقافية التي قام بها العرب أواخر الحكم العثماني كانت نقلة نوعية لهم نحو حقبة ما بعد الثورة الصناعية، ولا يمكن حصر ميادين النهضة الثقافية العربية في القرن التاسع عشر بهذه التصنيفات فقط، إذ أنها امتدت لتشمل أطياف المجتمع وميادينه برمته، ويكاد يعمّ الاتفاق بين المؤرخين على الدور الذي لعبه المسيحيون العرب في هذه النهضة، سواء في جبل لبنان أو مصر أو فلسطين أو سوريا، ودورهم في ازدهارها من خلال المشاركة ليس فقط من الوطن بل في المهجر أيضًا. إذ كون المسيحيون في العصر الحديث النخبة المثقفة والطبقة البرجوازية مما جعل مساهمتهم في النهضة الاقتصادية ذات أثر كبير، على نحو ما كانوا أصحاب أثر كبير في النهضة الثقافية، وفي الثورة على الاستعمار بفكرهم ومؤلفاتهم، وعملهم.
يذكر على سبيل المثال في الصحافة سليم العنجوي مؤسس «مرآة الشرق» عام 1879، وأمين السعيل مؤسس مجلة الحقوق، وجرجس ميخائيل فارس مؤسس «الجريدة المصرية» عام 1888، وإسكندر شلهوب مؤسس مجلة السلطنة عام 1897 وسليم تقلا وشقيقه بشارة تقلا مؤسسا جريدة الأهرام، وفي فقه اللغة العربية يذكر إبراهيم اليازجي وناصيف اليازجي وبطرس البستاني. في الوقت ذاته، دخلت إلى حلب على يد المطران ملاتيوس نعمة المطبعة الأولى بأحرف عربية إلى بلاد الشام واستمرت في الطباعة حتى 1899. من جهة أخرى، ساهم المسيحيون العرب في مقارعة سياسة التتريك التي انتهجتها جمعية الاتحاد والترقي وبرز في حلب على وجه الخصوص المطران جرمانوس فرحات والخوري بطرس التلاوي، وتأسست المدرسة البطريركية في غزير التي خرجت عددًا وافرًا من أعلام العربية في تلك المرحلة، ولعبت الجامعات المسيحية كجامعة القديس يوسف والجامعة الأميركية في بيروت وجامعة الحكمة في بغداد وغيرها دورًا رياديًا في تطوير الحضارة والثقافة العربية. وفي الأدب يذكر مي زيادة وخليل السكاكيني وسليم قبعين. وفي المجال الاقتصادي، برز عدد من العائلات المسيحية ومنهم رجل الأعمال والمصرفي حبيب السكاكيني ورجال الأعمال من آل صابات الفلسطينيّة الأصل في مصر.
منذ الانتداب البريطاني وحتى اليوم، اشتهر عدد كبير من الشعراء والأدباء والمفكرين المسيحيين؛ في الأدب يذكر أنطون شماس وإميل حبيبي وأنيس صايغ ونايف سويد وجمال قعوار وحنا أبو حنا وإدمون شحادة وللي كرنيك. في الفكر يُذكر إدوارد سعيد أستاذ الأدب المقارن في جامعة كولومبيا وشقيقته روزماري سعيد زحلان؛ المؤرخ حنا بطاطو وجوزيف مسعد وإلياس صنبر وعزمي بشارة.

### السياسة

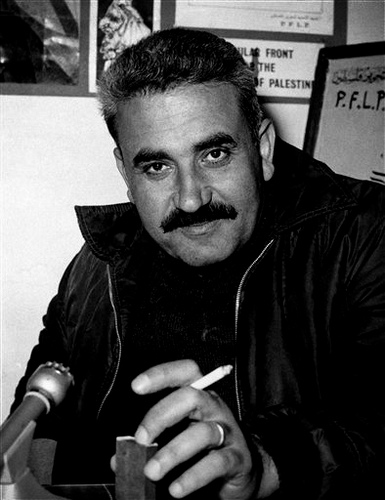
جورج حبش، مؤسس الجبهة الشعبية لتحرير فلسطين وأحد أبرز الشخصيات الوطنية الفلسطينية.

اتسمت الاتجاهات السياسية والحزبية لدى المسيحيين في الدول العربية على العموم بتأييد اليسار والاشتراكية القومية والعلمانية، هذا التوجه كان نفسه لدى مسيحيي إسرائيل والضفة الغربية وقطاع غزة.
تركز النشاط السياسي للمسيحيين في الضفة الغربية خلال مرحلة ما قبل حرب 48 على جهود فردية لشخصيات تقدمية يسارية شاركت بشكل فعّال في الحزب الشيوعي الأردني وحزب البعث. بعد حرب 48 كان للمسيحيين دور ريادي في المشروع الوطني الفلسطيني، وقد برز عدد وافر من الشخصيات التي انخرطت في الساحة الفلسطينية السياسية أمثال جورج حبش مؤسس الجبهة الشعبية لتحرير فلسطين وحنان عشراوي وكمال ناصر ووديع حداد. وقد كان هناك عدد كبير من الشخصيات المسيحية التي انخرطت في السياسة لكن في مجال الإعلام والفكر والنشر.
أدى نزوح القيادات العربية التقليدية عن مراكزها إثر قيام دولة إسرائيل إلى نشوء فراغ سياسي واجتماعي في أوساط عرب 48، قامت بملئه في حينه طبقة شابة من المثقفين من سكان المدن حيث تركز النشاط السياسي. هيأ ذلك جوا طبيعيًا للمسيحيين لتبوء مراكز قيادية في الحركات السياسية والاجتماعية إلى حين ظهور عناصر إسلامية مثقفة بدأت تسيطر تدريجيًا على هذه الحركات منذ بداية العقد الأخير للقرن العشرين. كان المحامي إلياس كوسا من حيفا أول من دعا إلى إقامة حزب عربي قومي مستقل. من جهة أخرى فشلت المحاولات لإقامة تكتل سياسي مستقل للمسيحيين، في حين اصطبغ الشارع المسيحي، خاصًة الأرثوذكسي، بالتأييد التام للحزب الشيوعي والحركات القومية والعلمانية. في نفس الوقت ظهرت أسر أرثوذكسية سياسية أمثال أسرة حبيبي وجرايسي وطوبي والتي كان لها أثر على الحياة السياسية لعرب 48. وكانت الأغلبية الساحقة من مؤسسي وقياديي عصبة التحرر الوطني والحزب الشيوعي من المسيحيين. وعلى الرغم من الصورة الشعبية حول الشيوعيين في ربطهم عادةً بالإلحاد واللادينية، فإن أغلب الشيوعيين المسيحيين في إسرائيل لم يكن ملحدًا، بل أن العديد منهم كان ممارسا للمسيحية.
ظهرت سنة 1958 حركة أدبية سياسية أغلبية أعضائها من المسيحيين أمثال يني يني، صبري جريس ودكتور يوسف حداد، منصور كردوش وحبيب قهوجي. وسنة 1962 قاموا بتأسيس حركة الأرض. على الرغم من السمة المسيحية لحركة الأرض، فقد اجتذبت عناصر إسلامية قومية واكتسبت تأييدهم. نادت هذه الحركة بأن لعرب إسرائيل حقوق قومية تؤهلهم للمطالبة بحق تقرير المصير ودافعت عن حق عودة اللاجئين الفلسطينيين للبلاد، منعت فيما بعد الحكومة الاسرائيلية حركة الأرض. شارك المسيحيون العرب في إقامة اتحاد الأكاديميين العرب في لجنة الدفاع عن الأرض والتي كان من أبرز قيادييها حنا نقارة، صليبا خميس، إميل توما والقس شحادة شحادة. قامت لجنة الدفاع عن الأرض بتنظيم يوم الأرض ضد قوانين المصادرة وذكرى مقتل ستة مواطنين عرب في إسرائيل، وأصبح هذا اليوم فيما بعد رمزًا وطنيًا لعرب 48.

### المؤسسات الاجتماعية

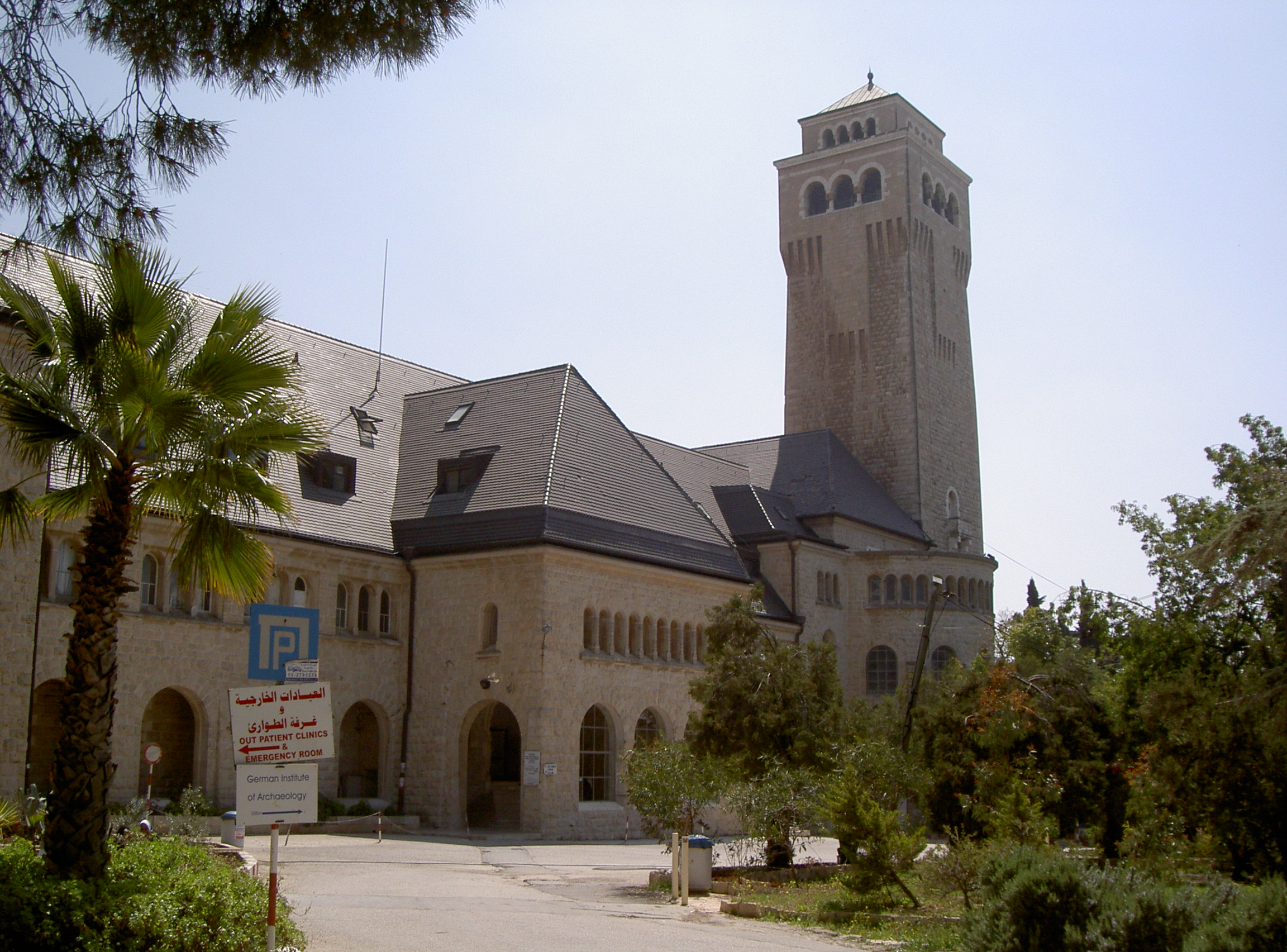
مستشفى أوغسطا فيكتوريا اللوثري في القدس.

يملك المسيحيون في فلسطين وإسرائيل عددا كبيراً من المؤسسات من مدراس ومستشفيات وغيرها. جزء من هذه المؤسسات، خاصةً المدراس، هي ذات مستوى عالي ومن الأفضل على مستوى البلاد. أسست الناشطة الفلسطينية جورجيت رزق عام 1948 أول مركز طبي في القدس القديمة. تدير وتمتلك المؤسسات المسيحية في القدس والأراضي الفلسطينية حوالي تسعة مستشفيات منها أربعة في القدس، في حين تدير الكنيسة الكاثوليكية ثلاثة منها ويدير اللوثريون مستشفى أوغسطا فيكتوريا، وتملك المؤسسات المسيحية مستشفيات في بيت لحم ومشفى في نابلس وبيت جالا وغزة. في حين تملك المؤسسات المسيحية في إسرائيل أربعة مستشفيات، تدير الكنيسة الكاثوليكية ثلاثة منها، وهي مستشفى العائلة المقدسة ومستشفى القديس منصور دي بول في الناصرة والمستشفى الإيطالي في حيفا، ويدير البروتستانت من الكنيسة المشيخية مستشفى الناصرة، والذي تتبعه أيضًا مدرسة التمريض. بالإضافة إلى المشافي تدير المؤسسات المسيحية أكثر من خمسة عشر مستوصفًا تقدم خدمات طبيّة في القدس وغزة ورام الله ونابلس وعدد من القرى الفلسطينية.
في مجال التعليم تقوم المؤسسات التعليمية المسيحية بدور كبير في نشر العلم والمعرفة. فقد أسس آل ناصر أول جامعة عربية فلسطينية في بير زيت، تبعتها جامعة بيت لحم الكاثوليكيَّة بتمويل من الفاتيكان على إثر زيارة البابا بولس السادس للبلاد. كذلك افتتح المطران إلياس شقور أول حرم جامعي في إعبلين، وهو فرع لجامعة إنديانابوليس-انديانا في الولايات المتحدة وافتتح الحرم الجامعي أمام الطلاب سنة 2004 وهي ثاني جامعة كاثوليكية في فلسطين التاريخية بعد جامعة بيت لحم.

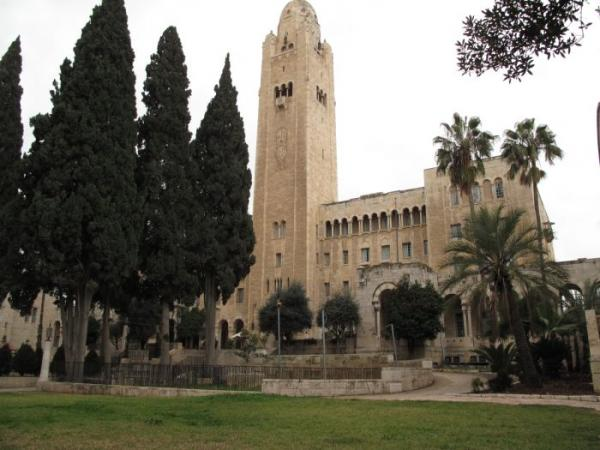
مبنى جمعية الشبان المسيحيين في مدينة القدس.

تمتلك الكنائس وتدير حوالي ثمانين مدرسة في فلسطين التاريخية، منها ثمانية وعشرين مدرسة ثانوية-اعدادية، منها 12 مدرسة في القدس وعشرة منها في مدينة الناصرة، ويتلقى العلم فيها أكثر من نصف الطلاب الثانويين. في إسرائيل هناك ما يقارب الخمسين مؤسسة تعليمية تابعة للكنائس المسيحية تخدم طبقات الجيل المختلفة من رياض أطفال ومدارس ابتدائية وثانوية، ويفوق عدد الطلاّب في هذه المؤسسات 30,000 طالب وطالبة من كافة شرائح وأطياف المجتمع العربي في البلاد على اختلاف انتماءاته الدينية والسياسية وحوالي 60% من طلاب هذه المدارس هم من المسيحيين والباقي من المسلمين والدروز. وتحتَّل المدرسة الإكليركيّة - المطران وراهبات مار يوسف والمدرسة المعمدانية في الناصرة أولى مراتب أفضل مدراس عربية في إسرائيل، هناك أيضًا مدرسة المسيح الإنجيليَّة الأسقفيَّة ومدرسة راهبات المخلص ومدرسة الساليزيان الصناعيَّة والواصفية ومدرسة راهبات الفرنسيسكان وكلية التيرسانطا وهي من أقدم المدراس في فلسطين ومدرسة راهبات الفرنسيسكان ومدرسة راهبات الساليزيان. وتتواجد في مدينة حيفا ستة مدراس مسيحية ويتلقى فيها العلم 80% من الطلاب العرب الثانويين ومنها الكليّة الأرثوذكسيّة العربيَّة، وهي من أعرق المدراس العربية ويُطلق عليها مدرسة النخبة. هناك أيضًا كلية مار إلياس في عبلين، وكليّة الجليل في عيلبون، والكليّة الأرثوذكسيَّة العربية وكلية تراسنطا ومدرسة راهبات مار يوسف في الرملة، والمدرسة الكاثوليكية في الجش، ومدرسة تيراسانطا في عكا، والمدرسة البطريركية اللاتينية في الرينة، والنوتردام الصناعيّة في معليا. بالإضافة لذلك هناك أكثر من أربعين مدرسة ابتدائية وروضات أطفال تابعة للمؤسسات المسيحية. يذكر أن المدارس والمؤسسات المسيحية تضم طلابا من كافة الطوائف والأديان. تتواجد أيضاً عدد من المدارس المسيحية في شفاعمرو وكفركنا واللد والرامة ويافا ويافة الناصرة وكفر ياسيف ورام الله وبيت ساحور وبيت جالا ونابلس وجنين وأريحا وغزة والزبابدة والطيبة وجفنا وغيرها من المدن والقرى.
بالنسبة للعمل الاجتماعي، اهتمت الكنائس المسيحية بإقامة أربعة بيوت للمسنين وملاجئ العجزة ودور أيتام، ومنها بيت المسنين في عسفيا وملجأ العجزة في الناصرة وميتم راهبات القديسة حنة في صفورية، إلى جانب مؤسسات اجتماعية مثل جمعية الشبان المسيحيين وأكثر من 15 مركزاً جماهيريا. كما وقامت عدة كنائس بتأسيس جمعيات لمساعدة اللاجئين مثل البعثة البابوية والجمعية المسيحية العالمية وكنائس المينونايت. وتملك الكنائس المسيحية على عدد من البنايات والعقارات في القدس القديمة والناصرة وبيت لحم وحيفا أبرزها فندقا «بترا» و«إمبريال» الواقعان على مدخل باب الخليل في الحي المسيحي بالقدس، وبيت «المعظمية» في الحي الإسلامي داخل القدس القديمة، وحيز الرهبنة الكرملية في ساحة الخمرة بحيفا والذي بُني عام 1935 من قبل المهندس المعماري جيوفاني بويره، والذي يضم اليوم شقق سكنية ومكاتب ومصالح تجاريَّة.

## العلاقة مع الأديان الأخرى

### العلاقة مع المسلمون

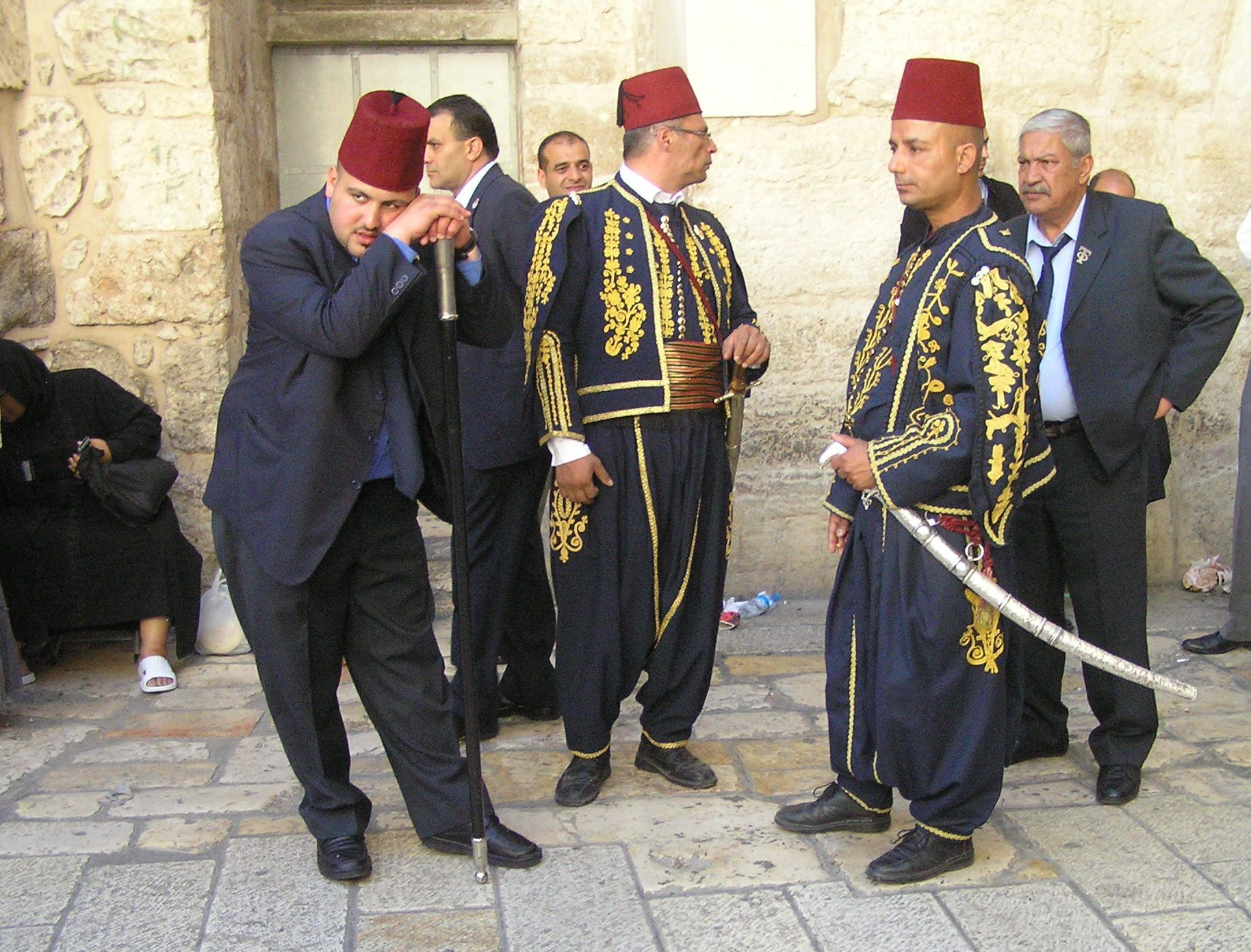
حراس البطريرك المسلمون (القواسة) بالزي الاحتفالي في باحة كنيسة القيامة.

تتسم العلاقات بين المسيحيين والمسلمين في فلسطين بالإيجابية والتعايش عموماً، ومن مظاهر التعايش احتفاظ عائلة جودة المقدسية المسلمة بمفتاح كنيسة القيامة، أما عائلة نسيبة المقدسية المسلمة، فيقع على عاتقها مهمة فتح أبواب الكنيسة وإغلاقها. تضاءلت المجتمعات المسيحية في السلطة الفلسطينية وقطاع غزة بشكل كبير خلال العقدين الماضيين بسبب الهجرة المسيحية واسعة النطاق، وتناقش أسباب الهجرة المسيحية الجماعية الفلسطينية على نطاق واسع. وفقًا لإستطلاع الذي أجراهُ المركز الفلسطيني للبحوث والحوار الثقافي في المدينة في عام 2006 تبيّن أن 90% من المسيحيين قالوا أن لديهم أصدقاء مسلمين، ووافق 73.3% منهم على أن السلطة الوطنية الفلسطينية تُعامل التراث المسيحي في مدينة بيت لحم باحترام ونسبة 78% منهم عزت سبب هجرة المسيحيين إلى القيود الإسرائيلية التي تفرُضها على السفر.
وفقاً لدراسة عن الهجرة المسيحية الفلسطينية قام بها المركز الفلسطيني للبحوث السياسية والمسحية عام 2020 قال حوالي 66% من المستبينين أنهم يعيشون في منطقة ذات أغلبيَّة مسيحيَّة في حين قال 11% فقط أنهم يعيشون في منطقة ذات أغلبية مسلمة. وقال حوالي 24% أنهم يعيشون في مناطق مختلطة (مسيحية وإسلامية بالتساوي). عندما طُلب منهم تقييم العلاقة مع الجيران المسلمون الذين يعيشون بالقرب من منازلهم، قال حوالي 65% أنَّ العلاقة ممتازة أو عادية بينما وصف حوالي 10% العلاقة بأنها «متوسطة» أو سيئة وقال 25% أنَّه ليس لديهم جيران مسلمون. وعندما سئلوا عما إذا كانوا سيقبلون في مُسلم كجار لهم، قال 14% إنهم لن يقبلوا بذلك بينما قال 47% أنهم سيقبلون بشدة مثل هؤلاء الجيران؛ في حين قال 39% أنه لا فرق عندهم إذا كان جيرانهم مسلمين. وعلى الرغم من أنَّ 36% يفكرون في الهجرة، الأ أنَّ 70% من المسيحيين يقولون بأنهم «مندمجون بشكل كامل» في المجتمع الفلسطيني، بالمقابل قال 30% لا يشعرون بذلك. وعلى الرغم من أن الغالبية العظمى من المسيحيين الفلسطينيين يُشيرون إلى أنهم لا يواجهون أي إزعاج أو مضايقات من جيرانهم المسلمين، أو في المدارس وأماكن العمل، تظهر النتائج أنَّ ما بين الخمس والربع يشكون من سماع الشتائم أو لاتهامات بالكفر.
بحسب مسح لمركز بيو للأبحاث نُشر عام 2013 يقول 16% من المسلمين الفلسطينيين إنهم يعرفون بعضًا أو كثيرًا عن المعتقدات المسيحية، ويقول حوالي 39% من المسلمين الفلسطينيين أنَّ المسيحية تختلف كثيراً عن الإسلام، بالمقارنة مع 42% منهم يقولون أنَّ للمسيحية الكثير من القواسم المشتركة مع الإسلام. وترتفع نسبة من يقولون أنَّ للمسيحية الكثير من القواسم المشتركة مع الإسلام (54%) بين المسلمين الفلسطينيين الذين يقولون إنهم يعرفون بعضًا أو كثيرًا عن المعتقدات المسيحية. ويقول حوالي 5% من المسلمين الفلسطينيين أنهم سيكونون مرتاحين بحالة زواج ابنتهم من مسيحي، بالمقارنة مع 14% بحالة زواج ابنهم من مسيحيَّة. وقال 8% المسلمين الفلسطينيين أنهم يشاركون في اجتماعات دينيَّة منظمة مع المسيحيين.
بشكل عام العلاقات بين المسيحيين والمسلمين في فلسطين جيدة وهناك تعايش سلمي، على الرغم من حدوث اعتداءات ذات طابع طائفي في السنوات الأخيرة. بعد تعليقات البابا بندكت السادس عشر على الإسلام في سبتمبر عام 2006، تعرضت خمس كنائس غير تابعة للكنيسة الكاثوليكية أو البابا - من بينها كنيسة أنجليكانية وأرثوذكسية - للحرق بالقنابل الحارقة وإطلاق النار عليها في الضفة الغربية وغزة. وأعلنت جماعة إسلامية متطرفة تُدعى «أسود التوحيد» مسؤوليتها. وأدان رئيس الوزراء الفلسطيني السابق وزعيم حماس الحالي إسماعيل هنية الهجمات وزاد من تواجد الشرطة في بيت لحم التي تضم طائفة مسيحية كبيرة. وفرضت أسلمة قطاع غزة ضغوطًا متزايدة على الأقلية المسيحية الصغيرة فيها، وفي عام 2007 تعرض رامي خضر عياد، صاحب المكتبة المسيحية الوحيدة في غزة، للاختطاف والضرب والقتل.

### العلاقة مع السامريون

صورة تاريخية لبئر يعقوب حيث حدثت بحسب التقاليد المسيحية قصة المسيح والمرأة السامرية.

الطائفة السامريَّة هي مجموعة عرقية دينية تنتسب إلى بني إسرائيل وتختلف عن اليهود إذ يتبعون الديانة السامرية المناقضة لليهودية، ويُقدر عدد أفرادها بحوالي 820 شخصاً موزعين بين قرية لوزة في نابلس ومنطقة حولون بالقرب من تل أبيب. ويظهر السامريون في الأناجيل المسيحية، وعلى الأخص في قصة المسيح والمرأة السامرية ومثل السامري الصالح.
يعتبر بداية العصر البيزنطي المسيحي بمثابة العصر الذهبي للطائفة السامرية، لكن خلال القرنين الخامس والسادس أطلق السامريون ثورات في مقاطعة فلسطين الأولى البيزنطية، حيث أدّى نزاع بين سكان المدينة من السامريين والمسيحيين إلى بروز عدد من الانتفاضات السامرية ضد الحكم البيزنطي. تميزت الثورات بالعنف الشديد من كلا الجانبين، وقد أدى قمعها على أيدي البيزنطيين وحلفائهم الغساسنة المسيحيين إلى إنخفاض عدد السكان السامريين بشدة حيث أعتنق الكثير من السامريين الديانة المسيحية. في عام 1020 تعرض كل من السامريين والمسيحيين واليهود للإضطهاد الشديد من الخليفة الحاكم بأمر الله الفاطمي. أثناء الحملات الصليبية، كان السامريون، مثل السكان المسيحيين غير اللاتينيين في مملكة بيت المقدس، مواطنين من الدرجة الثانية، لكن تم التسامح معهم وربما تم تفضيلهم لأنهم كانوا مُطعين وقد ورد ذكرهم بشكل إيجابي في العهد الجديد المسيحي. كما سمح لهم ببناء معبد جديد لهم في عام 1130.
مع نشأة دولة إسرائيل في عام 1948 كانت علاقات السامريين مع اليهود الإسرائيليين والفلسطينيين المسلمين والمسيحيين في المناطق المجاورة مختلطة، عموماً علاقة السامريين في نابلس تتسم بالتعايش مع كل من المسلمين والمسيحيين في نابلس. ويسكن معظم المسيحيين في ضاحية رفيديا بالقسم الغربي من مدينة نابلس، في حين يسكن أغلب السامريين في قرية لوزة بجنوب شرق نابلس.

## الثقافة

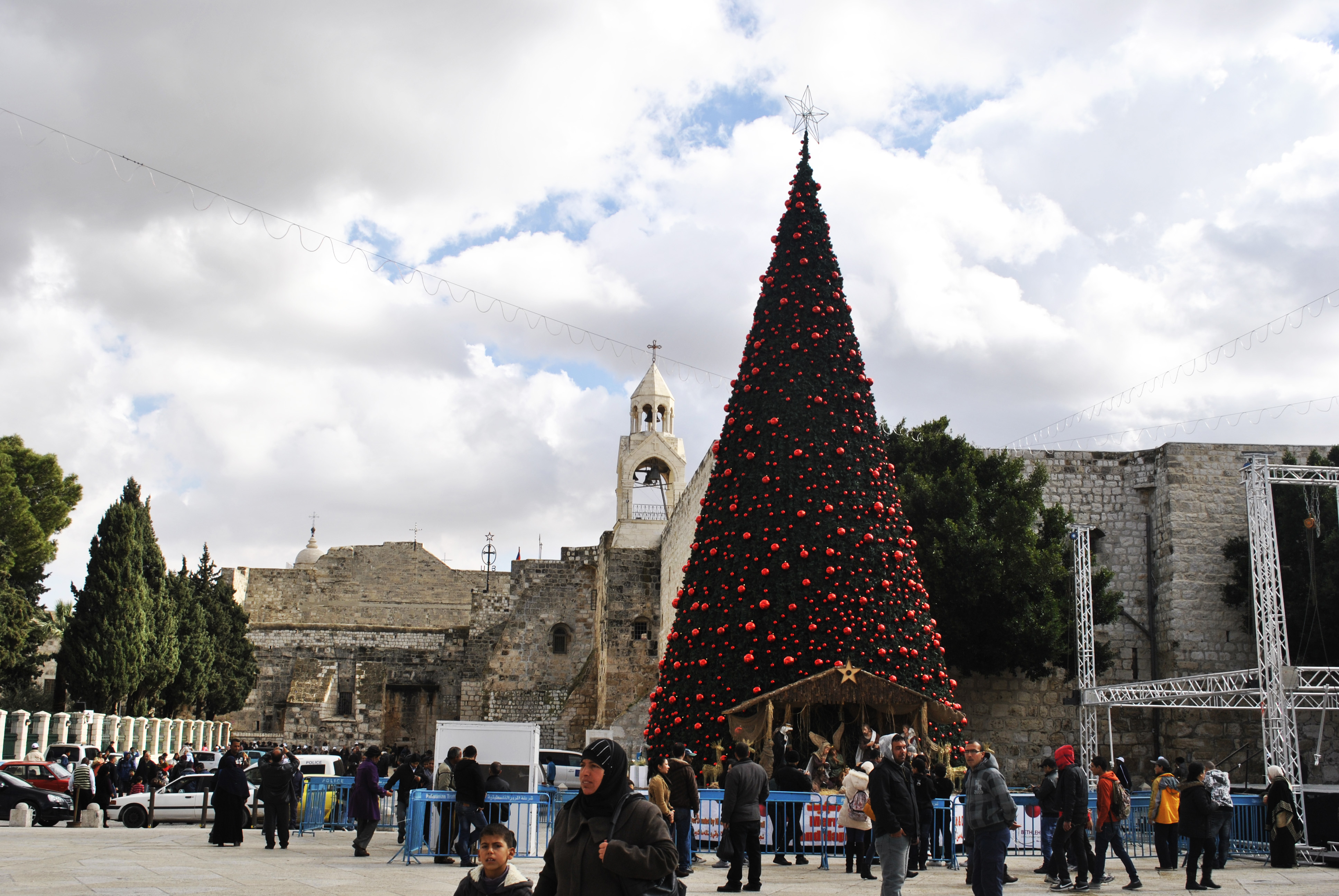
كنيسة المهد هي أول موقع فلسطيني يدرج ضمن قائمة مواقع التراث العالمي.

لا توجد اختلافات ثقافيّة كبرى بين المسيحيين العرب والمحيط الفلسطيني العام. بعض الاختلافات تنشأ من الفروق الدينية؛ ففي المناسبات الاجتماعية التي يكون المشاركون فيها من المسيحيين غالبًا ما تقدم مشروبات كحولية على خلاف ما هو سائد لدى أغلب المجتمعات العربيّة لكون الشريعة الإسلامية تحرّم مثل هذه المشروبات. المسيحيون الفلسطينيون، يختنون ذكورهم في الغالب كالمسلمين واليهود رغم أن شريعة الختان قد أسقطت في العهد الجديد أي أن مختلف الكنائس لا تلزم أتباعها بها. يجيد المسيحيون في إسرائيل التحدث بطلاقة لثلاثة لغات اللغة العربية، اللغة العبرية واللغة الإنجليزية. بالمقابل يجيد المسيحيون في الأراضي الفلسطينية التحدث بطلاقة لثلاثة لغات اللغة العربية واللغة الإنجليزية ولغات مثل اللغة الفرنسية.

### الأعياد

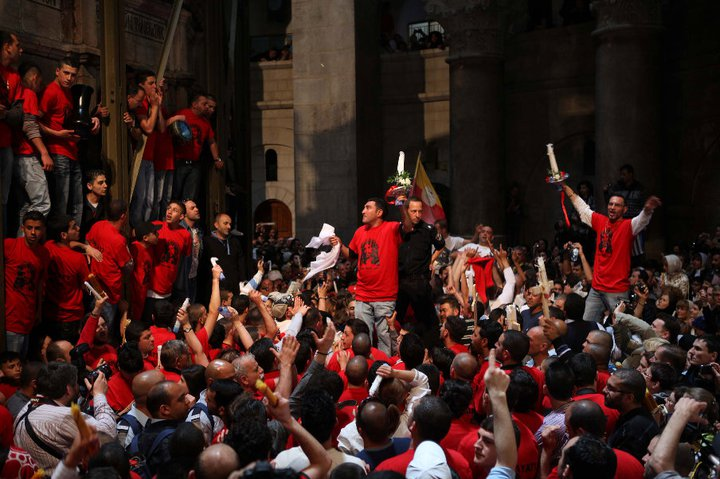
تقليد زفة سبت النور، كنيسة القيامة، القدس.

يحتفل المسيحيون بعيد الميلاد وفقاً للتقويمين الغريغوري واليولياني، قتتبع الكنائس الأرثوذكسية الشرقية والمشرقية تقويم 7 يناير والكنيسة الكاثوليكية والبروتستانت تقويم 25 ديسمبر، في حين تحتفل الكنيسة الأرمنية في القدس بعيد الميلاد يوم 19 يناير حيث تقوم بجمع بين عيدي الغطاس والميلاد على التقويم اليولياني. يرتبط عيد الميلاد باجتماعات عائلية واحتفالات اجتماعية أبرزها وضع زينة الميلاد ممثلة بالشجرة، وغالبًا ما يوضع تحتها أو بقربها «مغارة الميلاد» حيث توضع مجسمات تمثّل حدث الميلاد أبرزها يسوع طفلاً وأمه ويوسف النجار إلى جانب رعاة والمجوس الثلاثة، هذه العادة وفدت من الغرب، إلا أنها باتت جزءًا من تقاليد الميلاد العامة، تمامًا كتوزيع الهدايا على الأطفال والتي ترتبط بالشخصية الرمزية بابا نويل. تقام طقوس عيد الميلاد في بيت لحم وتحديداً في كنيسة المهد تتخللها مواكب عيد الميلاد التي تمرُّ معظمها عبر الساحة الخارجية للكنيسة، ويحضر القداس تقليديًا الرئيس الفلسطيني. العيد القريب من عيد الميلاد هو عيد رأس السنة الذي يقام ليلة 31 ديسمبر. تقام عادة احتفالات عائلية في ليلة عيد الميلاد وليلة رأس السنة، ويقام سنويًا في بيت لحم والناصرة مهرجان سوق عيد الميلاد ويستمر على مدار عدة أيام يتخلله برامج ترفيهية، وقد حظي في السنوات الأخيرة بمشاركة شعبية من كافة الطوائف. أما عيد الفصح ويسبقه أسبوع الآلام، فبدوره مرتبط بموت المسيح وقيامته حسب المعتقدات المسيحية، ويقام في القدس خلال الجمعة العظيمة تطواف درب الصليب، وفي سبت النور يقام التقليد الشعبي فيض النور. هناك أعياد أخرى أقل أهمية، وبعضها ترتبط أهميته بمناطق بعينها، فمثلاً يكتسب عيد مار إلياس طابعًا خاصًا في حيفا، وفي شفا عمرو تقام احتفالات بارزة يتخللها إشعال النار يوم عيد الصليب. ويعد عيد القديس جرجس في اللد ويافا والأراضي الفلسطينية عيداً شعبياً وعائليا كما ويشارك العديد من المسلمين الفلسطينيين بالاحتفال بالعيد. في الناصرة يحتفل بشكل شعبي في 15 أغسطس بعيد انتقال العذراء حيث تقام تطوافات دينية وموائد عائلية، في حين يحتفل بعيد البربارة على نطاق واسع بين المسيحيين. ويُسلق القمح والذرة التي تقدم مع السكر والرمان أو إضافات تحلية أخرى، وتعرف باسم «البربارة» وهي طبق تقليدي لهذا اليوم يقدم كنوع من التحلية وليس طعاماً. فضلًا عن ذلك يقوم المسيحيون الفلسطينيون بالاحتفال بعيد سيدة فلسطين حيث يقوم مئات المسيحيين سنوياً، في الأحد الأخير من شهر أكتوبر، بالحج إلى المزار المريمي في دير رافات للاحتفال بعيد سيدة فلسطين.

### الأدب الديني
نشأ الأدب العربي المسيحي في أديرة فلسطين ومنه انتقل إلى سوريا ومصر والعراق. من أعلامه أبو اسحق الصابي وإبراهيم الطبراني وسليمان الغزي الذي ألّف مجموعة شعرية ودافع فيها عن الدين المسيحي، وإسطفان الرملاوي الذي ترجم الإنجيل إلى اللغة العربية وثيودور أبو قرة الذي نقل اللاهوت المسيحي إلى العربية في أواخر القرن الثامن وكان قبلها مقتصرًا على اللغة اليونانية والسريانية. نقل الكثير من مخطوطات الأدب العربي المسيحي إلى مكتبات أوروبا مع أنه هناك جزء كبير لا بأس به محفوظ في أديرة سيناء وفلسطين وسوريا. مؤخرًا بدأ الاهتمام بالأدب العربي المسيحي على يد الكاهن لويس شيخو والأب أنستاس ماري الكرملي وسمير خليل.

### الفلكلور

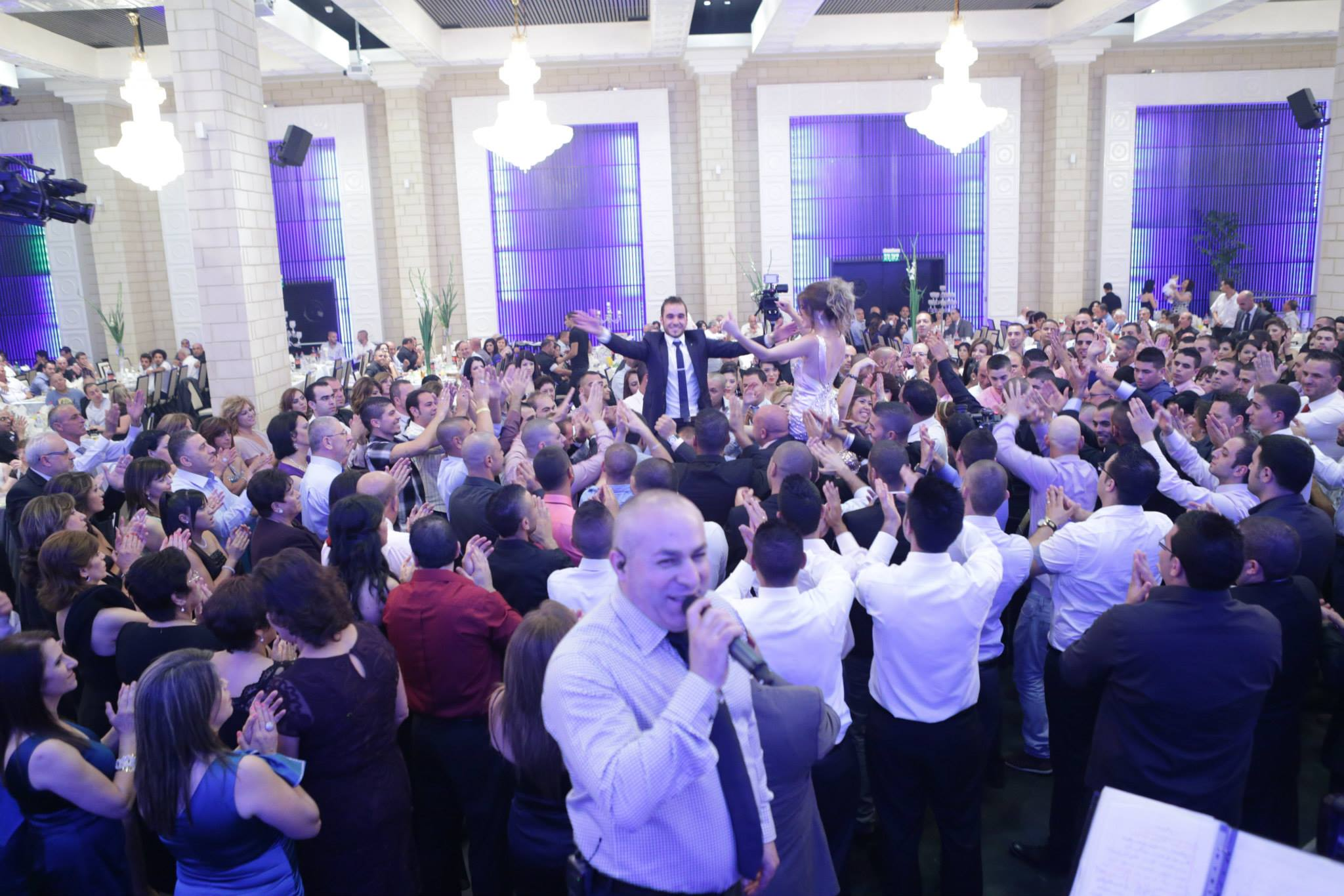
حفل زفاف مسيحي فلسطيني في الجليل.

شكّل الفلكلور الفلسطيني الصورة التي تعبر عن الثقافة المسيحية الفلسطينيَّة بما فيها الحكايات، الموسيقى، الرقص، الأساطير، التاريخ الشفوي، الأمثال، النكت، والمعتقدات الشعبية، العادات، والتقاليد التي تتألف منها (بما في التقاليد الشفوية) للثقافة الفلسطينية. ومثل عامة الفلسطينيين تشكل الدبكة المعلم الرئيسي في مجال فن الرقص الجماعي التقليدي في فلسطين والمنطقة بشكل عام.
تنظم البلدة المسيحيّة طيبة رام الله، والتي تتبع محافظة رام الله، سنويًا مهرجان البيرة والذي يحضره السكان المحليون والأجانب والزوار للاحتفاء بالجعة المحليّة الفلسطينيّة والمأكولات الشعبيّة. يحوي المهرجان عادةً العديد من الفعاليات من الرقص الفلكلوري والموسيقى الشعبيّة.
لا توجد اختلافات ثقافيّة كبرى بين المسيحيين العرب والمحيط الفلسطيني العام، ويتشارك المسيحيون الأدب الشعبي في فلسطين، الذي كان يقوم أساسًا على الزجل والأمثال الشعبية وسير الحكواتي. ترك الأدباء والمفكرون المسيحيون بصمتهم على الأدب بمفهومه الحديث، ويعود ذلك لمرحلة النهضة في القرن التاسع عشر، حيث انتشرت مدارس البعثات الأجنبية والوطنية وتأسست الجمعيات الأدبية التي شكلت أساس نهضة شعرية - أدبية في بلاد الشام ومصر على وجه الخصوص، أيضًا فقد كان للمغتربين المسيحيين الفلسطينيين في العالم الجديد دور بارز في النهضة من خلال ما عرف باسم «الأدب المهجري».
ترتبط التقاليد والطقوس الدينية والشعبية للزفاف الفلسطيني بالعادات والطقوس التي تمارسها العادات المسيحية والإسلامية؛ وإذا كانت العادات والتقاليد تختلف في المنحى الديني فإنها تلتقي في مجال التقاليد والعادات الشعبية التي تسبق مراسم الزفاف وتليها.

### المطبخ

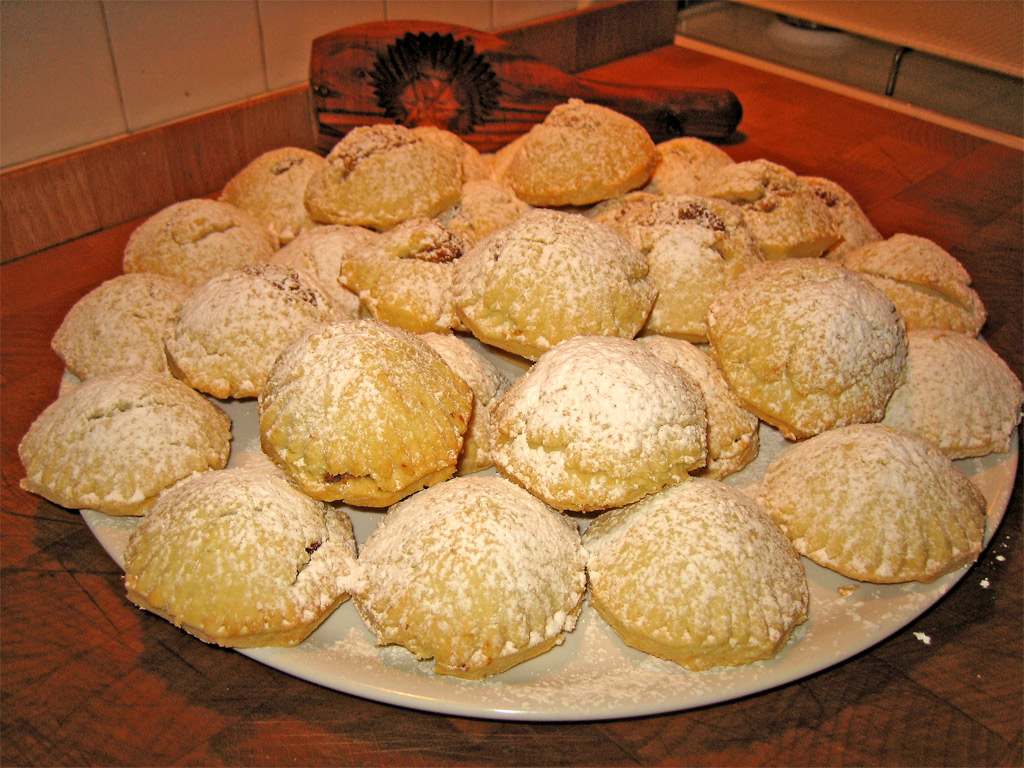
المعمول وهو من حلويات عيد الفصح التقليديَّة.

لا تُحرم الديانة المسيحية عموماً أي نوع من المأكولات أو المشروبات ولا توجد قيود عليها. بشكل عام، يتشابه المطبخ الفلسطيني المسيحي مع نمط الأطعمة والمأكولات التي تنتشر في المحيط في فلسطين التاريخية، ومنها الشاورما والشيش برك. وتعتبر الكبة، والورق دوالي، والكباب من أشهر المأكولات الفلسطينية عامة والمسيحية والتي تعتمد على اللحم بشكل أساسي. هناك المحاشي بأنواعها المختلفة تعتمد أيضاً على اللحم. أما الأطعمة التي لا تعتمد على اللحوم جزئيًا أو كليًا والتي تؤكل بشكل خاص في أيام الصوم الكبير، فهي بدورها تقدم عادةً ضمن الفطور، يمكن أن يذكر من ضمنها الفتة والفلافل والفول والحمص و[ال[بوريك]]، ولعلّ الفتوش والتبولة أشهر أنواع السلطات الفلسطينية المحلية. أثرَّت التقاليد المسيحية على المطبخ الفلسطيني من خلال المأكولات «الصيامي» الخالية من اللحوم والمنتجات الحيوانية، والمردود لطقوس الصيام عند المسيحيين في فلسطين. يستهلك كل من المسيحيين الفلسطينيين والفلسطينيين غير المتدينين والمسلمين غير الملتزمين المشروبات الكحوليَّة خصوصاً مشروب العرق. وعلى الرغم من أنه لا توجد لدى أغلبية الطوائف المسيحية موانع بأكل لحم الخنزير، الاّ أن أكل لحم الخنزير ليس شائعاً بين المسيحيين في الضفة الغربية، حيث لا توجد سوى مزرعة خنازير واحدة في الضفة الغربية، وتقع في بلدة بيت جالا.
أما الحلويات، فهي تقسم بين ما هو معروف باسم الحلو العربي كالكنافة، والمعمول. ويقوم المسيحيون الفلسطينيون في عيد الفصح بصناعة أطباق كعك عيد الفصح؛ ومنها كعك ومعمول العيد والتي تتضمن السميد الخشن والتمر. في التقاليد الفلسطينية يتم إعداد حلويات خاصة تسمى بالميغلي بمناسبة ولادة الأطفال الجدد، وللاحتفال بالحياة الجديدة. تُصنع المغلي من الأرز والسكر وخليط من التوابل، وتزين باللوز والصنوبر والجوز. في التقاليد المسيحية الفلسطينية تؤكل الميغلي عادًة خلال عيد الميلاد للاحتفال بولادة الطفل يسوع. خلال فترة الحداد تقوم العائلات المسيحية بتقديم كعكة معروفة باسم «خبز الرحمة»، وتقدم الكنيسة الأرثوذكسية الشرقية علبة خاصة مع القمح المطبوخ مغطاة بالسكر والحلوى بعد الجنازة.

## معرض صور

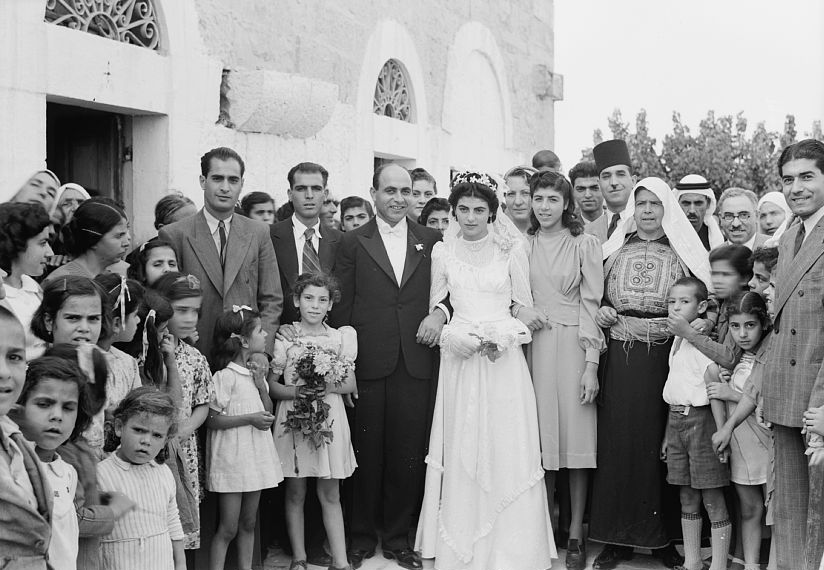
صورة تاريخية لزفاف مسيحي في بيت جالا عام 1940
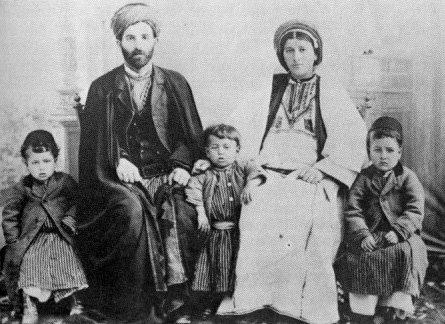
أسرة مسيحيّة من رام الله تعود إلى عام 1905
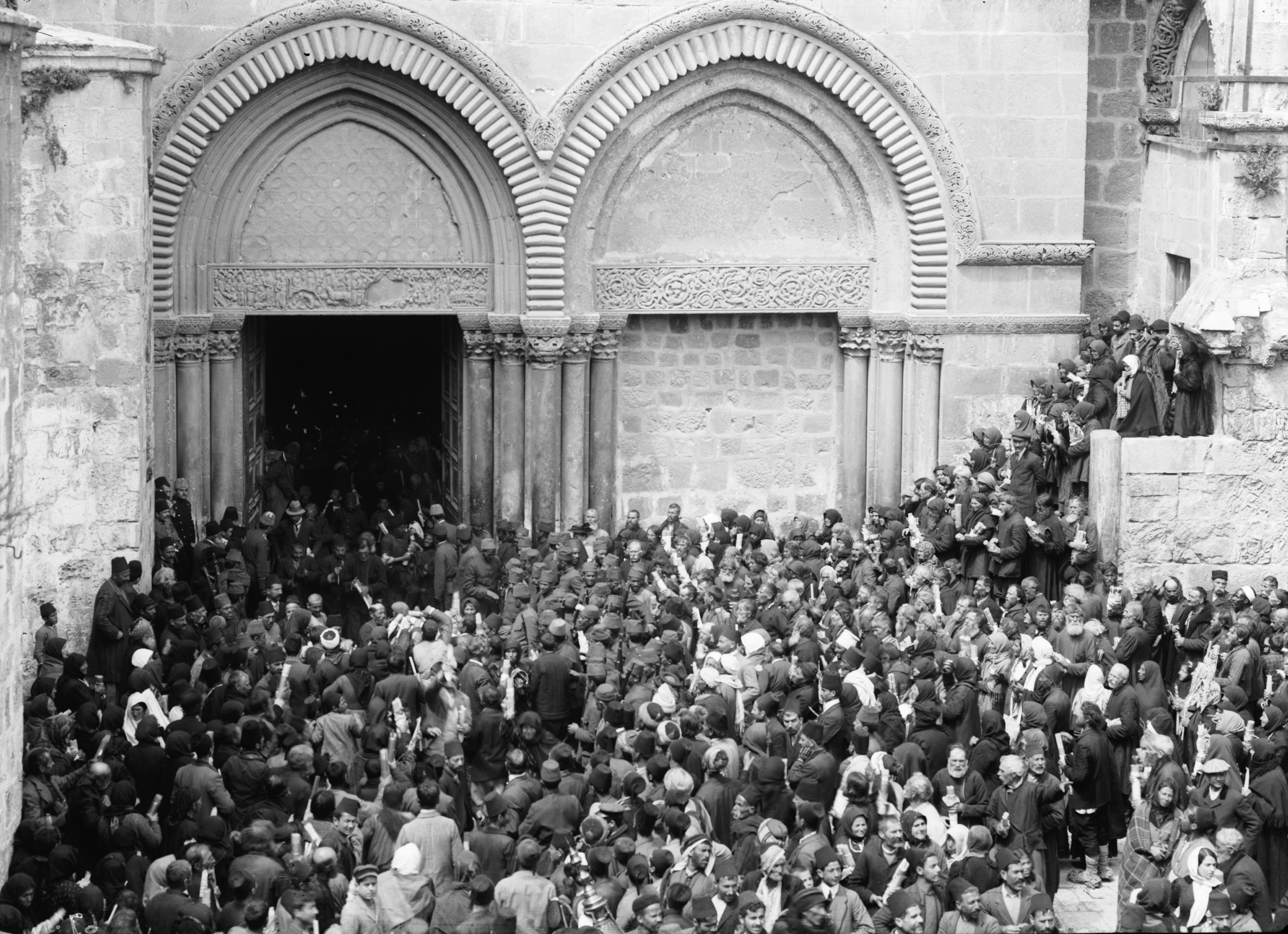
احتفالات سبت النور أمام كنيسة القيامة عام 1914
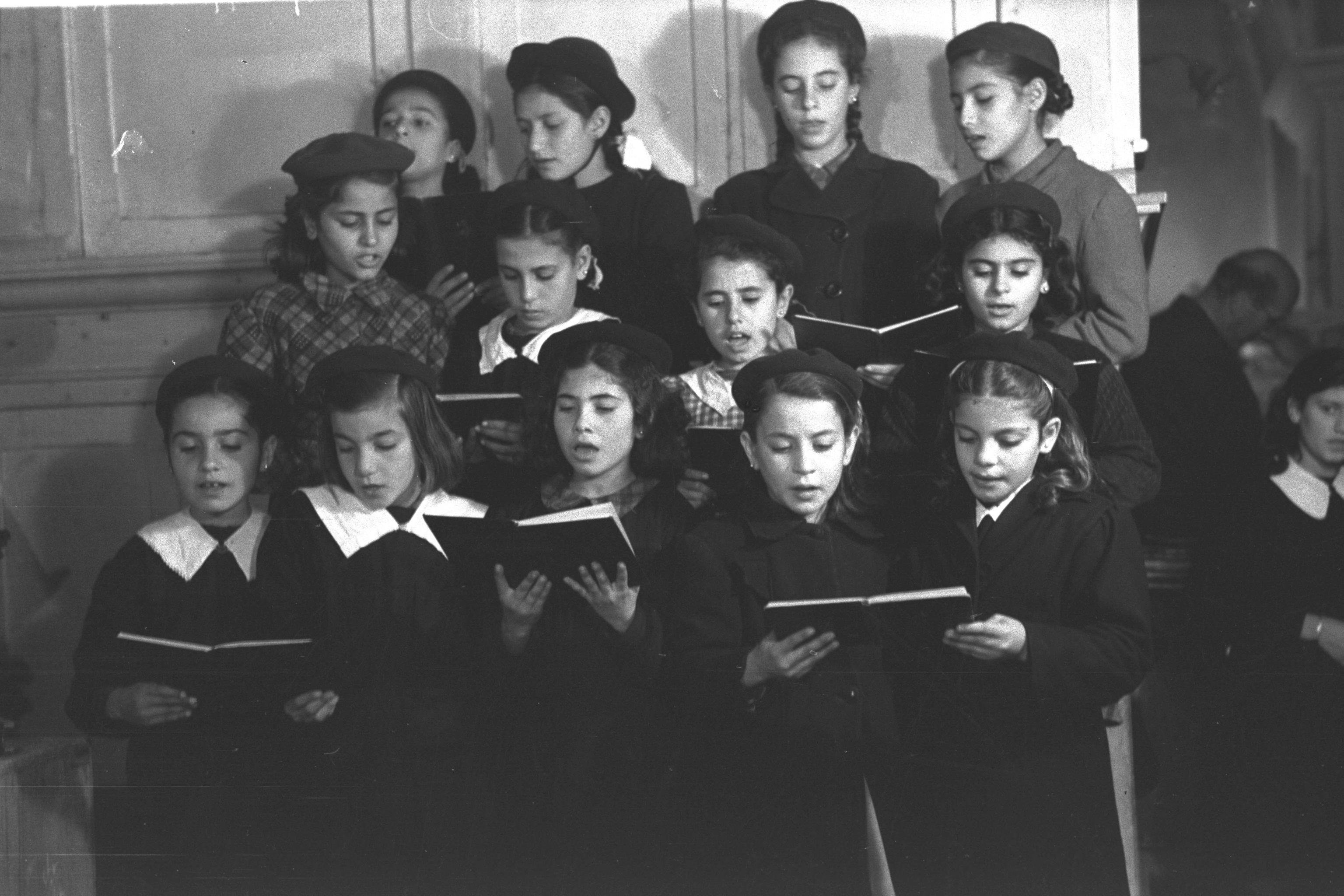
أطفال مسيحيون في عشية عيد الميلاد، الناصرة، عام 1948
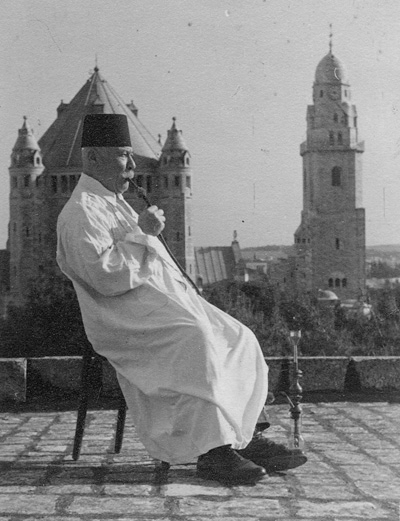
رجل دين أرمني يُدخن النَّارَجِيَلةُ في مدينة القدس
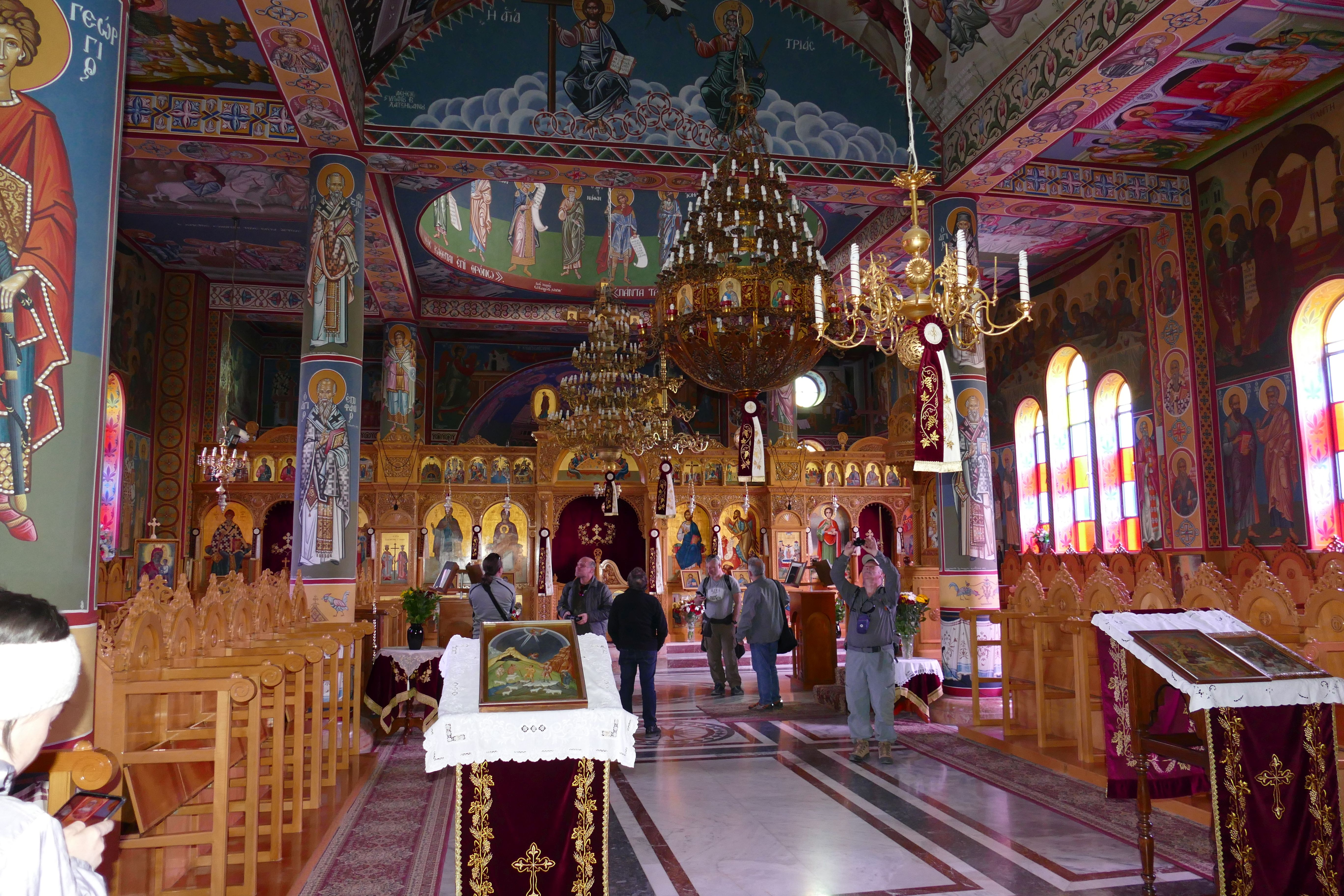
كنيسة الرعاة الأرثوذكسيّة في بيت ساحور
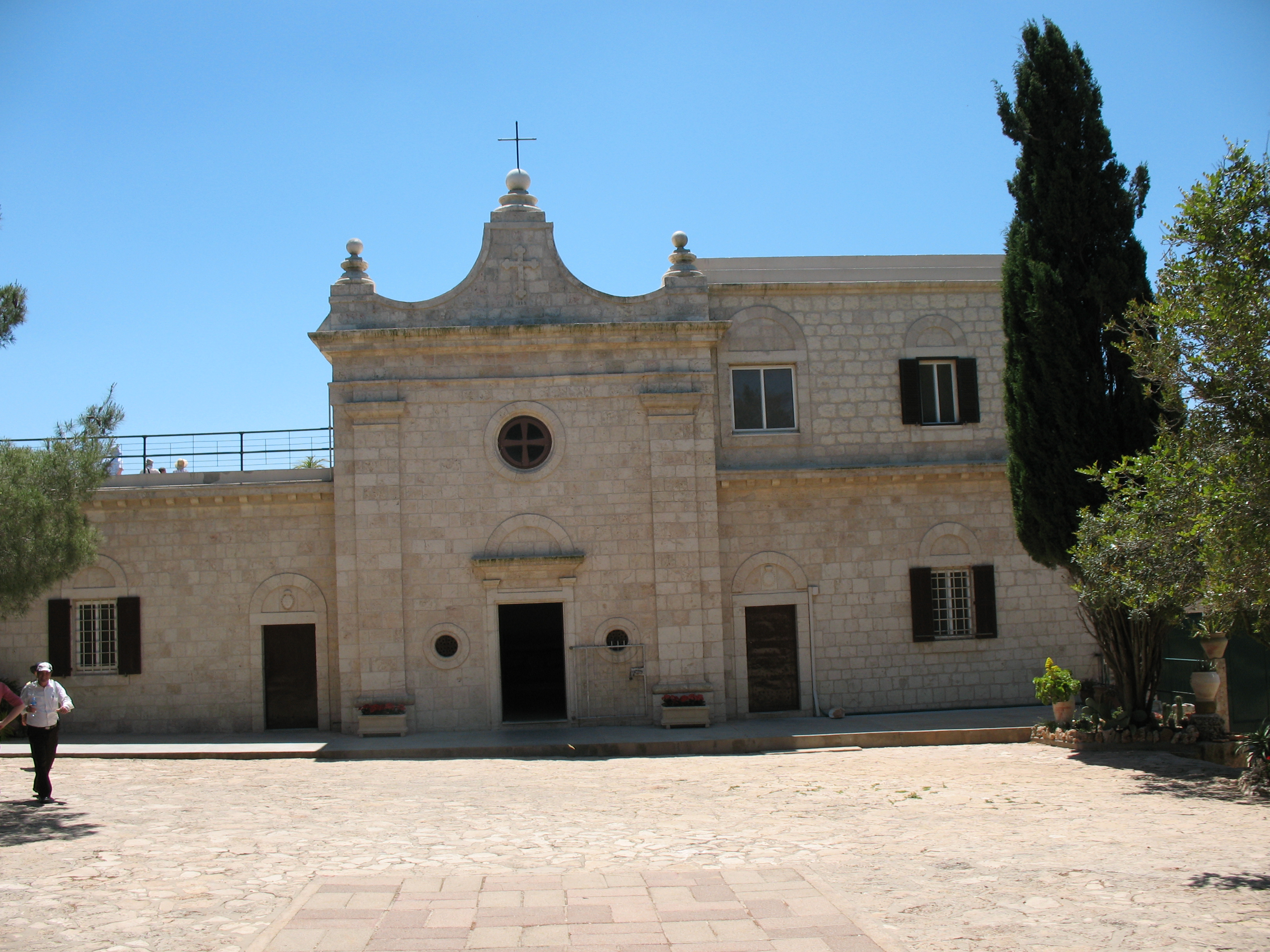
دير المحرقة الكرملي في دالية الكرمل
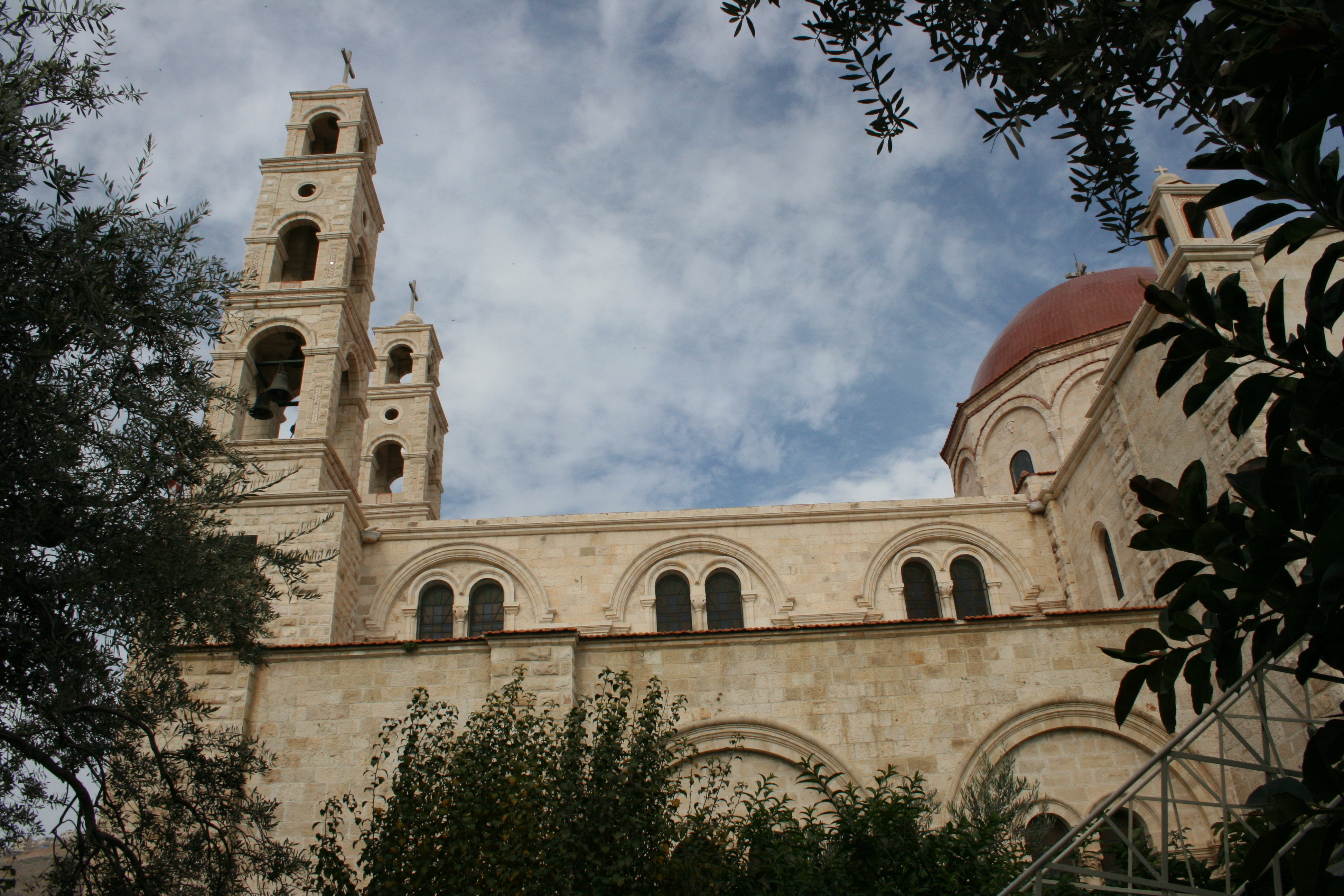
كنيسة بئر يعقوب في نابلس؛ وتضم المدينة على طائفة إسلاميّة ومسيحيّة وسامريّة
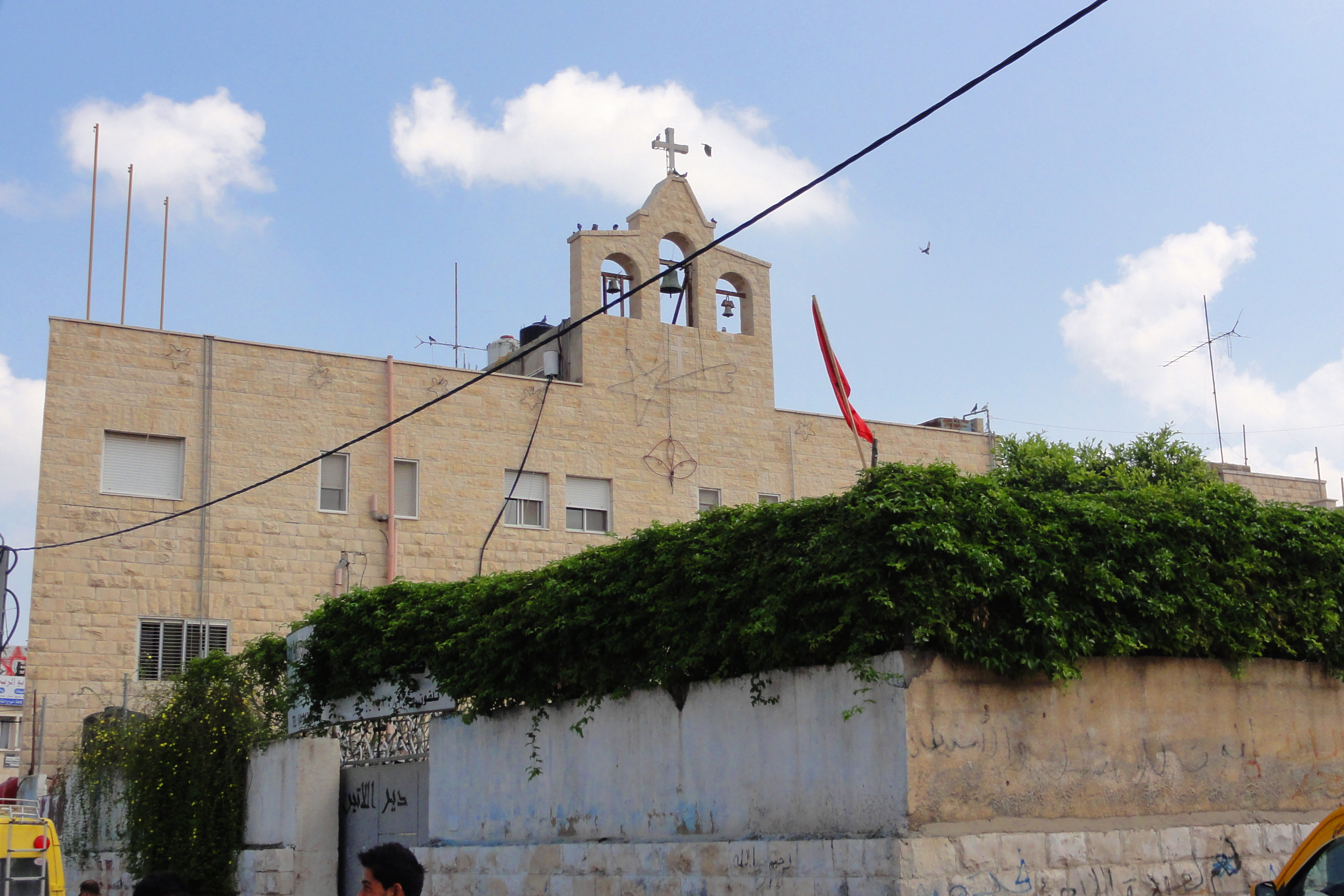
كنيسة الفادي للاتين في جنين
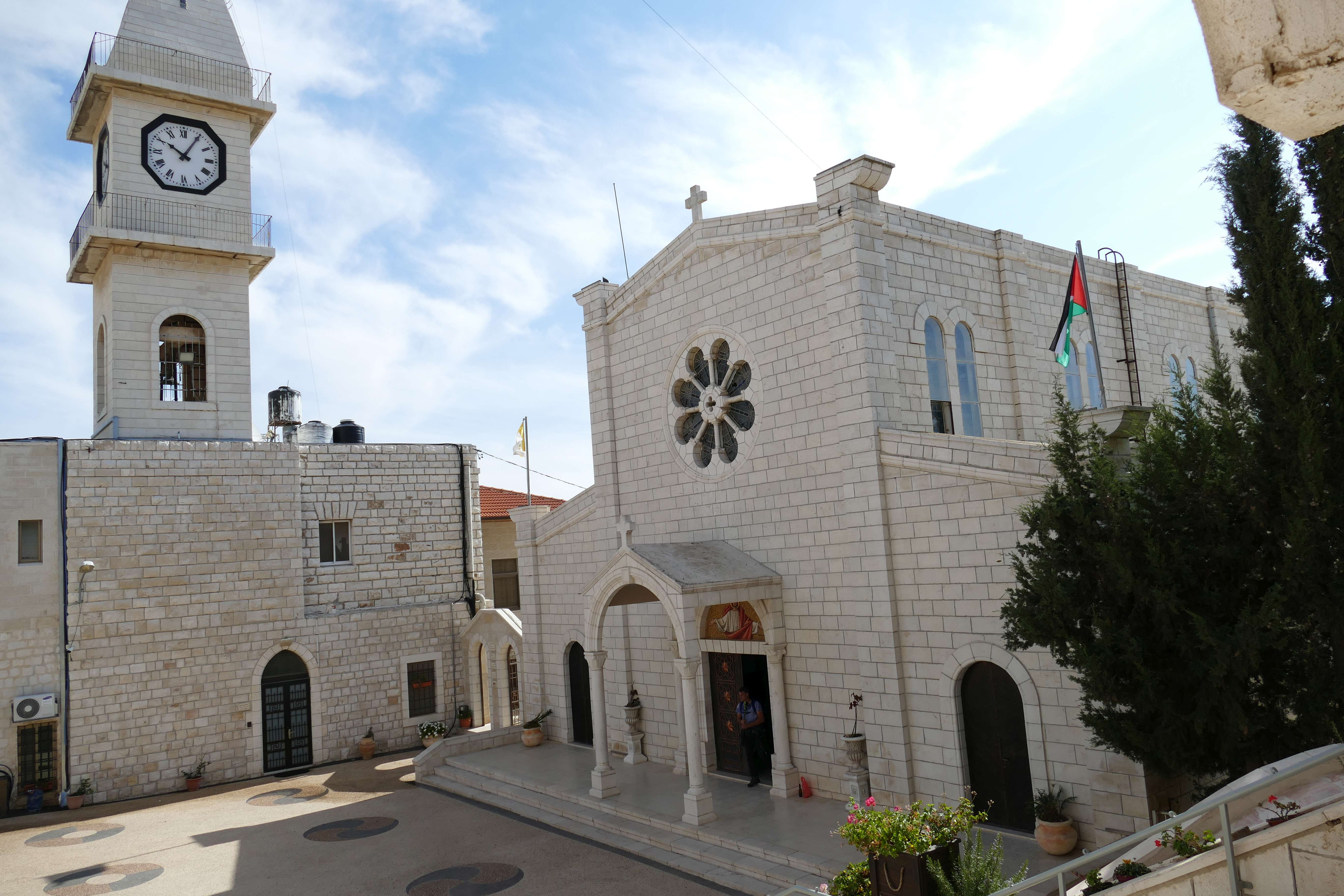
كنيسة المخلص في الطيبة
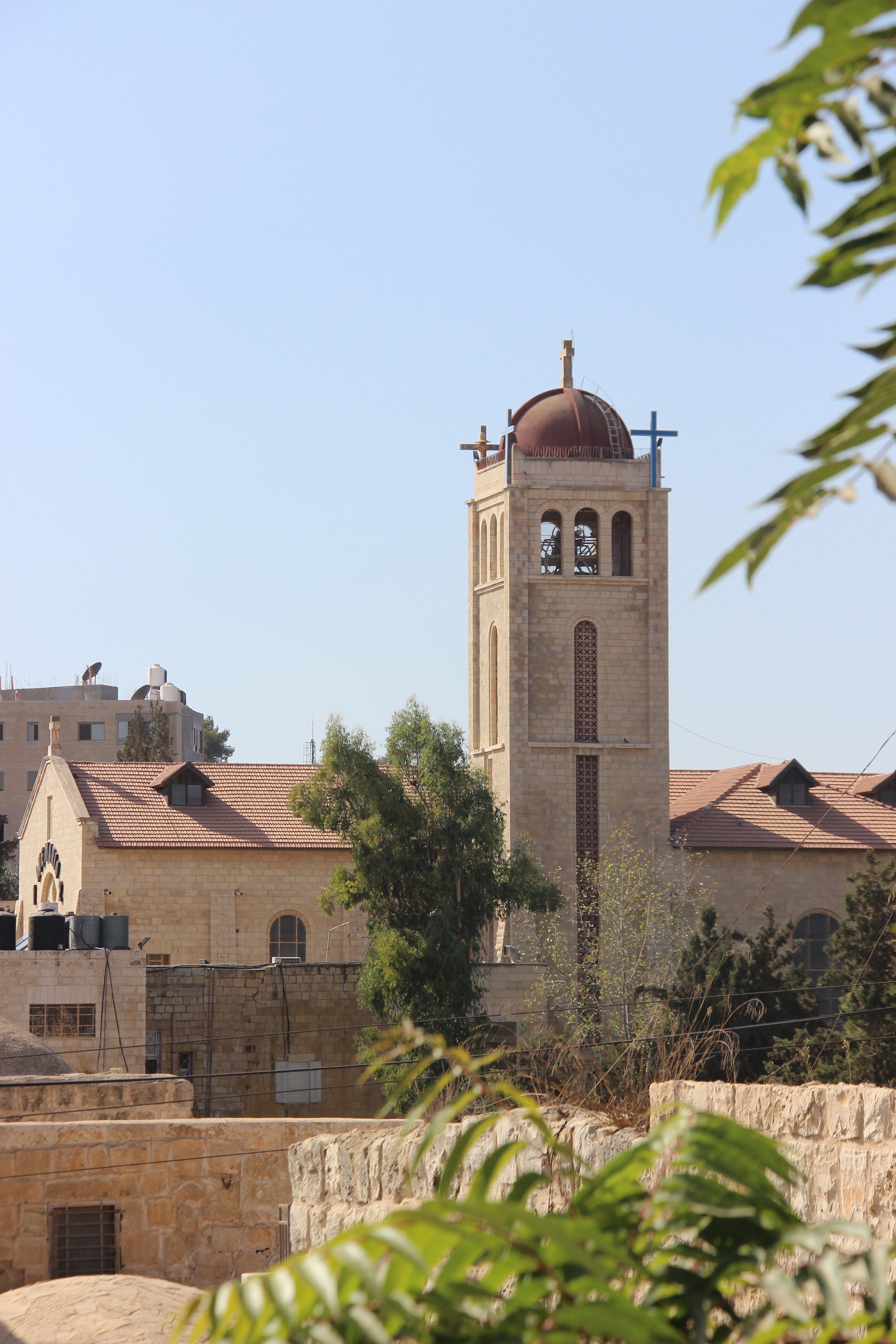
كنيسة سلطانة السلام في بيرزيت
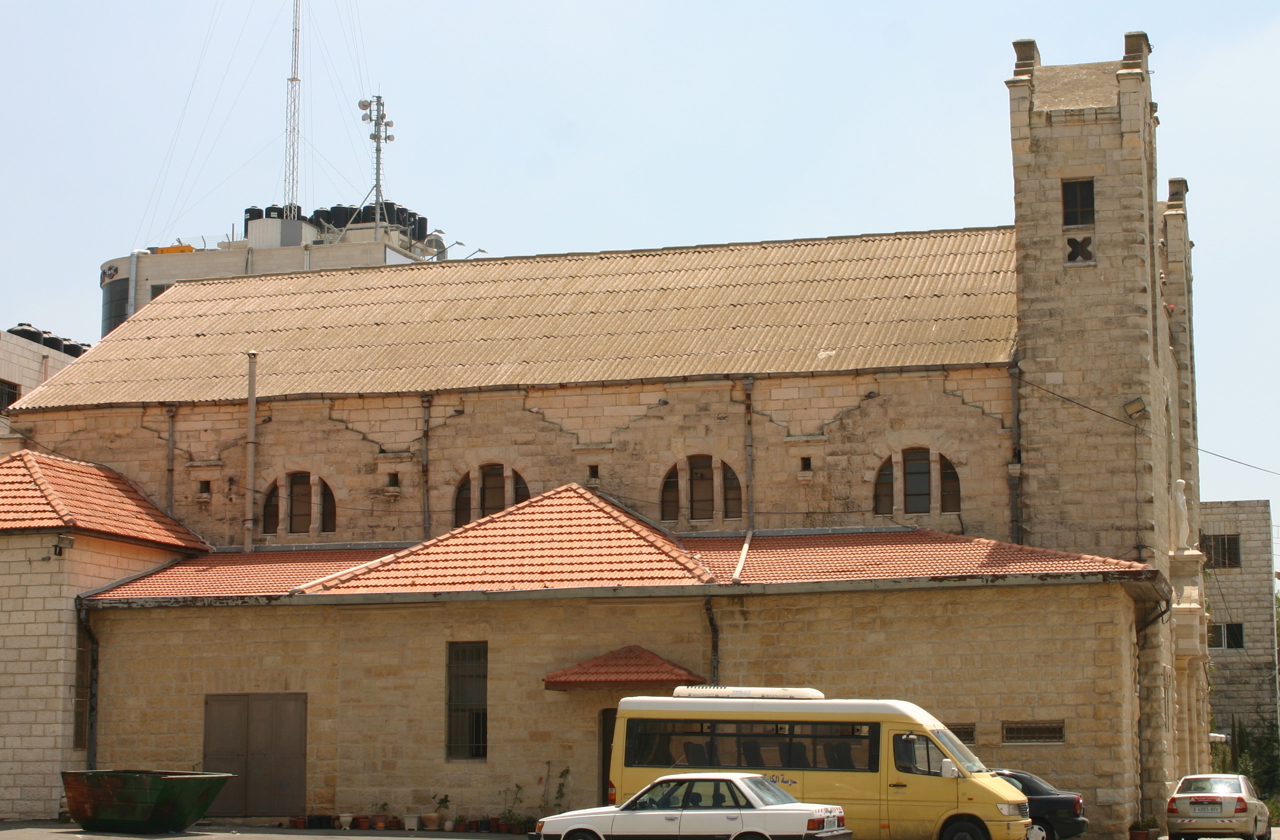
كنيسة العائلة المقدسة للاتين في رام الله
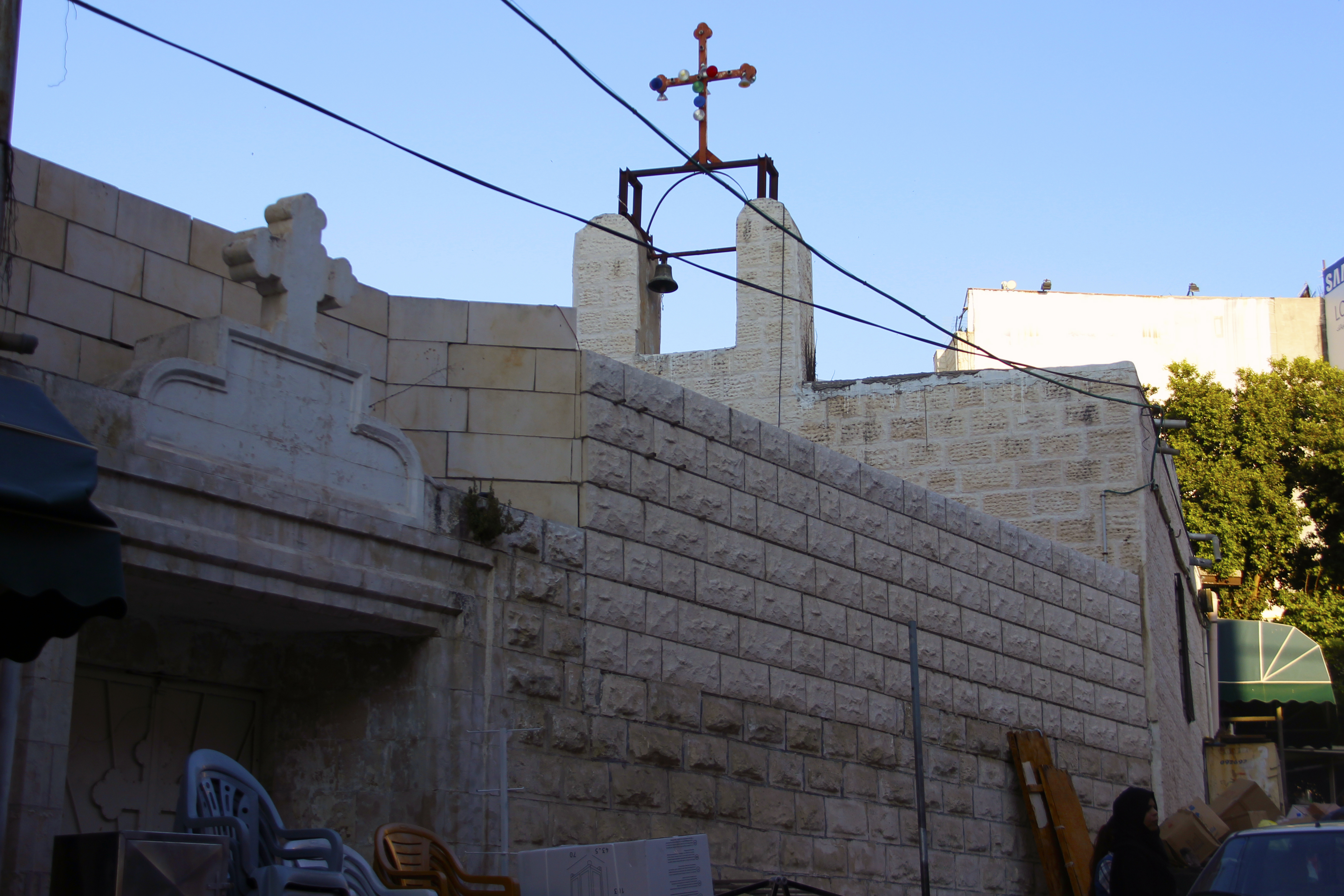
كنيسة القديس جرجس للروم الأرثوذكس في طولكرم
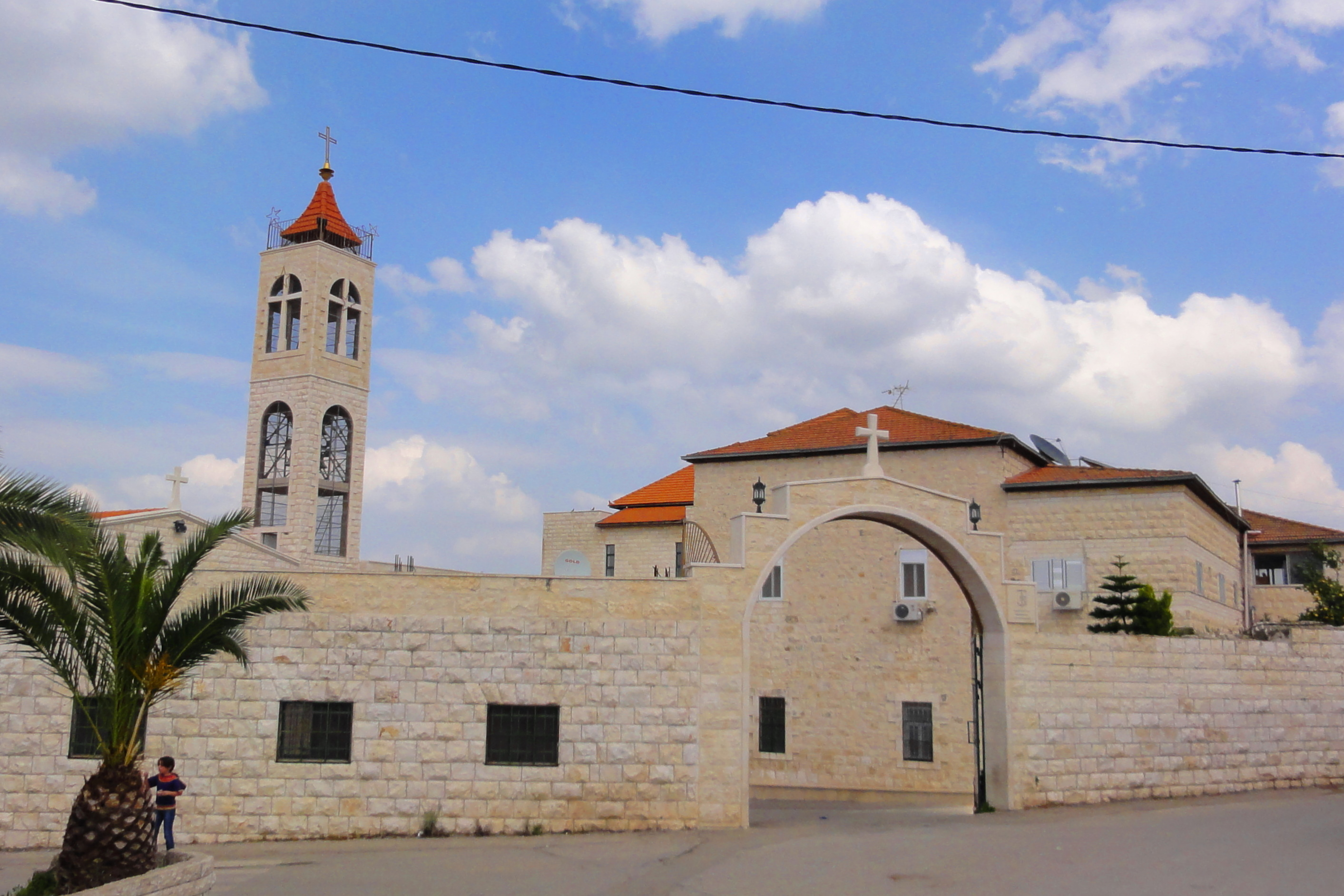
كنيسة سيدة الزيارة في الزبابدة
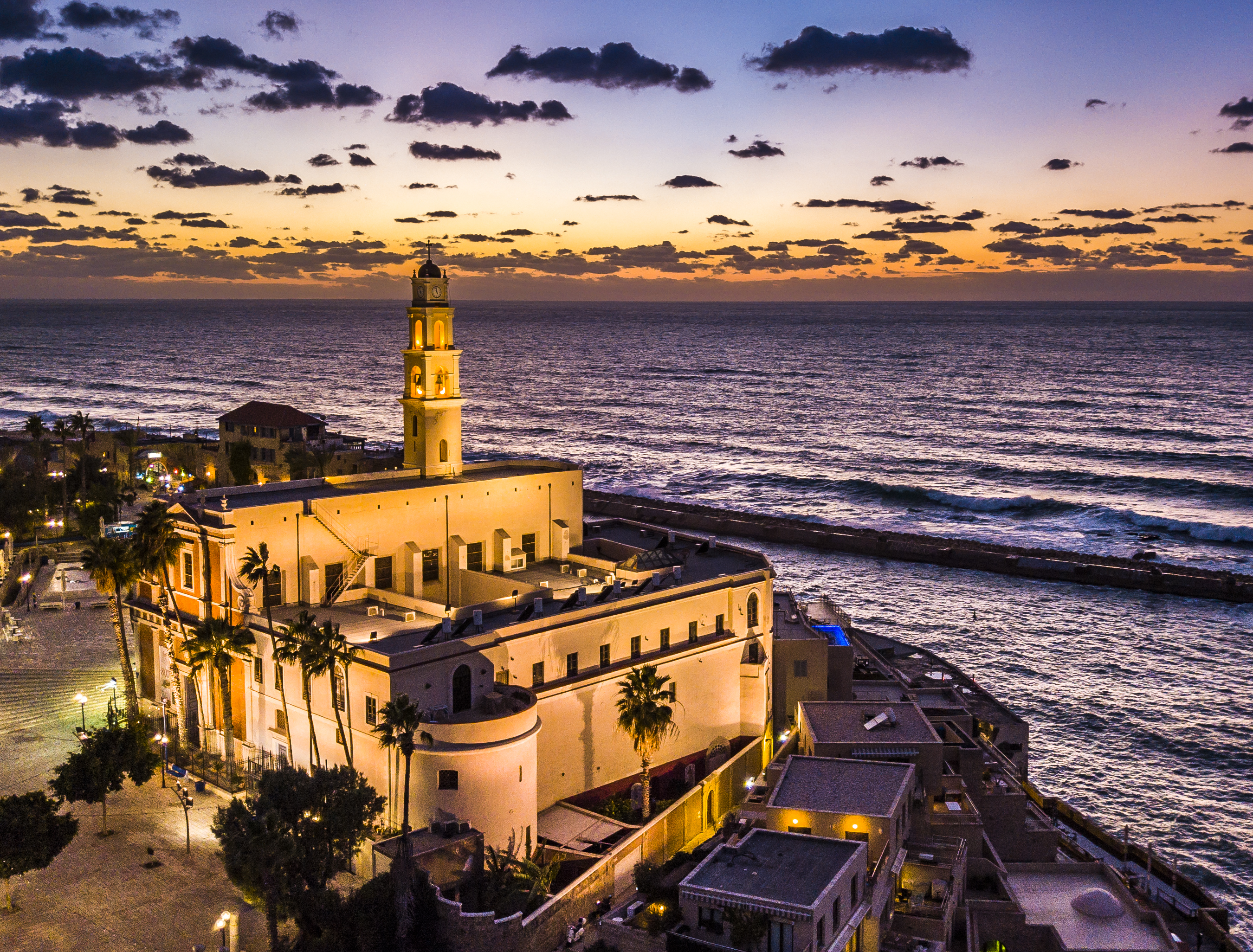
كنيسة القديس بطرس للاتين في يافا
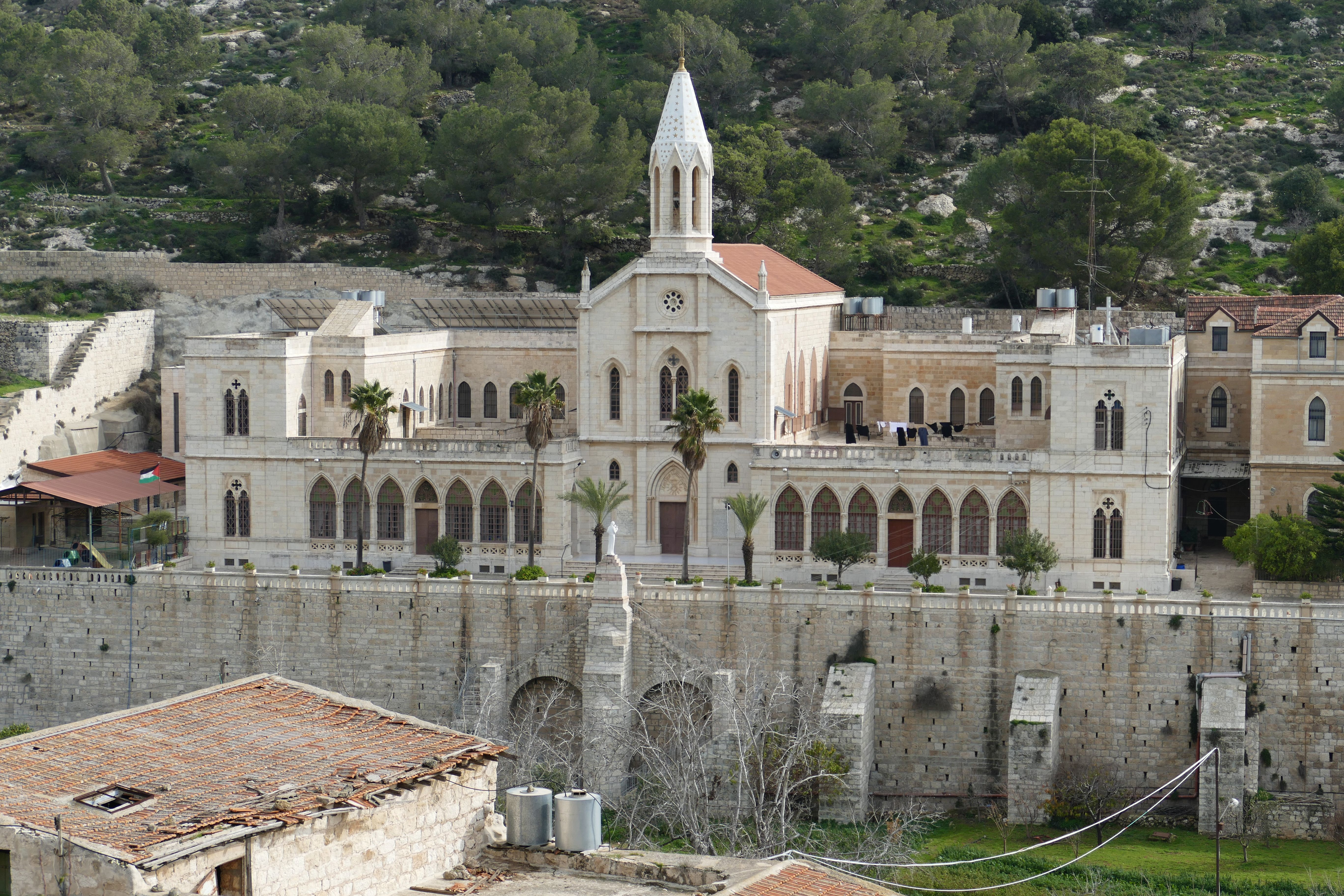
دير الجنة المقفلة في أرطاس
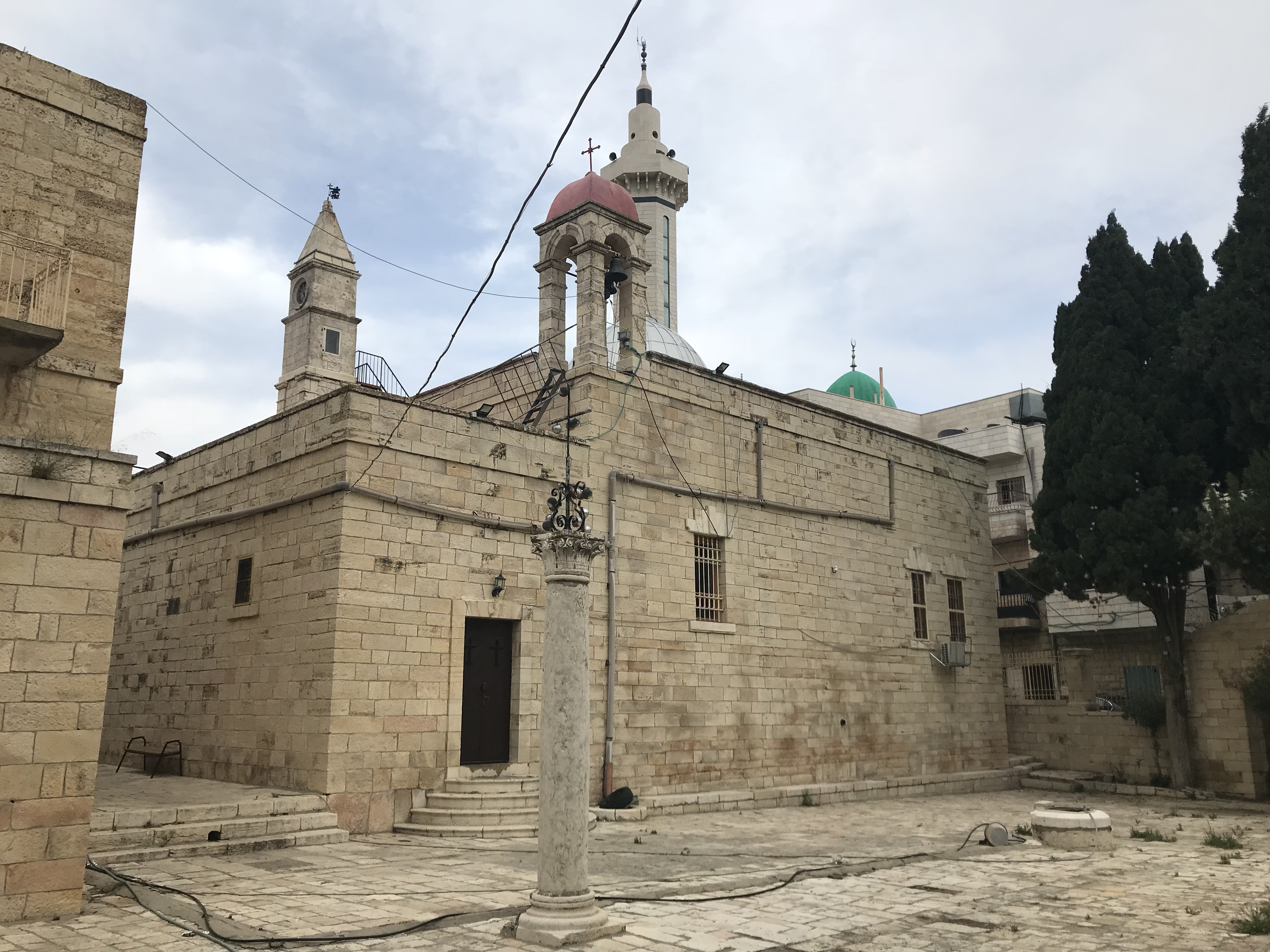
دير القديس جوارجيوس في الخضر
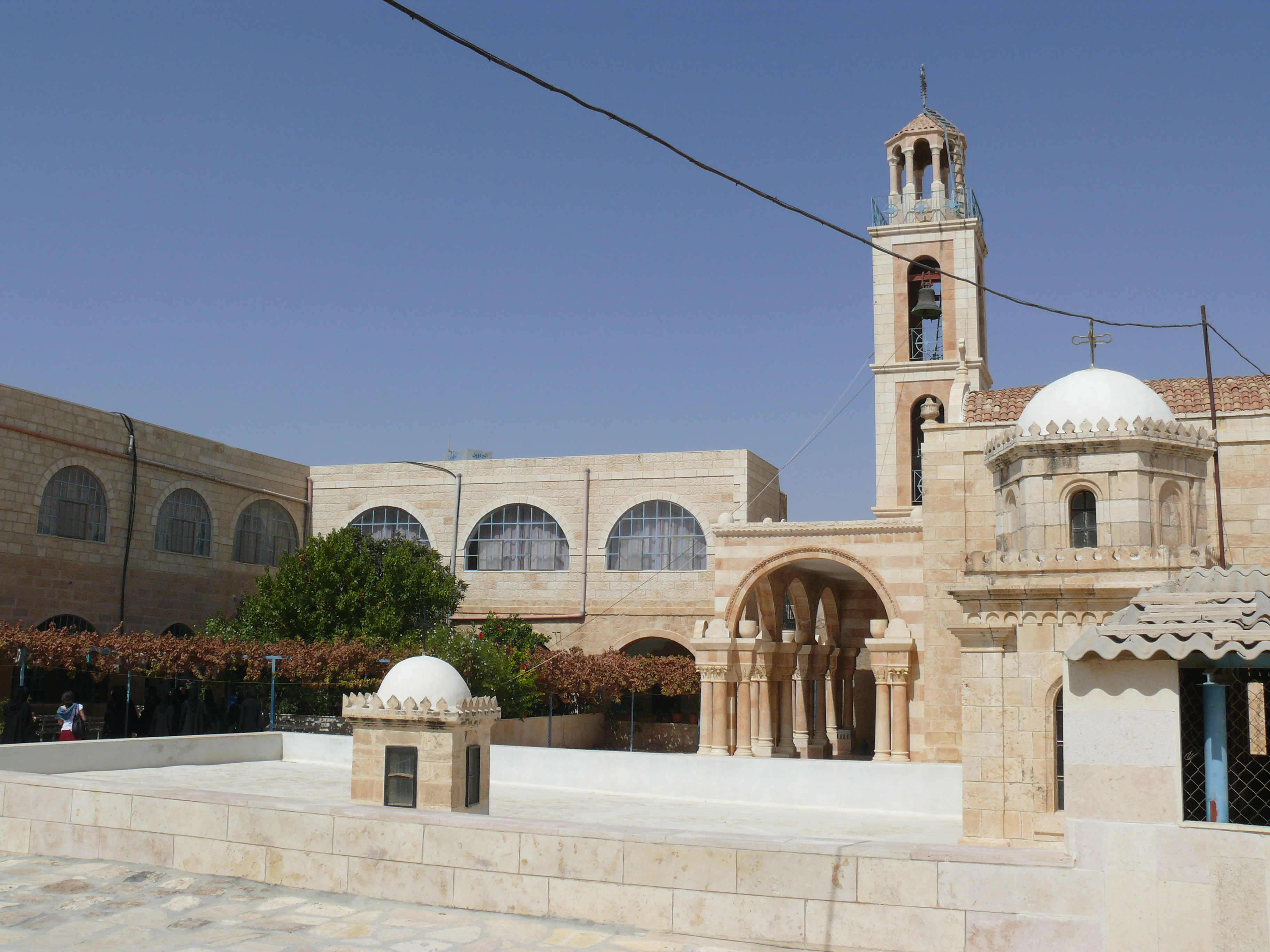
دير ثيودوسيوس في قصر اليهود
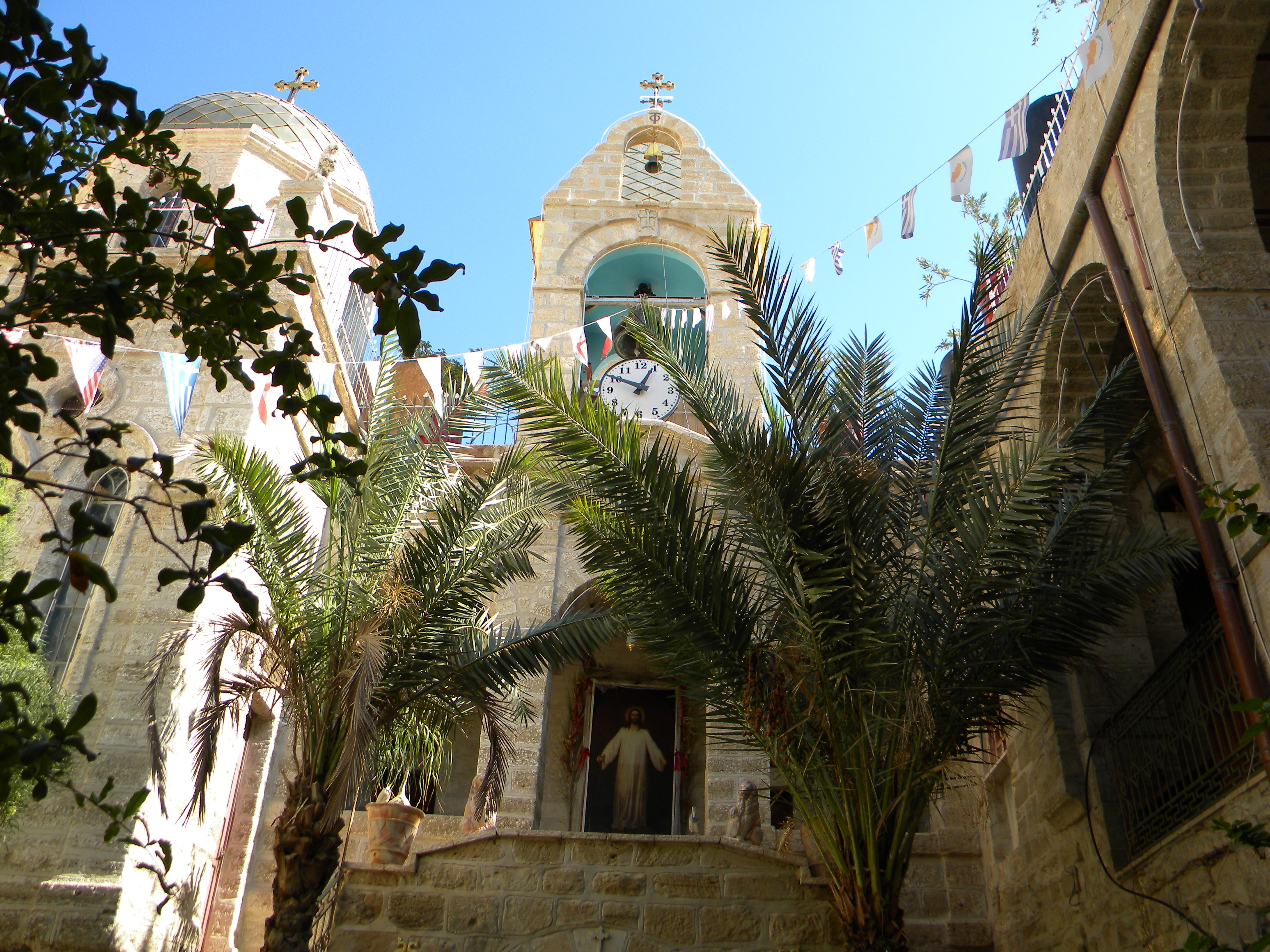
دير حجلة في أريحا
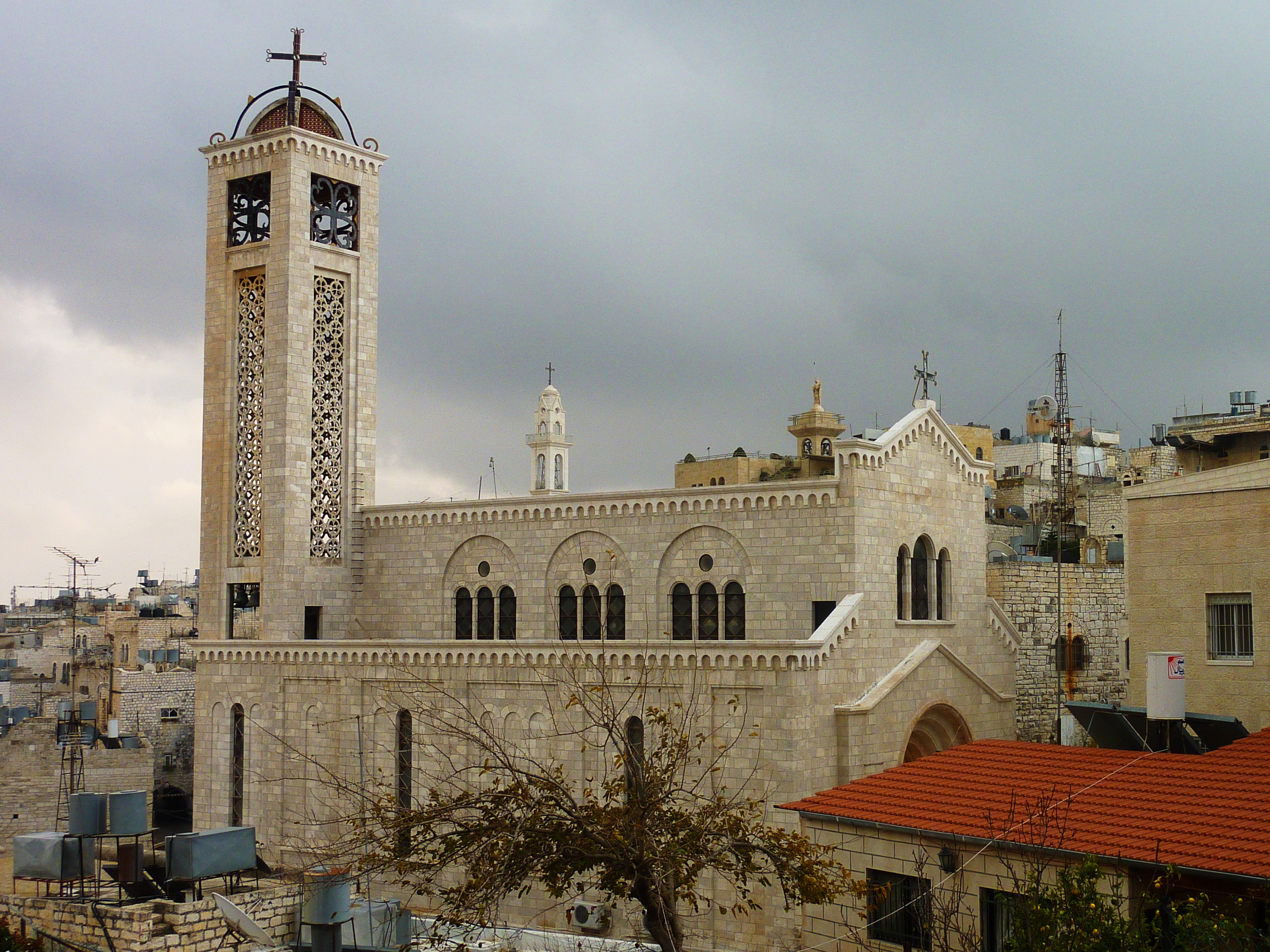
كنيسة مريم العذراء السريانيّة الأرثوذكسية في بيت لحم
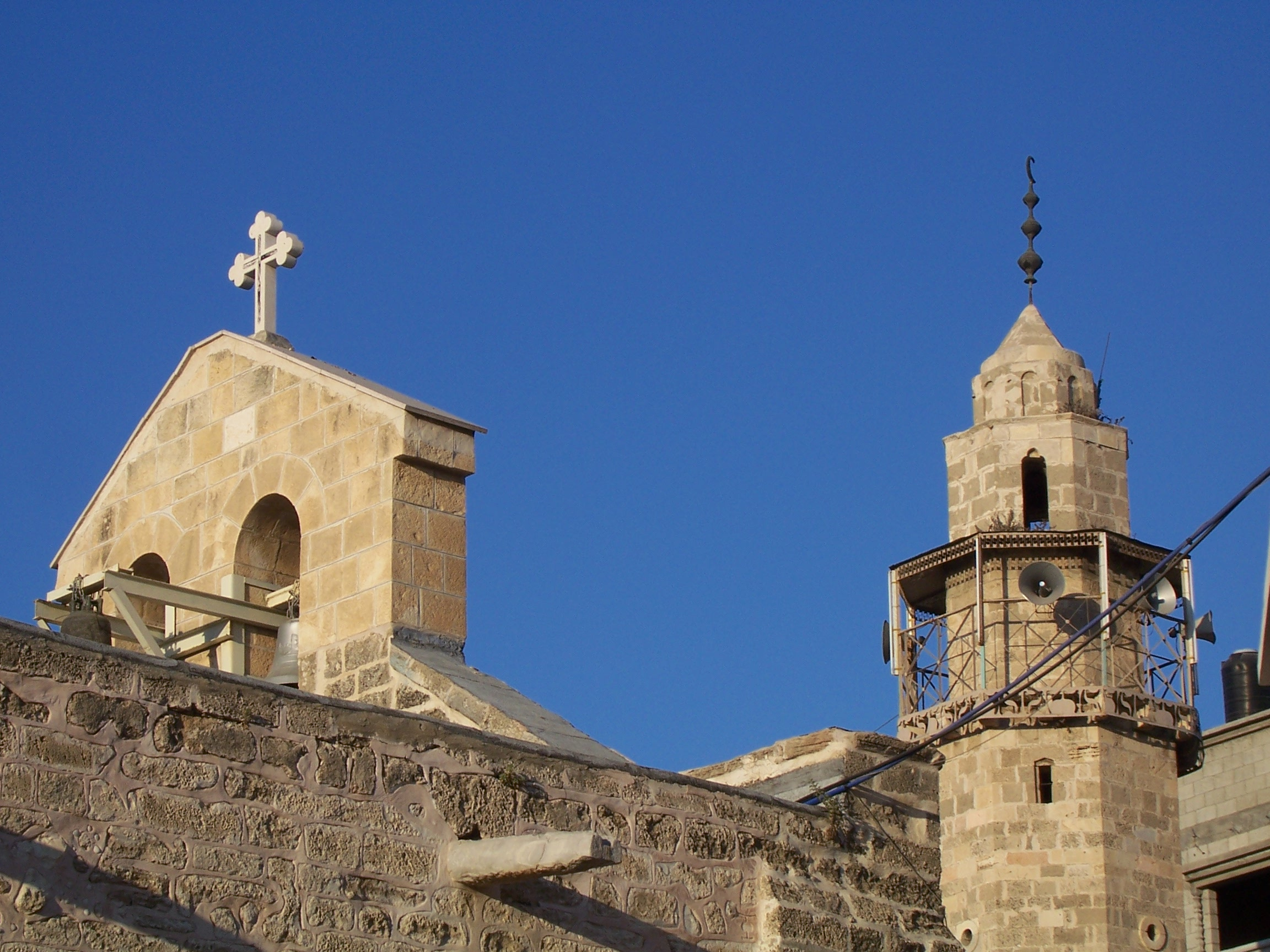
كنيسة إلى جانب مسجد في مدينة غزة
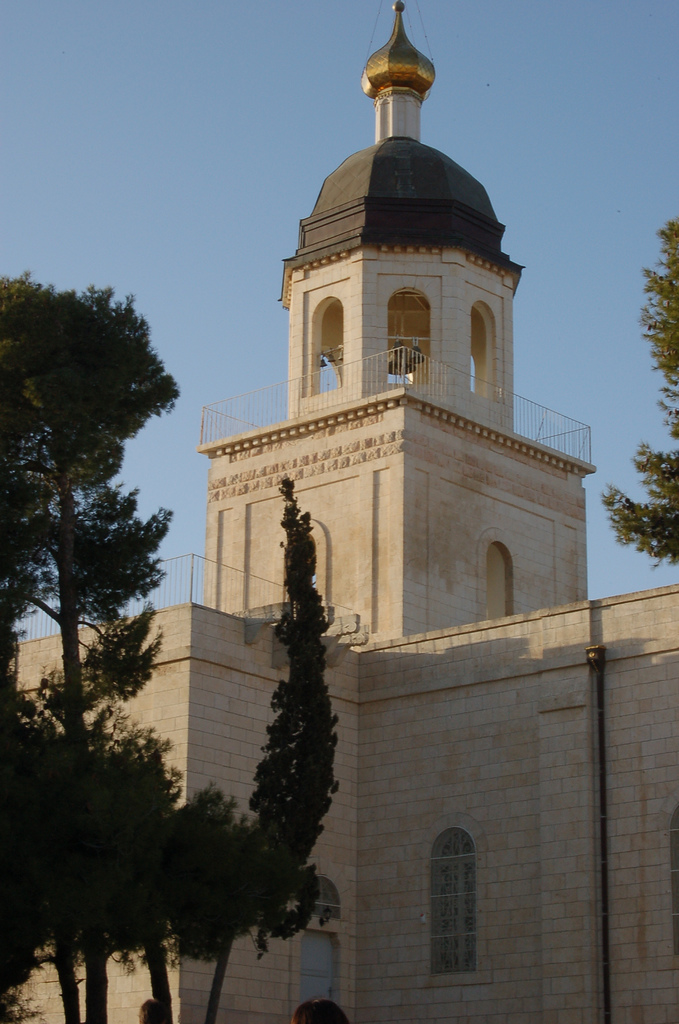
كنيسة المسكوبية في الخليل
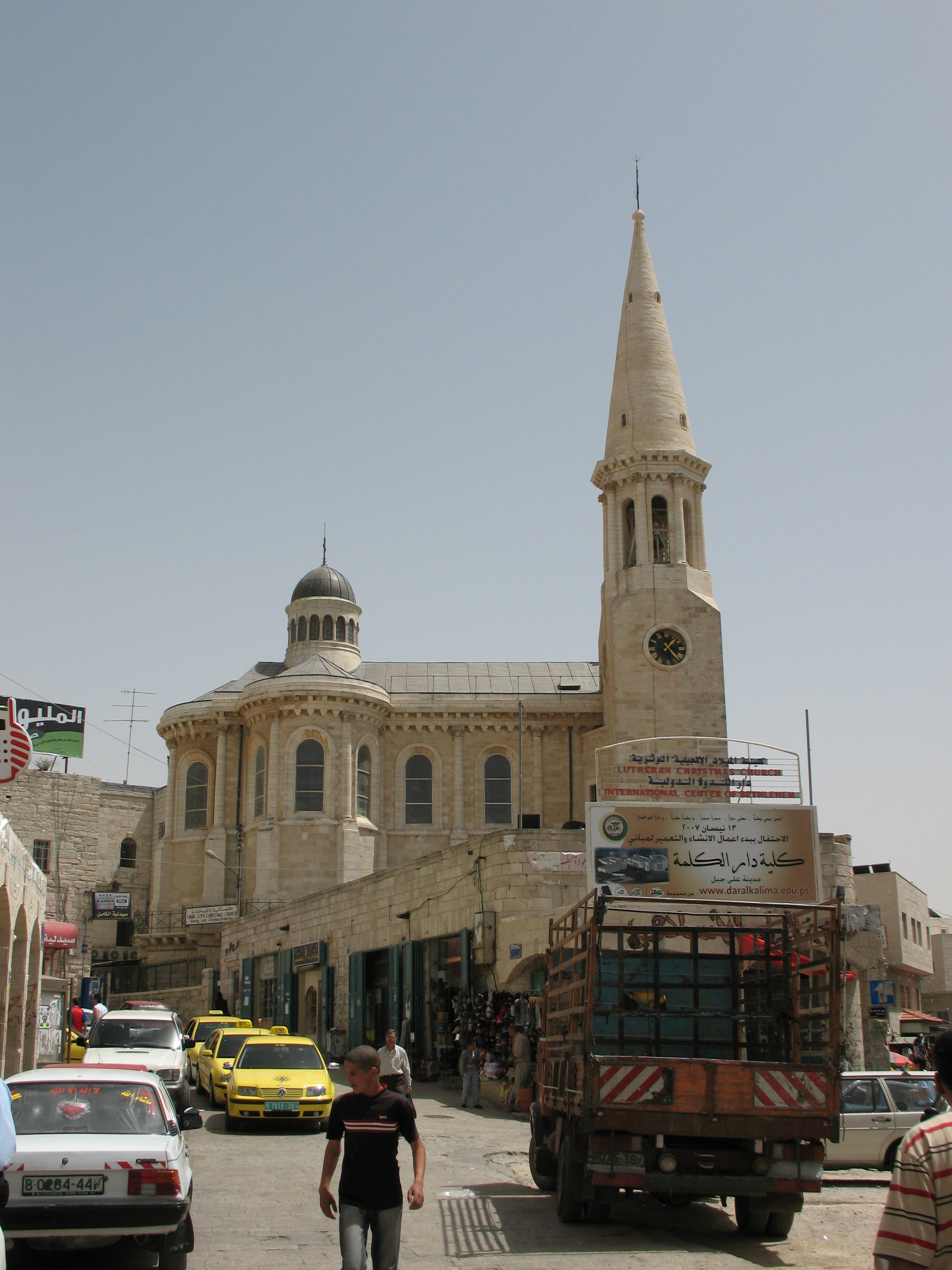
كنيسة عيد الميلاد اللوثرية في بيت لحم
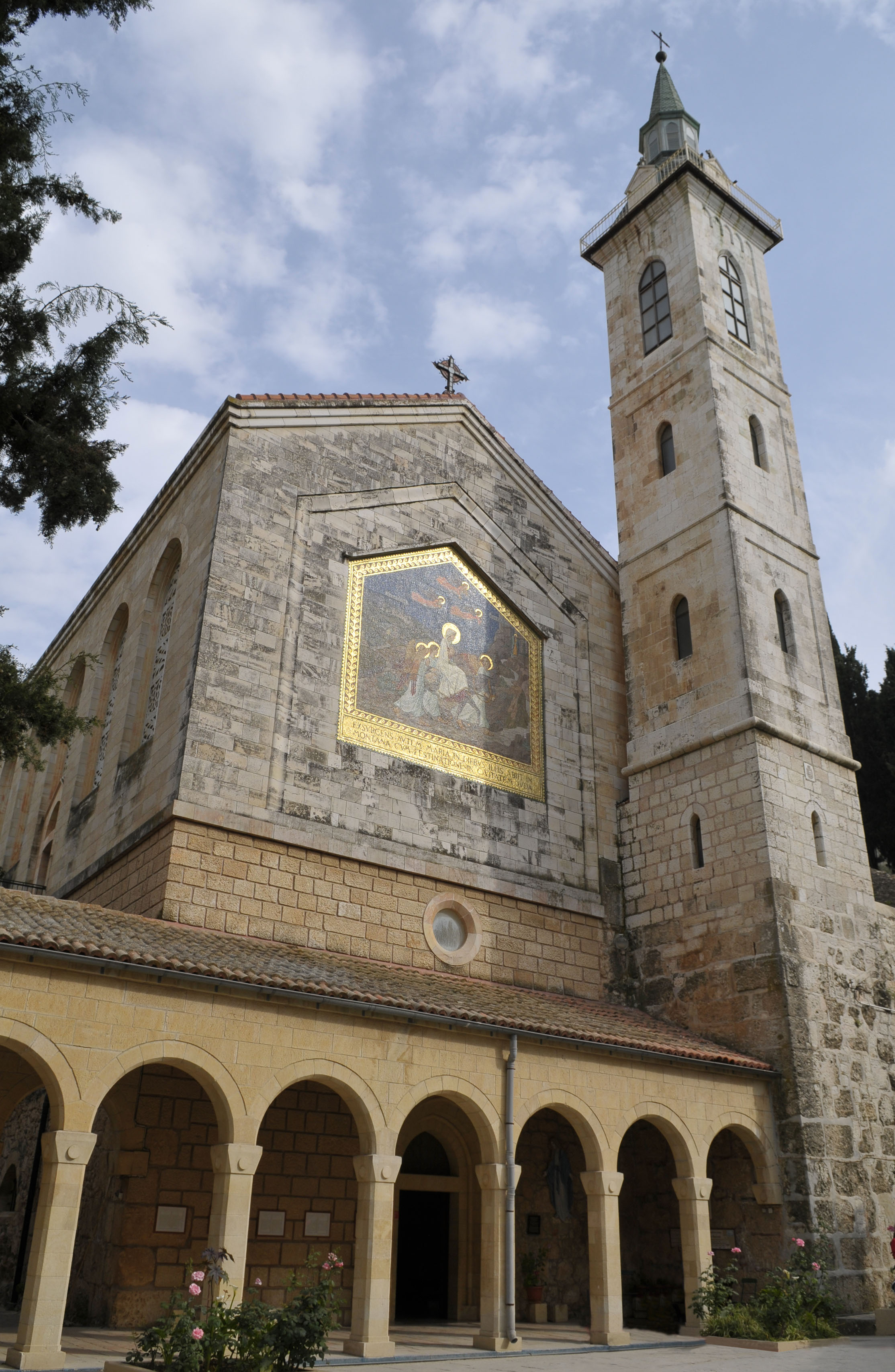
كنيسة الزيارة في عين كارم
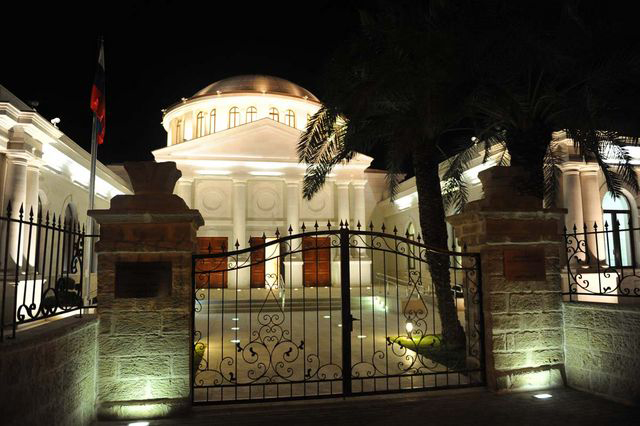
مقر الجمعية الإمبراطورية الأرثوذكسية الفلسطينية في أريحا

## مواقع خارجية
- الموقع المسيحي العربي.
- جذورنا.
- موقع الكلام الأول.